# 28 Manga Barcelona
El 28 Manga Barcelona (també conegut com el 28è Saló del Manga de Barcelona) fou la 28a edició del Saló del Manga de Barcelona. Es va celebrar del dijous 8 de desembre al diumenge 11 de desembre de 2022 als pavellons 4, 5 i 6 de Fira Gran Via de l'Hospitalet de Llobregat.
La gran novetat de l'edició fou l'estrena de la seu, ubicada als recintes de la Fira de l'Hospitalet de Llobregat, municipi en el qual el Saló del manga ja s'hi havia celebrat entre els anys 1997 (3a edició) i 2011 (17a edició), aleshores a les naus de La Farga. Amb la nova seu, Ficomic pretenia augmentar la superfície i l'aforament. Aquesta novetat va anar acompanyada també d'un canvi de dates, celebrant-se per primer cop al mes de desembre, un fet inèdit, ja que històricament el Saló del Manga de Barcelona s'havia celebrat sempre a finals d'octubre o principis de novembre a tot estirar. Ficomic justificava aquest canvi declarant que «l'afició pel manga i la cultura japonesa ha crescut molt en els últims anys i calia respondre-hi d'alguna manera».
Grans atractius de l'edició d'enguay foren la presència i actuació de la cantant Yōko Takahashi, intèrpret de les cançons de l'anime Neon Genesis Evangelion, així com la presència de Mahousyoujo Ni Naritai, banda que ha fet temes de populars animes com Ojamajo Doremi o One Piece, i la banda femenina Faky, també coneguda com "Next Generation Girls Union", popular per les seves coreografies i cançons de J-pop contemporani. Pel que fa a la presència d'autors japonesos, l'edició va comptar amb la presència de Nakaba Suzuki, autor del manga The Seven Deadly Sins, que a més de signar va emplenar una sala magistral de dibuix.
Segons l'organització, els pavellons reservats a les editorials, marxandatge i videojocs foren els espais més concorreguts del certamen. No obstant, l'àrea gastronòmica, les pistes esportives i els escenaris amb música i podcasts van tenir molt bon acollida. Com d'habitud, els diversos concursos de cosplay van generar una gran expectació i provocar una de les concentracions de públic més gran entorn del gran escenari. Per altra banda, els tallers, activitats i xerrades diverses van poder absorbir més públic degut al nou espai. La seva oferta va anar desde cursos de llengua japonesa, divulgació de la cultura japonesa, samurais o humor japonès, a més de l'espai Manga Kids, que va créixer respecte a l'anterior edició i va oferir propostes més divertides i didàctiques per al públic més menut.
La convenció otaku va disposar de 82.000 m², una xifra rècord que va superar en 4.000 m² l'espai del 25 Manga Barcelona (2019), l'edició més gran fins aleshores. Gràcies a aquest increment d'espai, Ficomic va informar que s'havia registat un augment del 6% d'expositors.
En acabar la convenció, Ficomic va anunciar que s'havia superat el rècord de 2019, batent un nou rècord d'assistència de més de 163.000 visitants.

## Entrades esgotades i rècord d'assistència
Malgrat l'augment de superfície, diverses setmanes abans de la celebració de la convenció, Ficomic ja havia anunciat que s'havien esgotat totes les entrades disponibles per als quatre dies de durada de la convenció. Tot feia preveure, per tant, que hi hauria un nou rècord d'assistència, superant la xifra de 152.000 visitants assolida el 2019.
Ficomic va comunicar que es posarien a la venda més entrades a mesura que l'aforament ho anés permetent, alliberat pels visitants del matí que marxaven per dinar a casa. No obstant això, no hi va haver taquilles de venda i les entrades només es van poder comprar exclusivament on-line, a través de la pàgina web del Saló.
L'edició va tancar les portes amb una assistència rècord de 163.000 visitans. Aquesta xifra va superar l'assistència del 25 Manga Barcelona (2019), la darrera edició prepandèmica, que havia comptat amb 152.000 visitants. Per a les dues edicions següents, l'aforament havia decaigut enormement degut a la pandèmia de COVID-19. De fet, l'edició de 2020 fou només online i l'edició de 2021, malgrat ser presencial, va comptar amb un aforament molt limitat degut a les restrictives mesures sanitàries imposades per la pandèmia. La fi de les restriccions i el nou emplaçament escollit per Ficomic per a l'edició de 2022, van propiciar que el públic assistís massivament a la convenció, la qual havia començat amb totes les entrades esgotades de les quatre jornades de durada de l'edició, batent un nou rècord d'assistència.

## Cartell

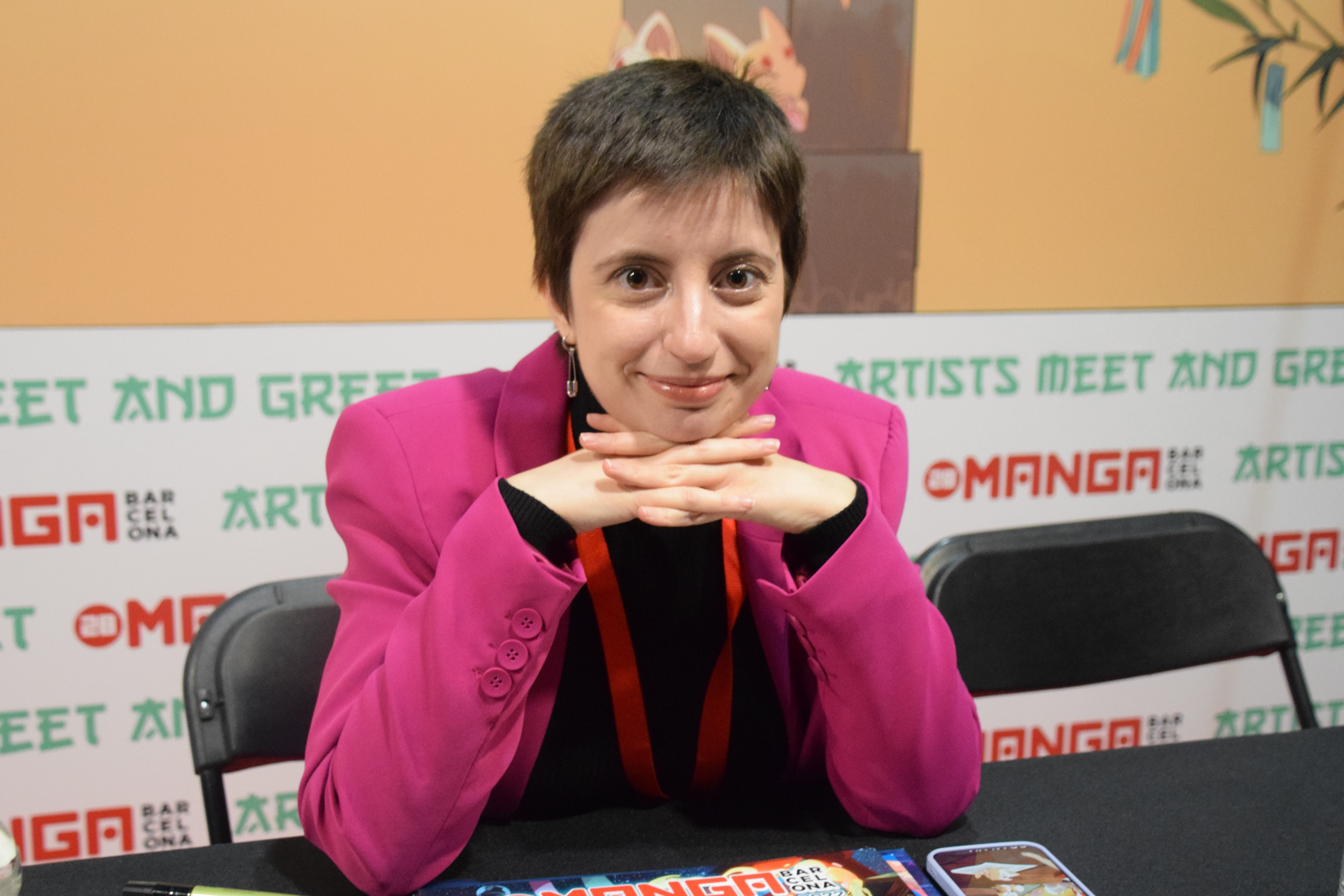
L'autora Sara Lozoya, firmant cartells.

L'autora del cartell promocional del saló fou la il·lustradora madrilenya Sara Lozoya. El cartell evoca un festival japonès i té com a protagonistes a un noi i una noia que juguen amb un kitsune, un animal típic del folklore japonès. Sota aquest jovial clima, l'autora pretenia «evocar l'ambient d'alegria i caos que reina al saló», tot introduint-hi elements de manga i demés objectes tradicionals del Japó, com ara cosplayers, peixos, ramen o màsqueres d'anime. Segons reconeixia Lozoya, «he intentat simbolitzar la il·lusió amb la qual es viu el saló i allò que a mi m'aporta: l'alegria, l'ambient caòtic, el manga i totes les coses tradicionals del Japó, fusionant-les amb elements fantasiosos».

## L'auge del manga
L'edició postpandèmica del Manga Barcelona es va celebrar en un moment molt propici pel manga. Seguint la tendència dels anys anteriors, la publicació de títols també havia continuat augmentant el 2022, assolint en aquesta ocasió una inèdita cota de creixement de més d'un 30%. Segons les xifres de l'expert Marc Bernabé, que anualment estudia l'evolució de la indústria, el 2022 s'haurien editat «entre 1.400 i 1.500 novetats» de les quals «80 [serien] en català». L'augment imparable de les xifres absolutes de publicació i venda de títols fou un factor decisiu que va animar a les editorials a llançar-se a traduir els mangues més populars també en català. Segons Bernabé, el 2022 encara no s'havia tocat sostre i pronosticava per a l'any següent «que potser ens n'anem a 200 novetats».

## L'esclat del manga i anime en català
El renaixement del manga en català fou un dels grans protagonistes de la 28a edició del Manga Barcelona. La cita otaku barcelonina va visibilitzar la consolidació de l'aposta editorial pel manga en català, a remolc del moment d'auge general de la historieta nipona en el mercat europeu del còmic.
Editorials com Distrito Manga (Penguin Random House), Panini i Fandogamia van anunciar l'edició de manga en català, afegint-se així a les editorials Ooso i Planeta, que ja en publicaven, i de Norma, que recentment venia d'estrenar una línia de manga en català. Així mateix, l'editorial Kaji (Grup Enciclopèdia) va treure al mercat els primers volums dels mangues Dodoma i Grendel, respectivament, tal com ja ho havia anunciat al maig durant el 40 Saló del Còmic de Barcelona. Ambdues sèries van ser les grans triomfadores del Manga Barcelona, un èxit afavorit pel fet de tractar-se de dues obres inèdites a l’estat espanyol. Aquesta editorial va anunciar, a més, que havia adquirit les llicències de Gokushufudou i Joc d'heroïnes, amb els títols provisionals d'Un yakuza de sa casa i El joc de les heroïnes, respectivament.
Planeta, que des de ja feia anys publicava els títols de Bola de Drac en català, va anunciar pel 2023 la sortida al mercat d'alguns dels seus títols més populars, com One Piece, Ranma ½ i Haikyū!!, ampliant així el seu catàleg de manga en català, que el 2022 venia d'ampliar-se amb el llançament de My Hero Academia i Doctor Slump.
L'editorial Ooso, que ja publicava manga en català des del 2018, enguany havia incorporat al seu catàleg títols com Kamen Rider, Himitsu Sentai Gorenger, la sèrie de superrobots Getter Robo, obra de Ken Ishikawa i Gō Nagai, creador, entre d'altres, del popular Mazinger Z. Van anunciar que publicarien el manga de Megaman Megamix, tant en català, castellà com basc.
L'acabada d'estrenar línia de manga en català de Norma comprenia títols de gran èxit del moment com Tokyo Revengers, Chainsaw Man, Jujutsu Kaisen i Kimtesu no Yaiba (Guardians de la Nit), aquesta darrera coincidint amb l'estrena de l'anime emès des del mes d'octubre al nou canal SX3. Afegint-se a aquests títols, Norma va anunciar la publicació pel 2023 de Neon Genesis Evangelion (Edició col·leccionista) i del volum únic de Sayonara Eri en format tankobon i kanzenban, de Tatsuki Fujimoto, l'autor del popular Chainsaw Man.
Tampoc l'editorial valenciana Fandogamia va deixar passar aquest moment d'auge del manga en català, anunciant la publicació de Sabishisugite Rezu Fūzoku ni Ikimashita Repo de Kabi Nagata, també coneguda en castellà amb el títol de Mi experiencia lesbiana con la soledad.
Per altra banda, Panini Manga va anunciar la llicència de Prodigiosa. Les aventures de Ladybug i Gat Noir, basat en la sèrie d'animació del mateix nom, emesa per primer cop al Canal Super3.
Finalment, Distrito Manga, que ja havia anunciat l'adquisició de la llicència de Wind Breaker de Satoru Nii, amb edició prevista en català, va dir que no tindrien previst treure res més en aquesta llengua fins a veure com els anirien les vendes amb aquesta aposta.
Pel que fa a l'anime, la distribuïdora Selecta Visión va revelar que doblarien al català Naruto, un dels animes més populars del moment.
La gestació del boom
Aquest esclat del manga i anime en català no fou sobtat sinó que s'havia anat coent des de feia uns anys abans. El 2018, l'editorial catalana Ooso havia donat el tret de sortida al fenomen, en anunciar per sorpresa la publicació del manga Mazinger Angels en català, al qual s'hi afegiria Cutie Honey el 2019. Aquests dos títols d'Ooso s'afegien així als mangues de Bola de Drac publicats per Planeta, constituint aleshores el conjunt de l'escàs manga publicat en català.
Seguint el camí marcat per Ooso, durant la celebració de la 40a edició del Saló del Còmic de Barcelona, el 2022 el Grup Enciclopèdia i Arechi van anunciar la creació del segell Kaji Manga, que tenia com a objectiu publicar tot el seu catàleg de manga íntegrament en català. Els primers cinc primers títols anunciats foren Dodoma, de Jun Shiraishi; Grendel, de Mako Oikawa; Orange, d'Ichigo Takano; Kijin Gentosho, de Yu Satomi i Badducks, de Touryuumon Takeda. Kaji Manga va anunciar la voluntat d'editar entre 60 i 70 volums de manga en català per any. Dodoma i Grendel van sortir al mercat pel 28 Manga Barcelona, mentre que la sortida dels altres tres títols va quedar relegada al 2023.
Valoracions
Segons Marc Bernabé, el 2022 s'haurien editat "entre 1.400 i 1.500 novetats" de manga a l'estat espanyol, de les quals «80 [serien] en català». Pel 2023, Bernabé pronosticava «que potser ens n'anem a 200 novetats».
Meritxell Puig va fer una valoració positiva del bon moment que viuen el manga i l'anime en català, declarant que «estem molt contents que editorials com Planeta Cómic o Norma Editorial, entre d'altres, publiquin títols en català».

## Exposicions
- El incidente Darwin. Exposició dedicada al manga Darwin Jihen (ダーウィン事変 Dāuin Jihen, lit. L'incident de Darwin), de l'autor Shun Umezawa. Estava previst que l'autor visités personalment el Manga Barcelona. No obstant, degut a problemes de salut la visita fou anulada.[19]
- KM 0. Autors de proximitat. Exposició dedicada als autors autòctons de manga, fent un repàs a l'obra dels autors més consagrats i coneguts fins al novells.
- Alumnes de l'escola Joso. Exposició amb diversos treballs dels alumnes de "Concept Art" de l'Escola Joso per a la creació d'un pòster promocional ajustant-se als elements d'una llicència de videojocs.
- Expokon. Exposició dedicada al "spokon", gènere de manga dedicat a l'esport. L'exposició incloïa una sèrie de tòtems dedicats a alguns dels personatges més coneguts del manga de gènere esportiu. L'exposició estava ubicada al costat de la zona "Manga Sport" proveïda de diverses pistes esportives per al públic.
- Kimono: de la formalitat a la informalitat. Exposició dedicada al kimono, vestit tradicional japonès. La mostra va fer un repàs als diferents tipus de kimono, des dels més formals i exclusius fins als kimonos de més baixa categoria, passant per tota mena de Kimonos específics per diferents circumstàncies, cerimònies, usos i temporades. Va incloure variants com el "daiichi reisou", "houmongi", "kuromontsuki", "mofuku", "uchikake", "komon" o el "yukata".
- Vestuari de competició: Espanya als internacionals de cosplay. Exposició que va exhibir els dissenys de cosplay que ha representat Espanya a les principals competicions de 2022 com el World Cosplay Summit, l'European Cosplay Gathering, el Cosplay Central Crown Championships o la Clara Cow's Cosplay Cup.
- Manga Kids Academy. Exposició dedicada a l'escola japonesa, amb la informació i imatges dels seus trets més distintius, com per exemple els uniformes, els jocs més clàssics de l'esbarjo o els àpats del migdia.

## Palmarès

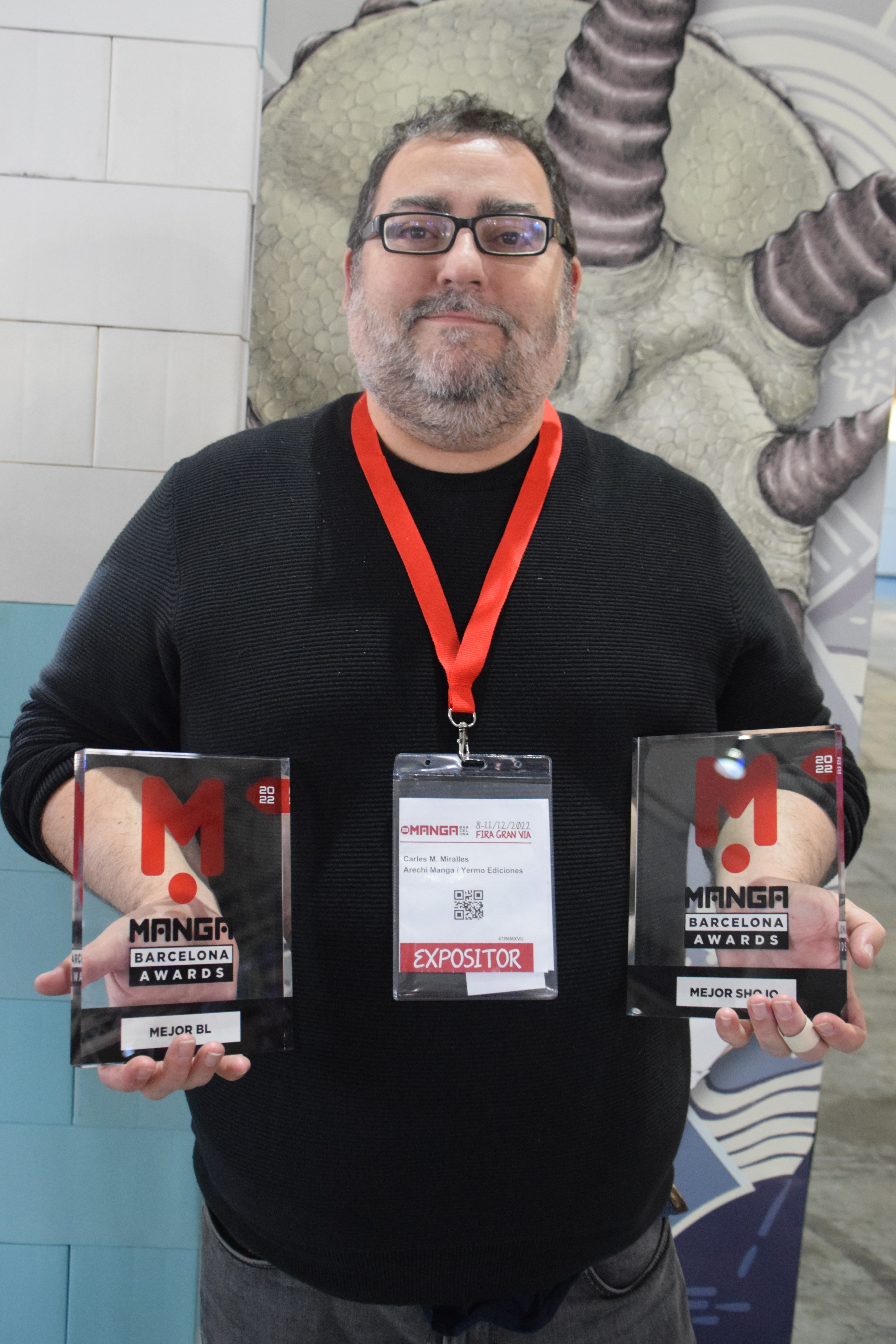
L'editor Carles Miralles, d'Arechi Manga, doblement guardonat.

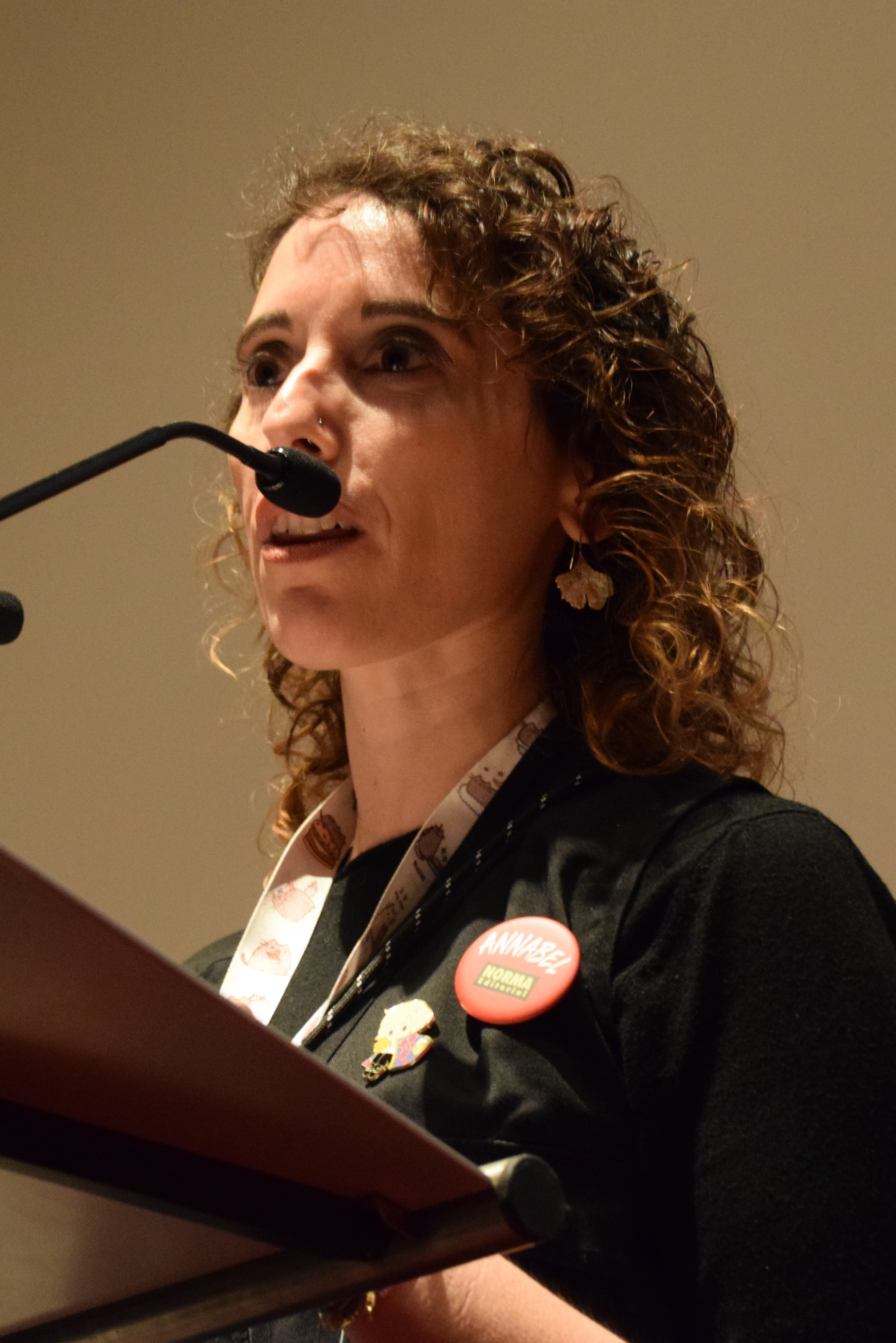
Annabel Espada, de Norma, editorial doblement recompensada.

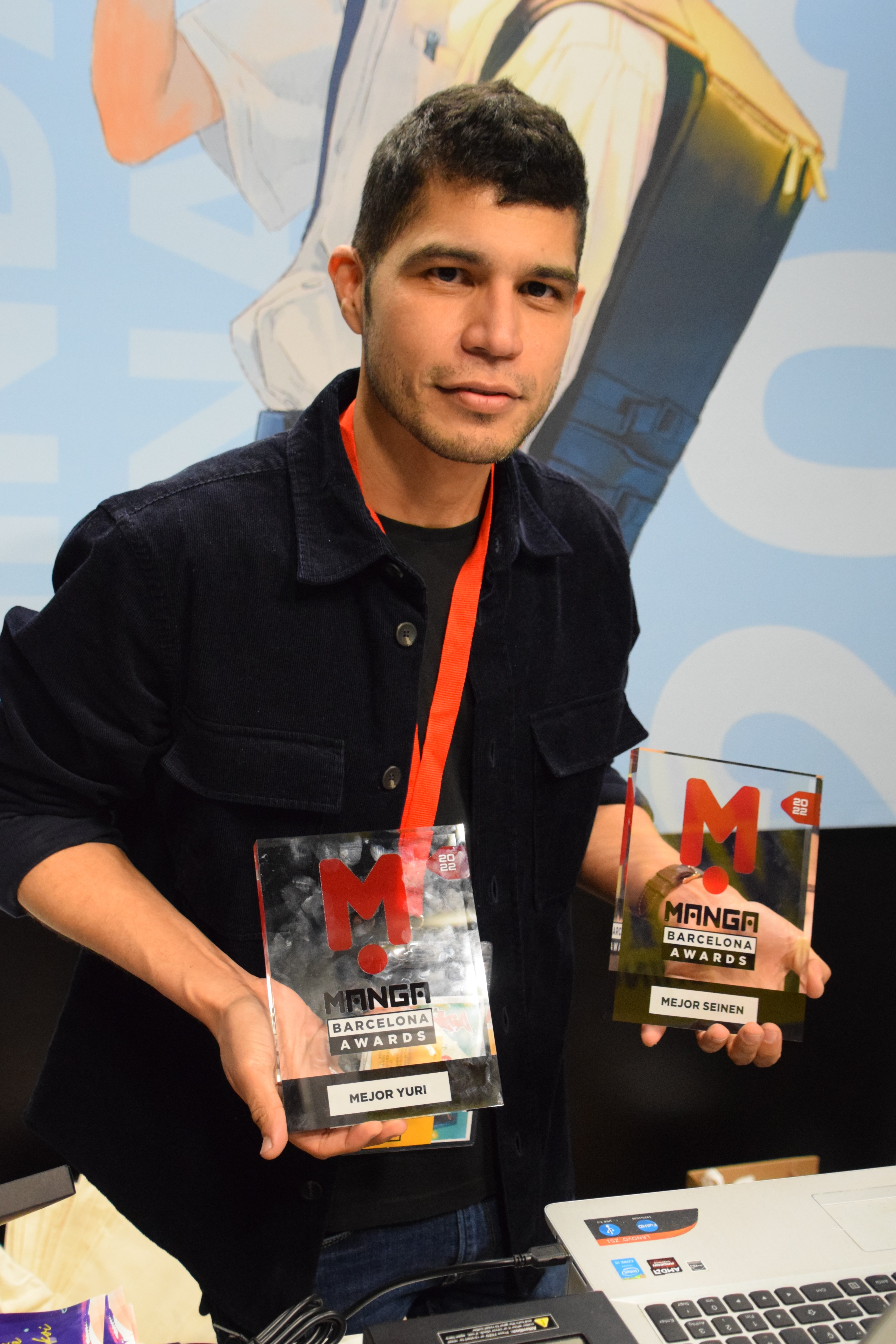
Carlos Subero, de Milky Way, també doblement recompensat.

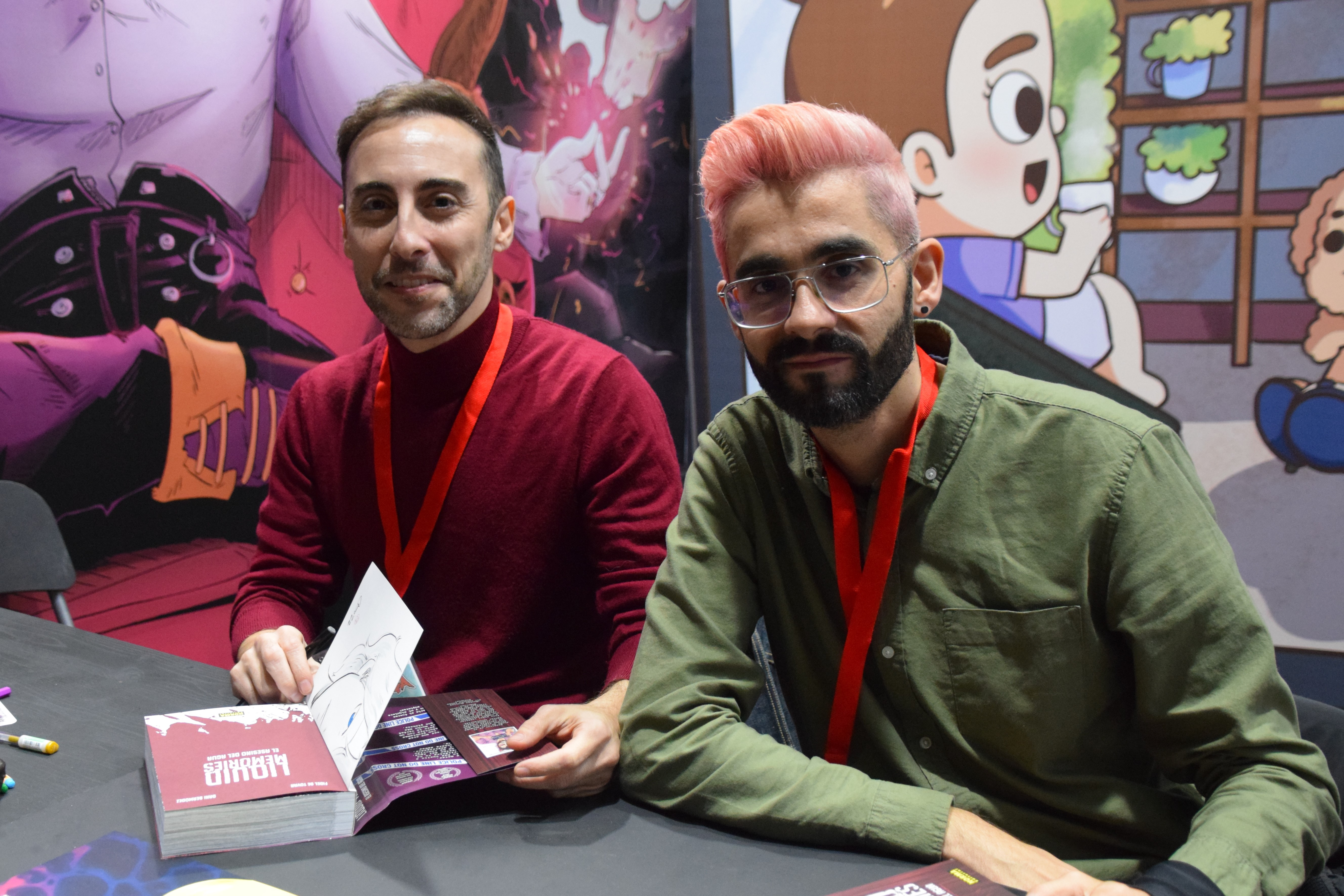
Els multiguardonats autors Fidel de Tovar i Dani Bermúdez.

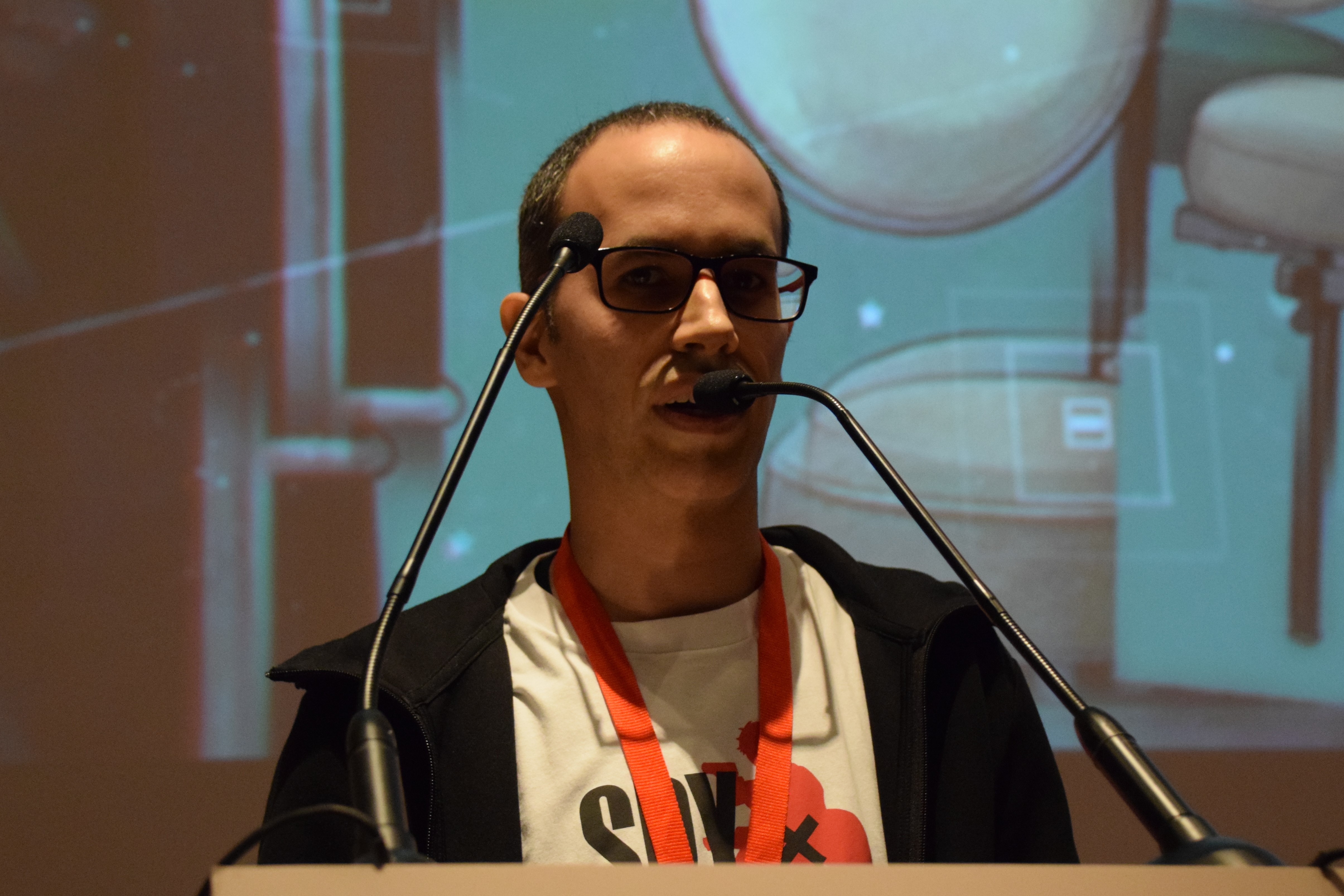
El representant de l'editorial Ivrea, premida per Spy × Family.

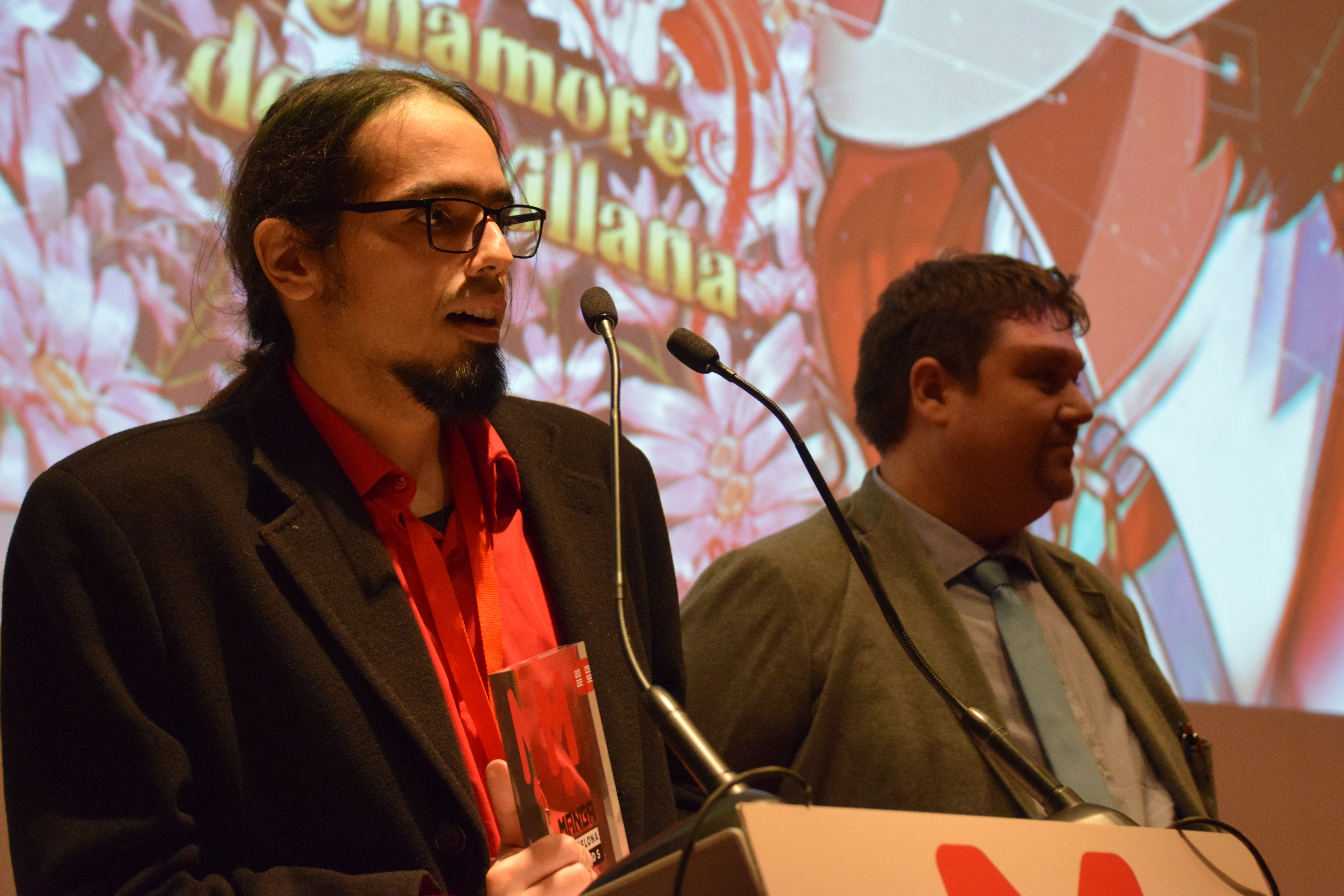
Francisco Andrés Saavedra i Luisma, de l'editorial Sekai.

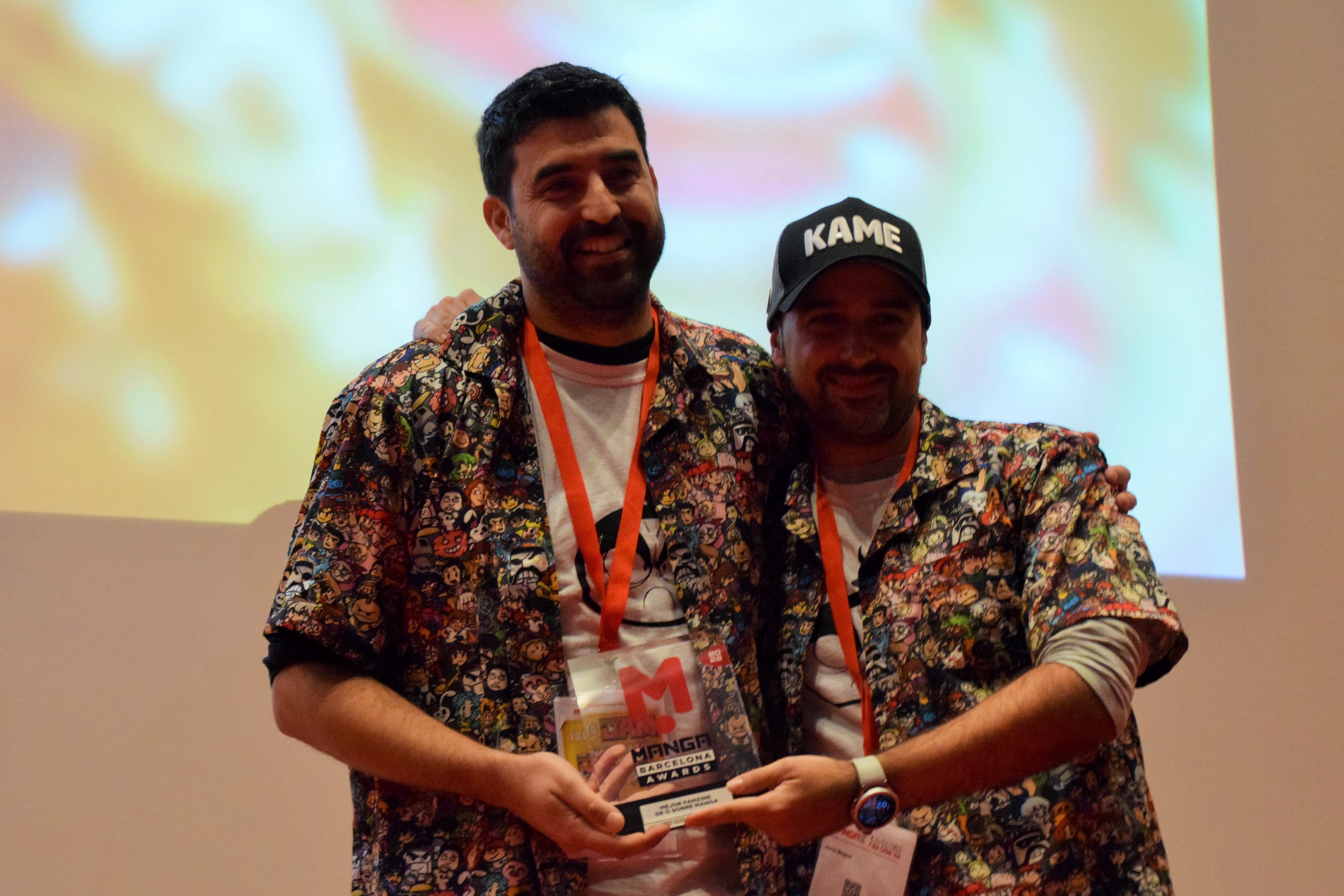
Edu Gomez i Lobo Art, del fanzine The KameTeam.

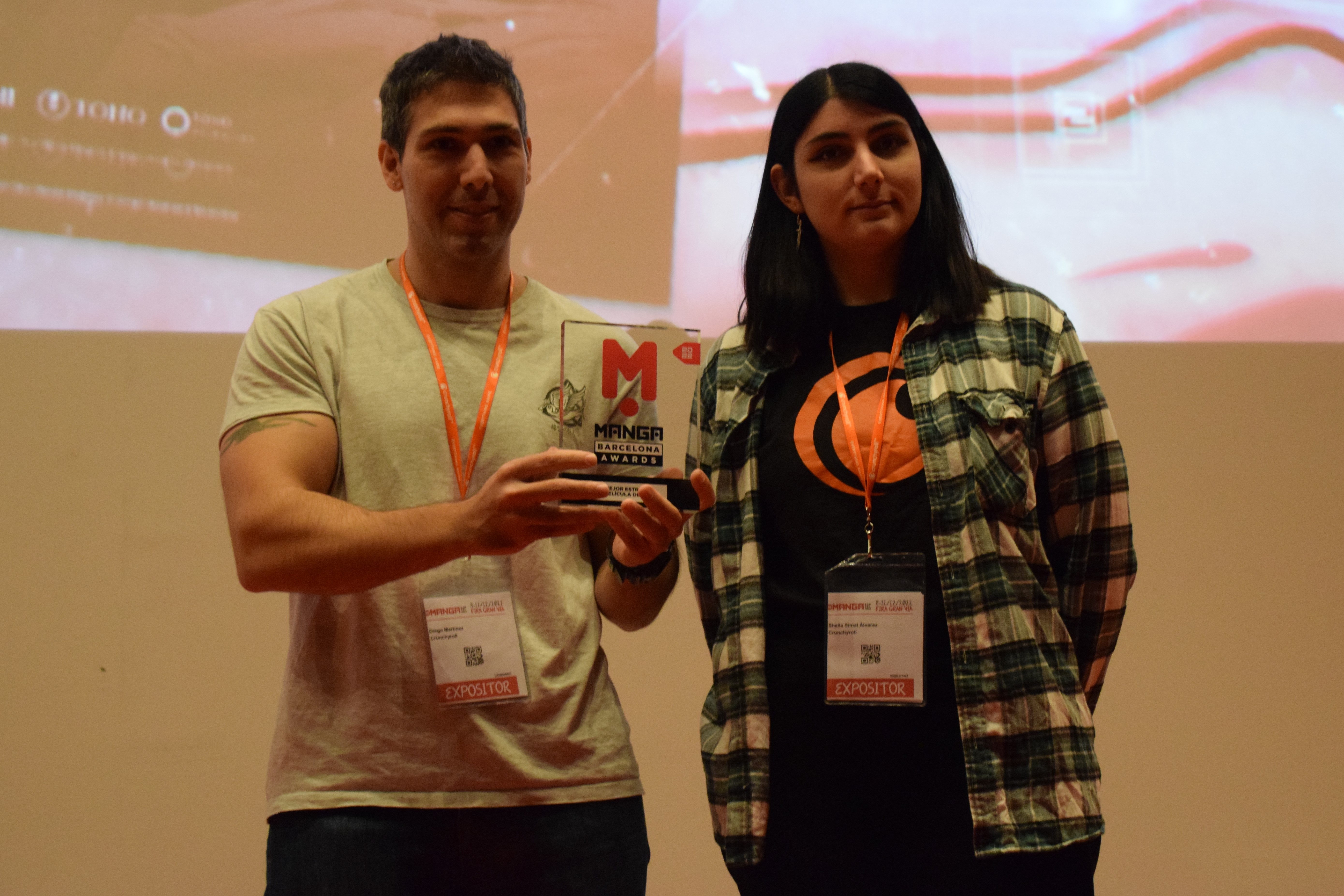
Diego Martínez i Sheila Simal de Crunchyroll.

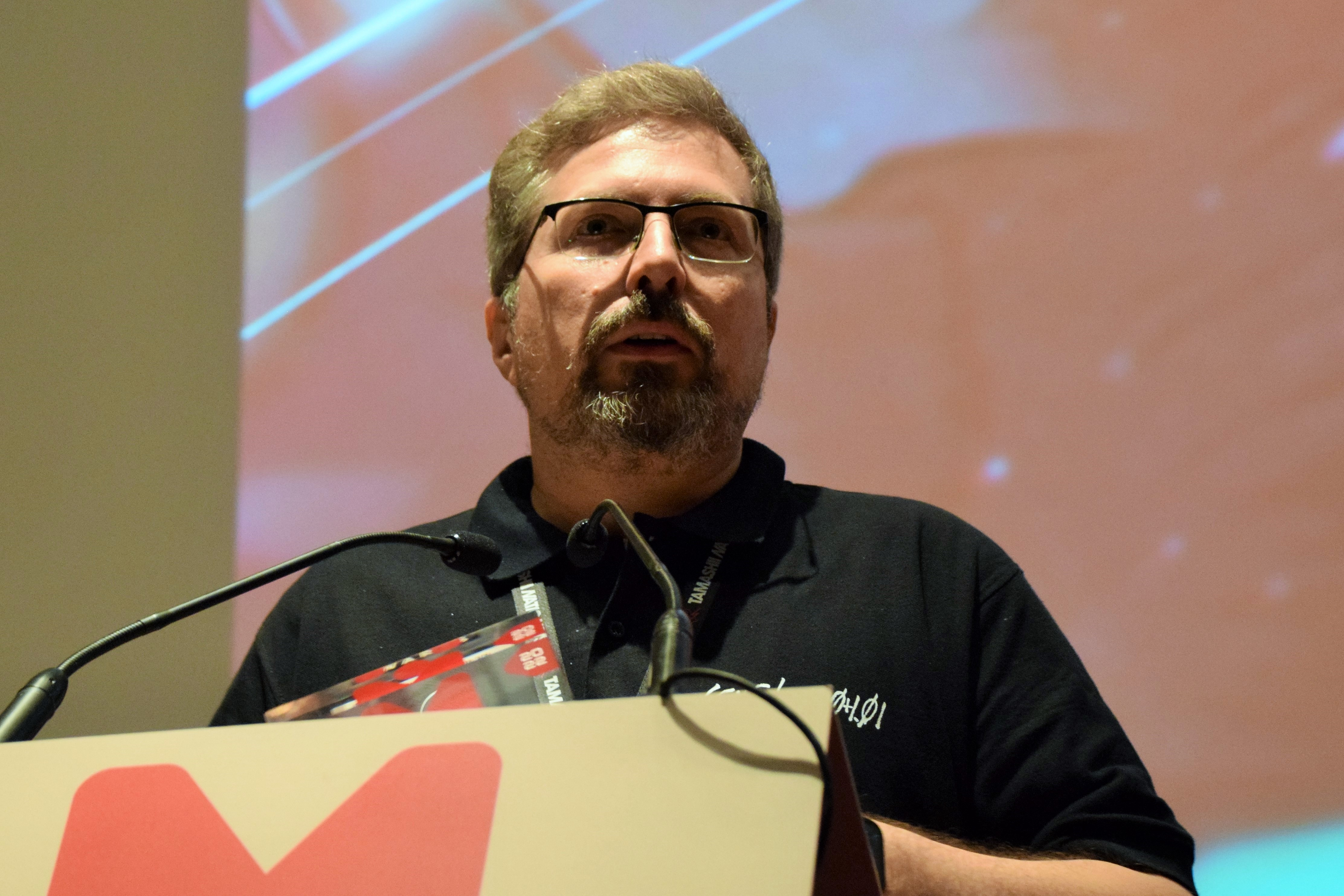
Manu Guerrero, de Selecta Visión.

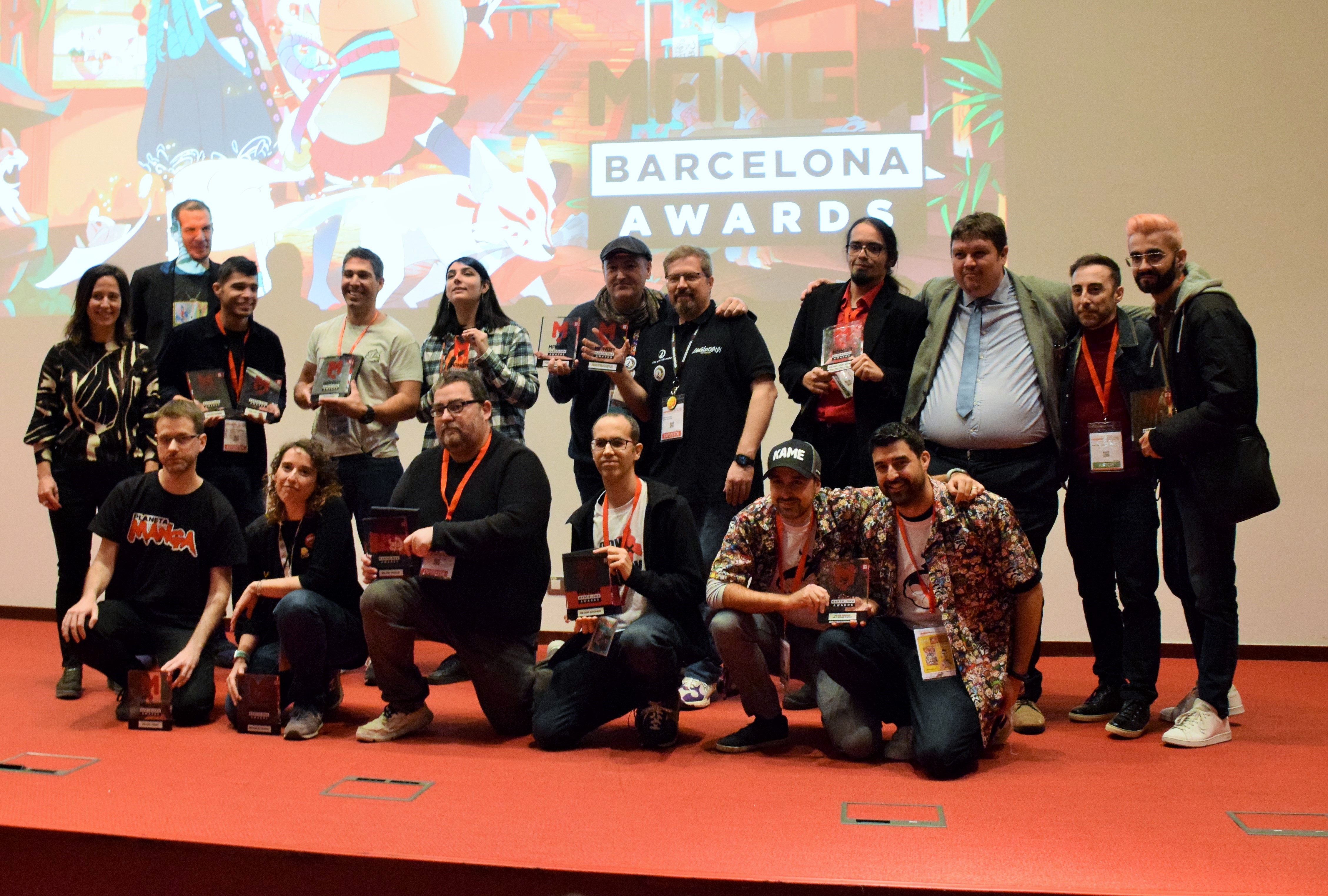
Foto de grup de tots els guanyadors.

### Apartat manga

#### Millor shonen
Premi al millor manga shonen.
| Títol           | Autor/s           | Editorial     |
| --------------- | ----------------- | ------------- |
| Haikyû!!        | Haruichi Furudate | Planeta Cómic |
| Spy x Family    | Tatsuya Endo      | Ivrea         |
| Tokyo Revengers | Ken Wakui         | Norma         |

#### Millor shojo
Premi al millor manga shojo.
| Títol            | Autor/s       | Editorial    |
| ---------------- | ------------- | ------------ |
| Bautismo         | Kazuo Umezz   | Satori       |
| Mars             | Fuyumi Souryo | Arechi Manga |
| Signos de afecto | Suu Morishita | Arechi Manga |

#### Millor seinen
Premi al millor manga seinen.
| Títol                   | Autor            | Editorial           |
| ----------------------- | ---------------- | ------------------- |
| Witch Hat Atelier       | Kamome Shirahama | Milky Way Ediciones |
| El incidente de Darwin  | Shun Umezawa     | Distrito Manga      |
| Kowloon Generic Romance | Jun Mayuzuk      | Norma               |

#### Millor josei
Premi al millor manga josei.
| Títol                           | Autor             | Editorial           |
| ------------------------------- | ----------------- | ------------------- |
| My Broken Mariko                | Waka Hirako       | Milky Way Ediciones |
| Paradise Kiss (Glamour Edition) | Ai Yazawa         | Ivrea               |
| Tokyo Girls                     | Akiko Higashimura | Planeta Cómic       |

#### Millor kodomo
Premi al millor manga kodomo.
| Títol                      | Autor                                  | Editorial     |
| -------------------------- | -------------------------------------- | ------------- |
| Pokémon Sol y Luna         | Hidenori Kusaka i Satoshi Yamamoto     | Norma         |
| Super Mario Aventuras      | Yukio Sawada                           | Planeta Cómic |
| X-Venture: El cos en crisi | Hot Blooded Souls i Hidemine Takahashi | Ooso Comics   |

#### Millor BL
Premi al millor manga yaoi o Boys' Love (BL).
| Títol                                  | Autor      | Editorial       |
| -------------------------------------- | ---------- | --------------- |
| One Room Angel                         | Harada     | Norma           |
| Megumi y Tsugumi                       | Mitsuru Si | Arechi Manga    |
| Rumspringa, The scene of my Rumspringa | Kaya Azuma | Ediciones Fujur |

#### Millor yuri
Premi al millor manga yuri.
| Títol                  | Autor        | Editorial            |
| ---------------------- | ------------ | -------------------- |
| ¡Huyamos juntas!       | Battan       | Milky Way Ediciones  |
| After Hours            | Nishio Yuuta | Fandogamia Editorial |
| La amiga de mi hermana | Battan       | Ediciones Fujur      |

#### Millor manga d'autor espanyol
| Títol                 | Autor                             | Editorial         |
| --------------------- | --------------------------------- | ----------------- |
| Backhome              | Sergio Hernández i Toni Caballero | Planeta Comic     |
| Chan Prin             | Xian Nu Studio                    | Ediciones Babylon |
| El tiempo de los tres | Fidel de Tovar i Dani Bermúdez    | Norma             |

#### Millor light novel
Premi a la millor novel·la lleugera o ranobe.
| Títol                                               | Autor/a                       | Editorial       |
| --------------------------------------------------- | ----------------------------- | --------------- |
| Guardianes de la Noche: La mariposa de una sola ala | Aya Yajima i Koyoharu Gotouge | Norma Editorial |
| Me enamoré de la villana                            | Hanagata i Inori              | Sekai Editorial |
| Josee, el Tigre y los Peces                         | Seiko Tanabe                  | Planeta Comic   |

#### Millor fanzine
| Títol        | Autor/s             |
| ------------ | ------------------- |
| One-shot JAM | Diversos autors     |
| The KameTeam | Lobo Art, Edu Gomez |
| Transition   | Diversos autors     |

### Apartat anime

#### Millor estrena de pel·lícula d'anime
| Títol                             | Direcció | Distribució    |
| --------------------------------- | -------- | -------------- |
| Bola de Drac Super: el Superheroi |          | Crunchyroll    |
| Josee, el Tigre i els Peixos      |          | Selecta Visión |
| Jujutsu Kaisen 0                  |          | Crunchyroll    |

#### Millor pel·lícula d'anime en format físic (BR/DVD)
| Títol                                                              | Direcció                      | Distribució    |
| ------------------------------------------------------------------ | ----------------------------- | -------------- |
| Buscant la màgica Doremi (Edició Col·leccionista)                  | Haruka Kamatani, Junichi Sato | Selecta Visión |
| Els guardians de la nit: El tren infinit (Edició Col·leccionista)  | Haruo Sotozaki                | Selecta Visión |
| La noia que saltava a través del temps (Edició Col·leccionista A4) | Mamoru Hosoda                 | Selecta Visión |

#### Millor estrena de sèrie d'anime
| Títol                  | Direcció           | Distribució |
| ---------------------- | ------------------ | ----------- |
| Cyberpunk: Edgerunners | Hiroyuki Imaishi   | Netflix     |
| Ranking of Kings       | Yōsuke Hatta       | Crunchyroll |
| Spy × Family           | Kazuhiro Furuhashi | Crunchyroll |

#### Millor sèrie d'anime en format físic (BR/DVD)
| Títol                                        | Direcció         | Distribució    |
| -------------------------------------------- | ---------------- | -------------- |
| Guardians de la Nit (Edició Col·leccionista) | Haruo Sotozaki   | Selecta Visión |
| Neon Genesis Evangelion (Edició Definitiva)  | Hideaki Anno     | Selecta Visión |
| Ranma ½                                      | Rumiko Takahashi | Selecta Visión |

#### Premi Auditori
- Ai no Utagoe o Kikasete

El premi Auditori a la millor pel·lícula d'anime fou per a Ai no Utagoe o Kikasete (アイの歌声を聴かせて lit. Deixa'm sentir-te cantant d'amor), coneguda pel títol anglès Sing a bit of harmony, dirigida per Yasuhiro Yoshiura. Segons Ficomic, la mitjana de la puntuació de la majoria de les pel·lícules fou de les més elevades des de l'existència del guardó.
| Títol internacional/original                                                                         | Títol en català        | Direcció          |
| --- | ---------------------- | ----------------- |
| Blue Thermal (ブルーサーマル -青凪大学体育会航空部-, Burū Sāmaru: Aonagi Daigaku Taiiku-kai Kōkū-bu) | Blue Thermal           | Masaki Tachibana  |
| Goodbye, Don Glees! (グッバイ、ドン・グリーズ!, Gubbai, Don Gurīzu!)                                 | Fins aviat, Don Glees! | Atsuko Ishizuka   |
| Inu-Oh (犬王)                                                                                        | -                      | Masaaki Yuasa     |
| Jujutsu Kaisen 0 (劇場版 呪術廻戦 0, Gekijōban Jujutsu Kaisen Zero)                                  | -                      | Sunghoo Park      |
| One Piece Film: Red                                                                                  | One Piece Film: Red    | Gorō Taniguchi    |
| Shin Ultraman (シン・ウルトラマン, Shin Urutoraman)                                                  | -                      | Shinji Higuchi    |
| Sing a Bit of Harmony (アイの歌声を聴かせて, Ai no Utagoe o Kikasete)                                | -                      | Yasuhiro Yoshiura |
| The Quintessential Quintuplets (映画 五等分の花嫁, Eiga Go-Tōbun no Hanayome)                        | -                      | Masato Jinbo      |

## Invitats internacionals
Els mangakas japonesos convidats foren Nakaba Suzuki, autor de la sèrie The Seven Deadly Sins (Norma); i Shun Umezawa, creador de la sèrie El incidente Darwin (Distrito Manga). Entre els fans de l'anime també va aixecar molta expectació la presència de la cantant Yoko Takahashi, una artista que acumulava cent milions de reproduccions en streaming i popular, entre d'altres, per l'opening de la sèrie Neon Genesis Evangelion.

## Programa cultural

### Projeccions d'anime i actes a l'auditori
| Data                    | Hora           | Acte |
| ----------------------- | -------------- | --- |
| Dijous 8 de desembre    | 11:00-12:30 h. | Coneix les veus dels animes del SX3                                                                                               |
| Dijous 8 de desembre    | 12:30-14:00 h. | Manga Barcelona Awards 2022: Lliurament de premis                                                                                 |
| Dijous 8 de desembre    | 14:00-15:30 h. | Gran estrena. Nits de cinema oriental presenta: Vídeo Masaaki Yuasa + Inu-Oh (98 min) VOSE                                        |
| Dijous 8 de desembre    | 16;30-18:00 h. | Esdeveniment Especial: Yōko Takahashi + Neon Genesis Evangelion (1-2 capítols) VOSE                                               |
| Dijous 8 de desembre    | 18:00-19:15 h. | Session especial. Documental Satoshi Kon, l'illusionniste (81 min) VOSE                                                           |
| Divendres 9 de desembre | 11:00-14:00 h. | Estrena: Fins aviat, Don Glees! (96 min)                                                                                          |
| Divendres 9 de desembre | 13:00-14:00 h. | Japan Media Arts 1: Awards (58 min)                                                                                               |
| Divendres 9 de desembre | 14:00-16:00 h. | Estrena: Jujutsu Kaisen 0 (105 min) VOSE                                                                                          |
| Divendres 9 de desembre | 17:45-20:00 h. | Gran estrena: Sing a Bit of Harmony (lit. Canta amb una xispa d'armonia) (145 min) VOSE                                           |
| Dissabte 10 de desembre | 11:30-14:00 h. | Estrena: Belle (121 min) VOSE |
| Dissabte 10 de desembre | 14:00-15:30 h. | Especial: Fuuto PI (1-2 capítols) VOSE                                                                                            |
| Dissabte 10 de desembre | 15:30-18:00 h. | Gran estrena: One Piece Film: Red (114 min.) VCAT                                                                                 |
| Dissabte 10 de desembre | 18:00-20:00 h. | Gran estrena – Festival de cinema de Sitges presenta: Shin Ultraman (112 min) VOSE                                                |
| Diumenge 11 de desembre | 11:30-14:00 h. | Gran estrena: The Quintessential Quintuplets, The Movie' (136 min) VOSE                                                           |
| Diumenge 11 de desembre | 14:15-15:30 h. | Japan Media Arts Festival 2: - Programa Yuki Koko (58 min)                                                                        |
| Diumenge 11 de desembre | 15:30-18:00 h. | Gran estrena: Blue Thermal (ブルーサーマル -青凪大学体育会航空部-, Burū Sāmaru: Aonagi Daigaku Taiiku-kai Kōkū-bu) (103 min) VOSE |

### Budo Experience
Espai reservat a activitats i tallers relacionats amb el budo.
| Data                    | Hora            | Acte |
| ----------------------- | --------------- | --- |
| Dijous 8 de desembre    | 10:30-12:30 h.  | Naginata i Iai Kenpo amb Matsu Nihon Budo                                                                                          |
| Dijous 8 de desembre    | 12:30-18:00 h.  | Tallers de sabre làser amb Ludosport                                                                                               |
| Dijous 8 de desembre    | 18:00-19:30 h.  | Naginata i Iai Kenpo amb Matsu Nihon Budo                                                                                          |
| Divendres 9 de desembre | 10:30-12:00 h.  | Demostració i taller de kendo amb: Club Ryoshinkai Barcelona, Club Renshinkan Barcelona, Club de kendo UPF, Club de kendo Cardedeu |
| Divendres 9 de desembre | 12:00 -18:00 h. | Tallers de sabre làser amb Ludosport                                                                                               |
| Divendres 9 de desembre | 18:00-19:30 h.  | Naginata i Iai Kenpo amb Matsu Nihon Budo                                                                                          |
| Dissabte 10 de desembre | 10:30-11:30 h.  | Tallers de sabre làser amb Ludosport                                                                                               |
| Dissabte 10 de desembre | 11:30-12:30 h.  | Demostració d'Aikido amb sensei Kyoko Koyama & Aikido Makoto                                                                       |
| Dissabte 10 de desembre | 12:30-14:00 h.  | Tallers d'Aikido amb Mujin Dojo Sabadell                                                                                           |
| Dissabte 10 de desembre | 14:00-15:30 h.  | Tallers de sabre làser amb Ludosport                                                                                               |
| Dissabte 10 de desembre | 15:30-17:00 h.  | Naginata i Iai Kenpo amb Matsu Nihon Budo                                                                                          |
| Dissabte 10 de desembre | 17:00-18:30 h.  | Demostració i taller de kendo Amb: Club Ryoshinkai Barcelona, Club Renshinkan Barcelona, Club de kendo UPF, Club de kendo Cardedeu |
| Dissabte 10 de desembre | 18:30-20:00 h.  | Tallers d'Aikido amb Mujin Dojo Sabadell                                                                                           |
| Diumenge 11 de desembre | 10:30-12:30 h.  | Naginata i Iai Kenpo amb Matsu Nihon Budo                                                                                          |
| Diumenge 11 de desembre | 12:30-18:00 h.  | Tallers de sabre làser amb Ludosport                                                                                               |
| Diumenge 11 de desembre | 18:00-19:30 h.  | Naginata i Iai Kenpo amb Matsu Nihon Budo                                                                                          |

### Nihongo Experience
| Data                    | Hora           | Acte                                                                      |
| ----------------------- | -------------- | ------------------------------------------------------------------------- |
| Dijous 8 de desembre    | 11:00-12:15 h. | Introducció al japonès amb manga i anime (japonès)                        |
| Dijous 8 de desembre    | 12:30-13:45 h. | The Nippon Challenge                                                      |
| Dijous 8 de desembre    | 14:00-15:15 h. | Kanji amb pinzell: taller de cal·ligrafia japonesa (japonès)              |
| Dijous 8 de desembre    | 15:30-16:45 h. | The Otaku Challenge                                                       |
| Dijous 8 de desembre    | 17:00-18:15 h. | Fes el teu daruma: la força està en tu (manualitat)                       |
| Dijous 8 de desembre    | 18:30-19:45 h. | The Manga Challenge                                                       |
| Divendres 9 de desembre | 11:00-12:15 h. | The Samurai Challenge                                                     |
| Divendres 9 de desembre | 12:30-13:45 h. | Fes el teu daruma: la força està en tu (manualitat)                       |
| Divendres 9 de desembre | 14:00-15:15 h. | El so del manga: taller d'onomatopeies (japonès)                          |
| Divendres 9 de desembre | 15:30-16:45 h. | Fes el teu omamori: l’amulet que et protegeix (manualitat)                |
| Divendres 9 de desembre | 17:00-18:15 h. | Escriu el teu nom en japonès: taller de katakana (japonès)                |
| Divendres 9 de desembre | 18:30-19:45 h. | Sortides professionals: la retolació i maquetació de manga (professional) |
| Dissabte 10 de desembre | 11:00-12:15 h. | The Manga Challenge                                                       |
| Dissabte 10 de desembre | 12:30-13:45 h. | Fes el teu omamori: l’amulet que et protegeix (manualitat)                |
| Dissabte 10 de desembre | 14:00-15:15 h. | The Nippon Challenge                                                      |
| Dissabte 10 de desembre | 15:30-16:45 h. | Kanji amb pinzell: taller de cal·ligrafia japonesa (japonès)              |
| Dissabte 10 de desembre | 17:00-18:15 h. | Sortides professionals: la traducció de manga (professional)              |
| Dissabte 10 de desembre | 18:30-19:45 h. | Fes el teu daruma: la força està en tu (manualitat)                       |
| Diumenge 11 de desembre | 11:00-12:15 h. | Escriu el teu nom en japonès: taller de katakana (japonès)                |
| Diumenge 11 de desembre | 12:30-13:45 h. | The Otaku Challenge                                                       |
| Diumenge 11 de desembre | 14:00-15:15 h. | El so del manga: taller d'onomatopeies (japonès)                          |
| Diumenge 11 de desembre | 15:30-16:45 h. | The Samurai Challenge                                                     |
| Diumenge 11 de desembre | 17:00-18:15 h. | Introducció al japonès amb manga i anime (japonès)                        |
| Diumenge 11 de desembre | 18:30-19:45 h. | Fes el teu omamori: l’amulet que et protegeix (manualitat)                |

### Cool Japan
| Data                    | Hora           | Acte                                                                                                  |
| ----------------------- | -------------- | --- |
| Dijous 8 de desembre    | 11:00-12:00 h. | Tallers de Manga Associa't                                                                            |
| Dijous 8 de desembre    | 12:00-13:00 h. | L'humor japonès: De què riuen els japonesos? amb Kei Matsushima                                       |
| Dijous 8 de desembre    | 13:30-14:30 h. | Consells per viatjar al Japó bé de preu amb JNTO                                                      |
| Dijous 8 de desembre    | 15:00-16:00 h. | Rere l'art de Cult of the lamb amb Carles Dalmau                                                      |
| Dijous 8 de desembre    | 16:00-17:00 h. | Taller d'origami amb Brigada SOS                                                                      |
| Dijous 8 de desembre    | 17:30-19:00 h. | Cultura tradicional i popular a través del manga i l'anime amb Kamencesc                              |
| Dijous 8 de desembre    | 19:00-20:00 h. | Trivial manganime amb Brigada SOS                                                                     |
| Divendres 9 de desembre | 11:00-12:00 h. | Tallers de Manga Associa't                                                                            |
| Divendres 9 de desembre | 12:00-13:00 h. | CineAsia: El què ens arriba del cinema japonès                                                        |
| Divendres 9 de desembre | 13:00-14:00 h. | Wearing a Kimono with Norie Fujiki                                                                    |
| Divendres 9 de desembre | 14:00-15:00 h. | Taller d'origami amb Brigada SOS                                                                      |
| Divendres 9 de desembre | 15:00-16:00 h. | Presentació de Gunpla Spain                                                                           |
| Divendres 9 de desembre | 16:00-17:00 h. | Toy Photography - Una nova forma de jugar Amb MartinMilansToys                                        |
| Divendres 9 de desembre | 17:30-19:00 h. | Masterclass amb Xian Nu Studio                                                                        |
| Divendres 9 de desembre | 19:00-20:00 h. | Trivial manganime amb Brigada SOS                                                                     |
| Dissabte 10 de desembre | 11:00-12:00 h. | Fundación Japón. Viatge al Japó: Taller especial de llengua japonesa per viatjar al Japó              |
| Dissabte 10 de desembre | 12:00-13:00 h. | Com sobreviure al World Cosplay Summit per Yuko i Exion                                               |
| Dissabte 10 de desembre | 13:30-14:30 h. | Demostració de pintura sumi-e amb Mitsuru Nagata                                                      |
| Dissabte 10 de desembre | 15:00-16:00 h. | Fundación Japón. Anime Manga: Taller especial de llengua japonesa per aprendre del manga i de l'anime |
| Dissabte 10 de desembre | 16:00-17:30 h. | CineAsia: Ensenyant cinema asiàtic                                                                    |
| Dissabte 10 de desembre | 17:30-18:30 h. | Ramen Para Dos: Takehiko Inoue, el primer Slam Dunk Amb Max Plaza                                     |
| Dissabte 10 de desembre | 18:30-19:30 h. | Fundación Japón. Artista Japonesa kimonos                                                             |
| Dissabte 10 de desembre | 18:30-19:30 h. | Fundación Japón. Art i Cultura: ¡Qué bufó aquell quimono! – Boda a l'estil japonès, amb Mamiko Sato   |
| Diumenge 11 de desembre | 11:00-12:00 h. | Fundación Japón. Viatge al Japó: Taller especial de llengua japonesa per viatjar al Japó              |
| Diumenge 11 de desembre | 12:00-13:00 h. | JNTO presenta: xerrada sobre turisme                                                                  |
| Diumenge 11 de desembre | 13:00-14:00 h. | Més enllà de la cua de mico, la influència de viatge a l'oest a Bola de Drac amb Ignacio Pillonetto   |
| Diumenge 11 de desembre | 14:00-15:00 h. | Fundación Japón. Art i Cultura: ¡Qué bufó aquell quimono! – Boda a l'estil japonès amb Mamiko Sato    |
| Diumenge 11 de desembre | 15:00-16:00 h. | Fundación Japón. Anime Manga: Taller especial de llengua japonesa per aprendre del manga i de l'anime |
| Diumenge 11 de desembre | 16:00-17:00 h. | Taller de furoshiki: una manera diferent i sostenible per envolicar regals de Nadal                   |
| Diumenge 11 de desembre | 17:00-18:00 h. | Taller de furoshiki: una manera diferent i sostenible per embolicar regals de Nadal                   |

## Galeria d'imatges
Visita protocol·lària

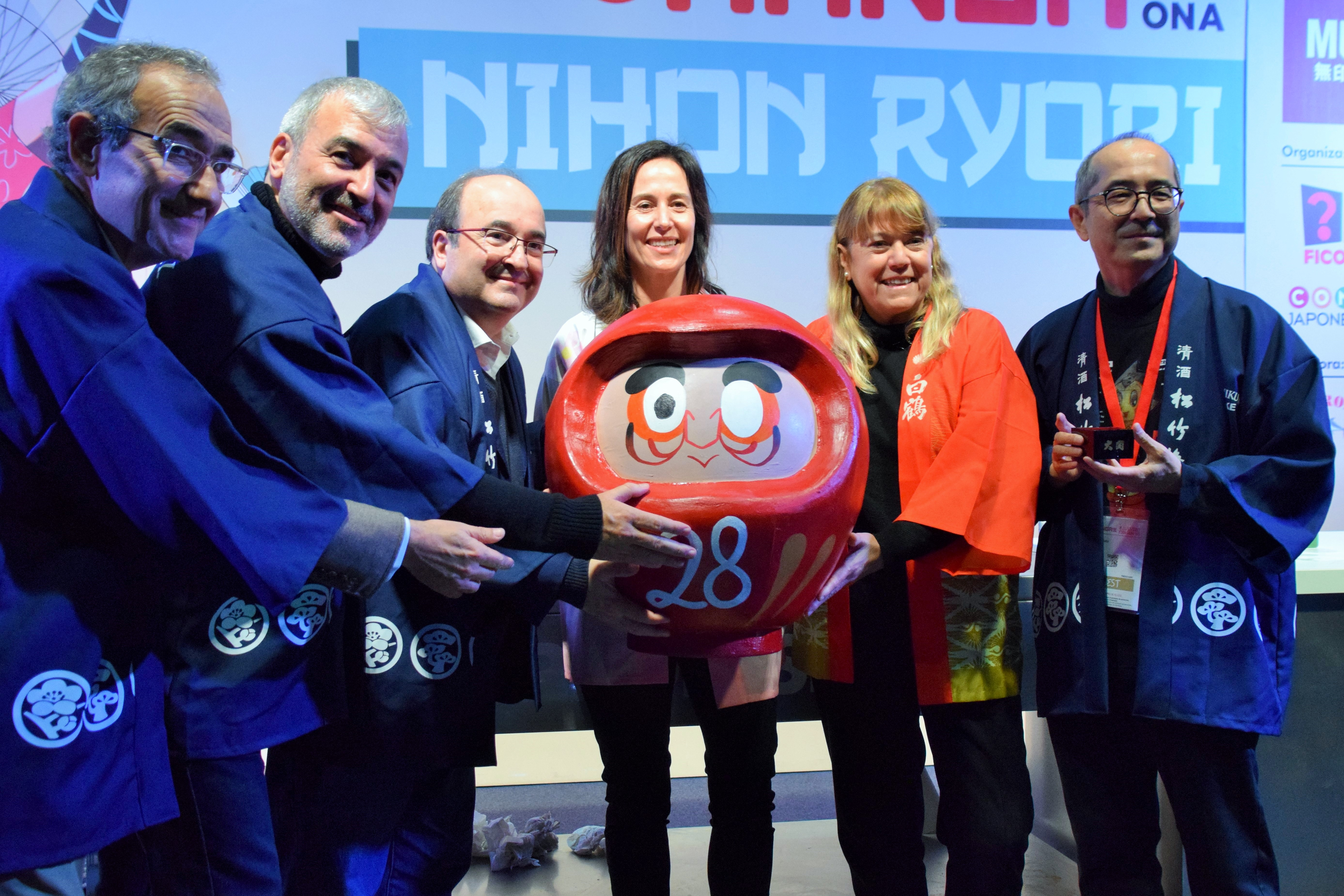
Les autoritats amb un daruma.
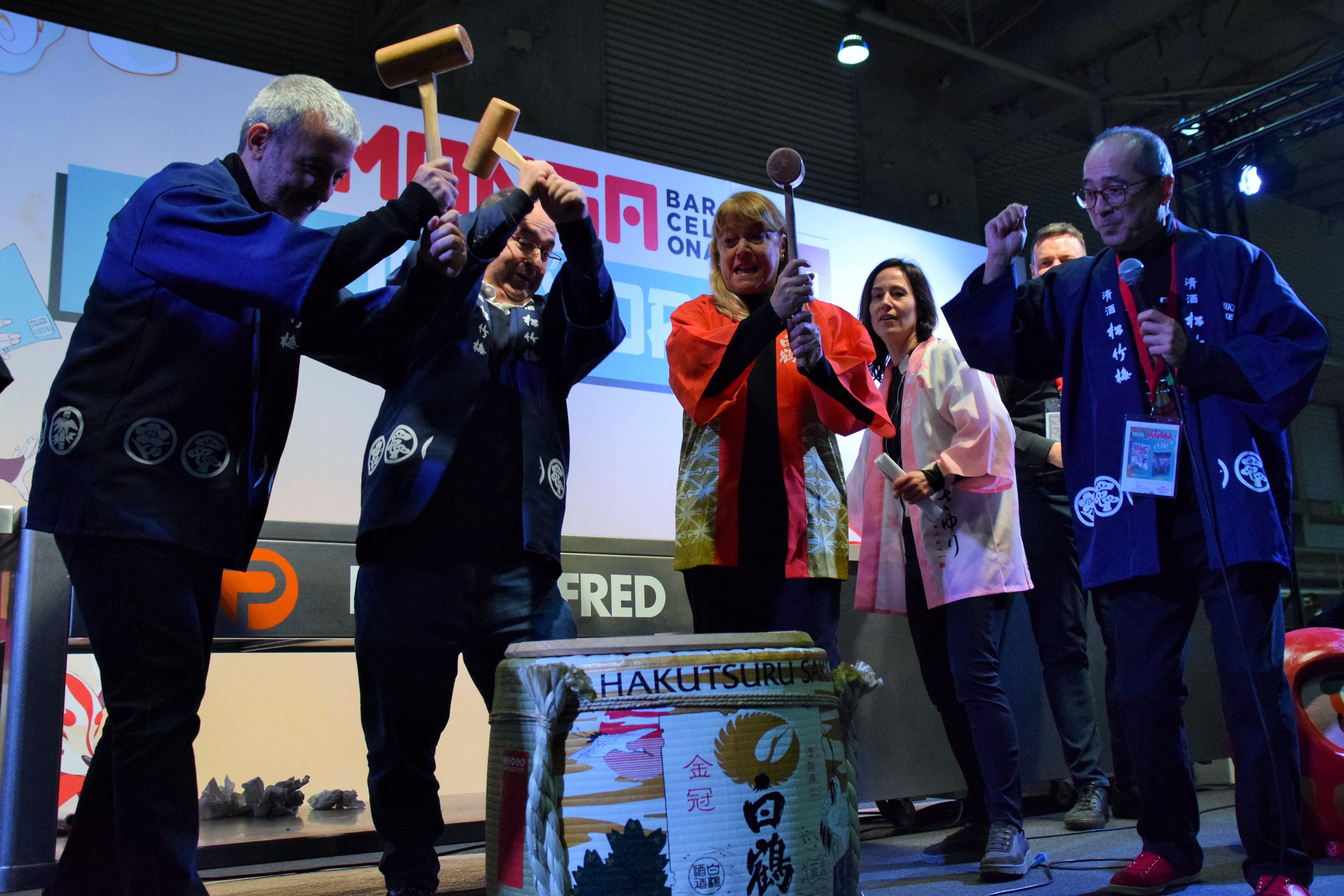
Kagami Biraki: inauguració del barril de sake.
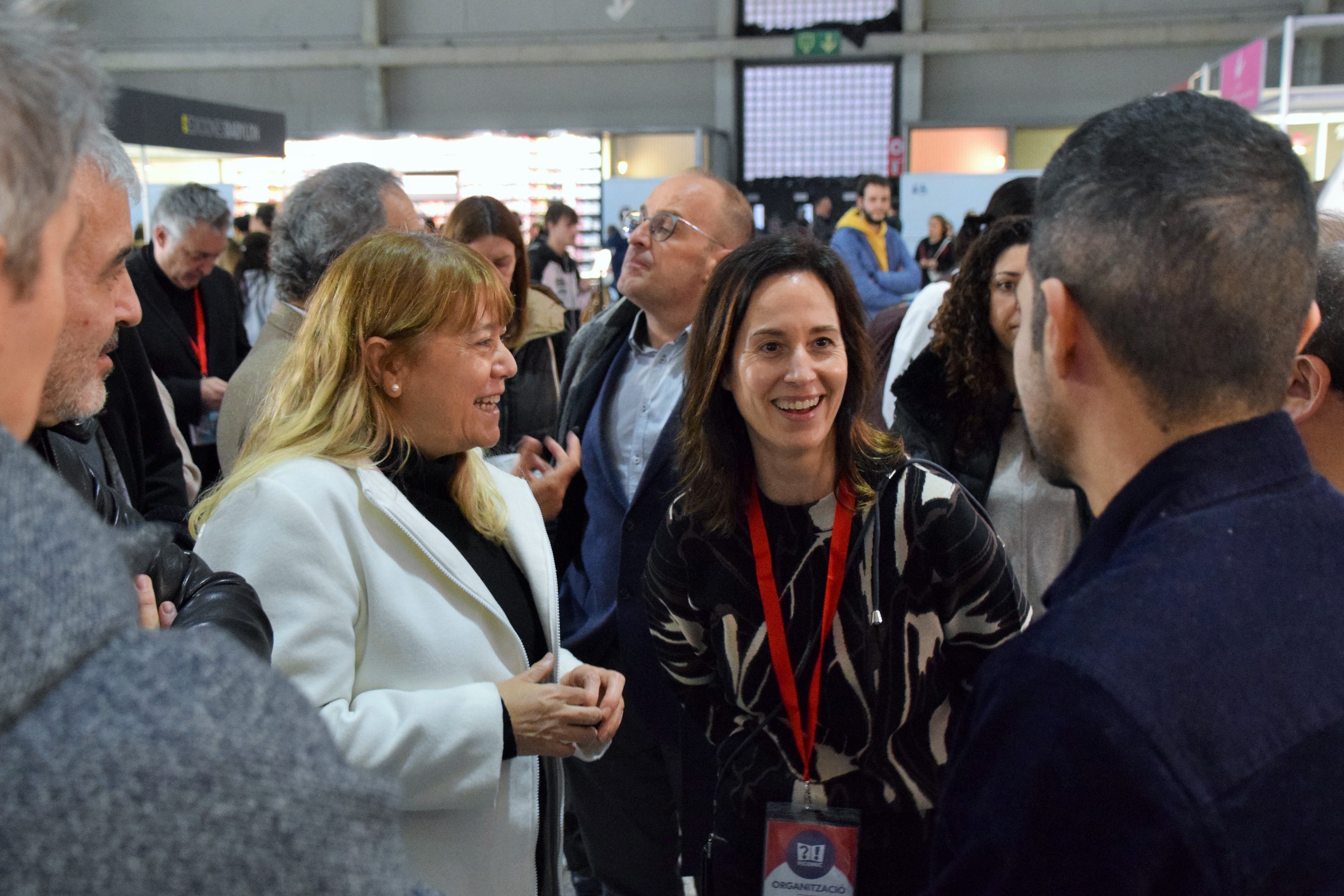
Natàlia Garriga amb Meritxell Puig.
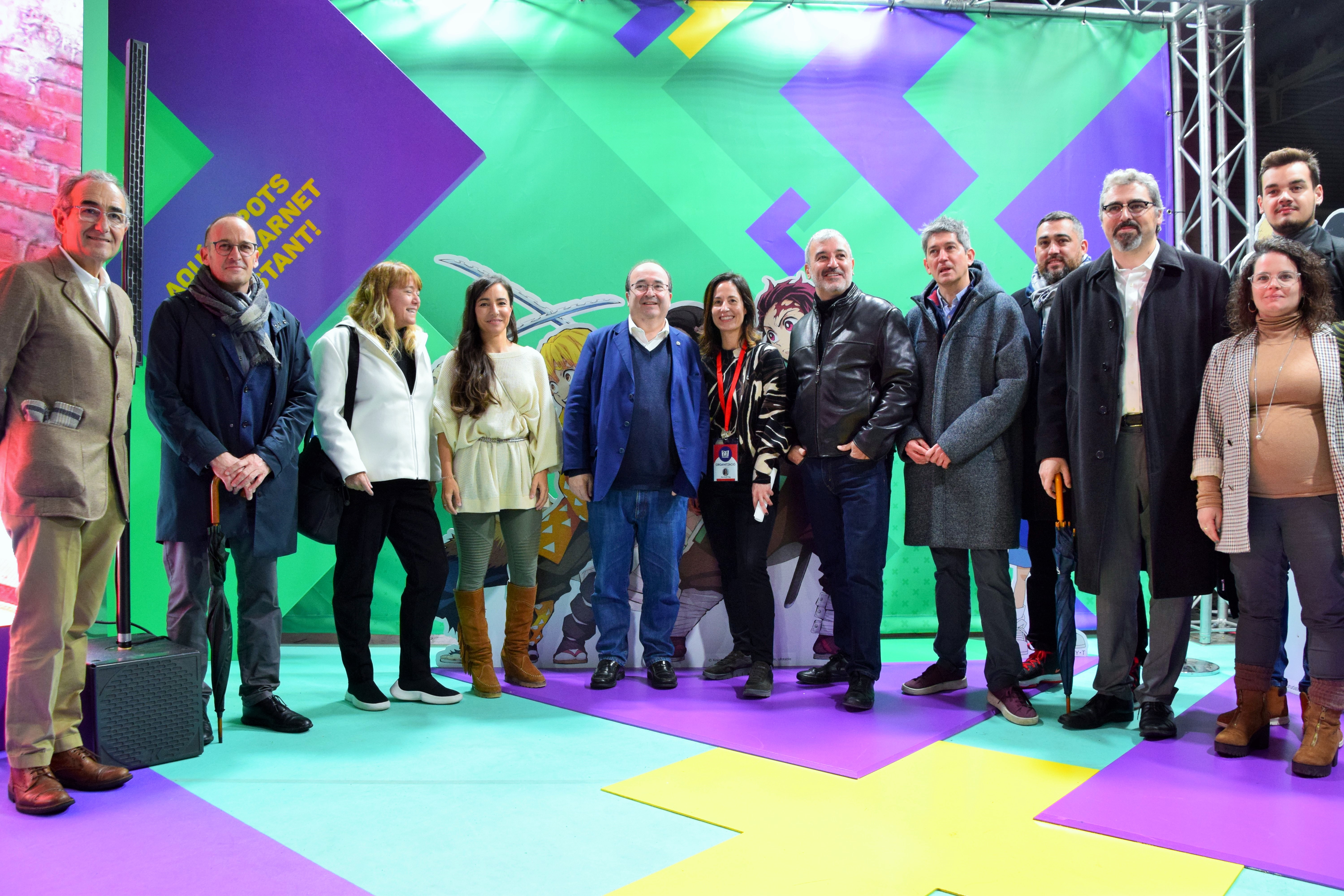
Foto de grup protocol·lària.
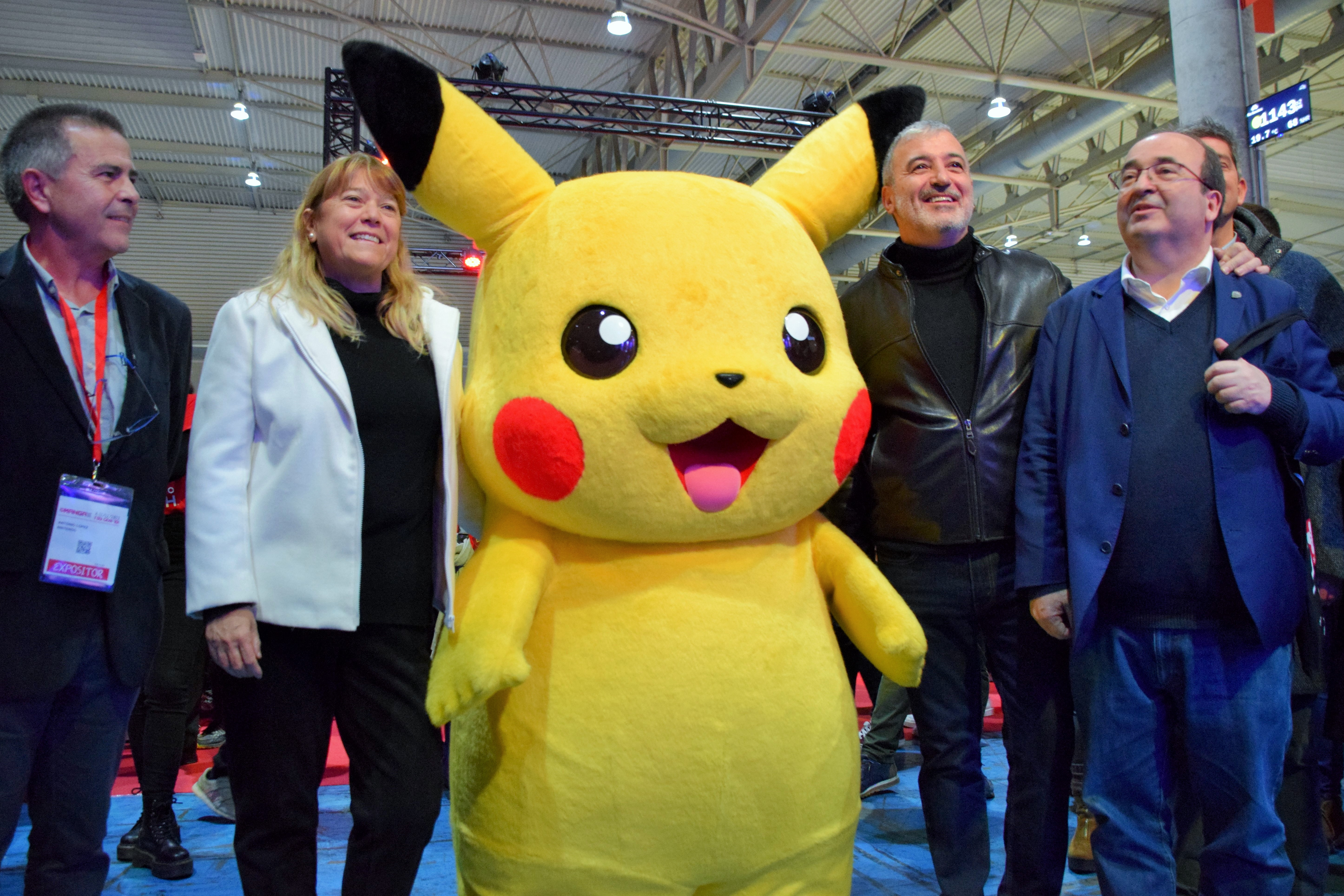
Foto amb el Pokémon Pikachu.

Autors

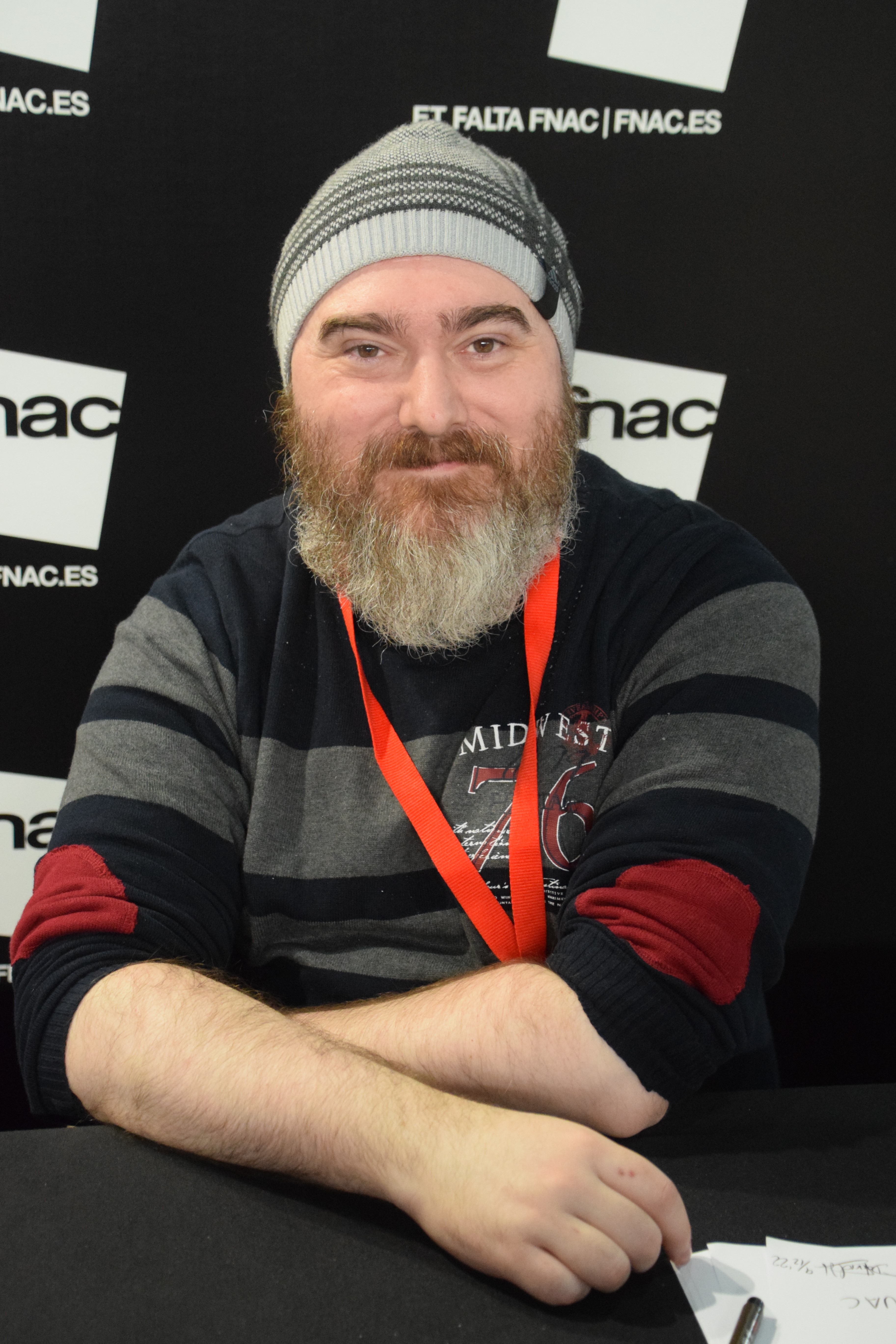
El divulgador David Heredia.
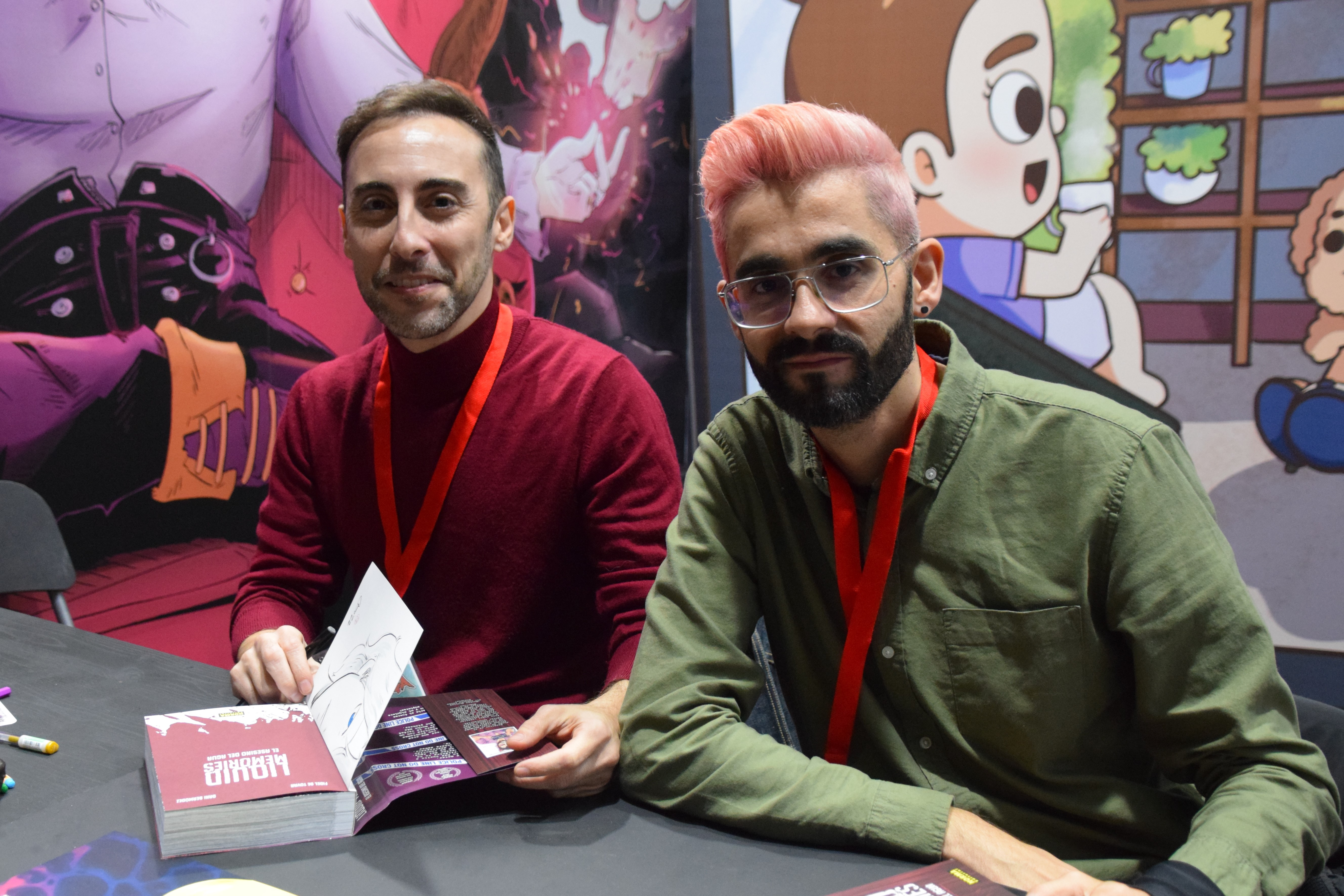
Els autors Fidel de Tovar i Dani Bermúdez.
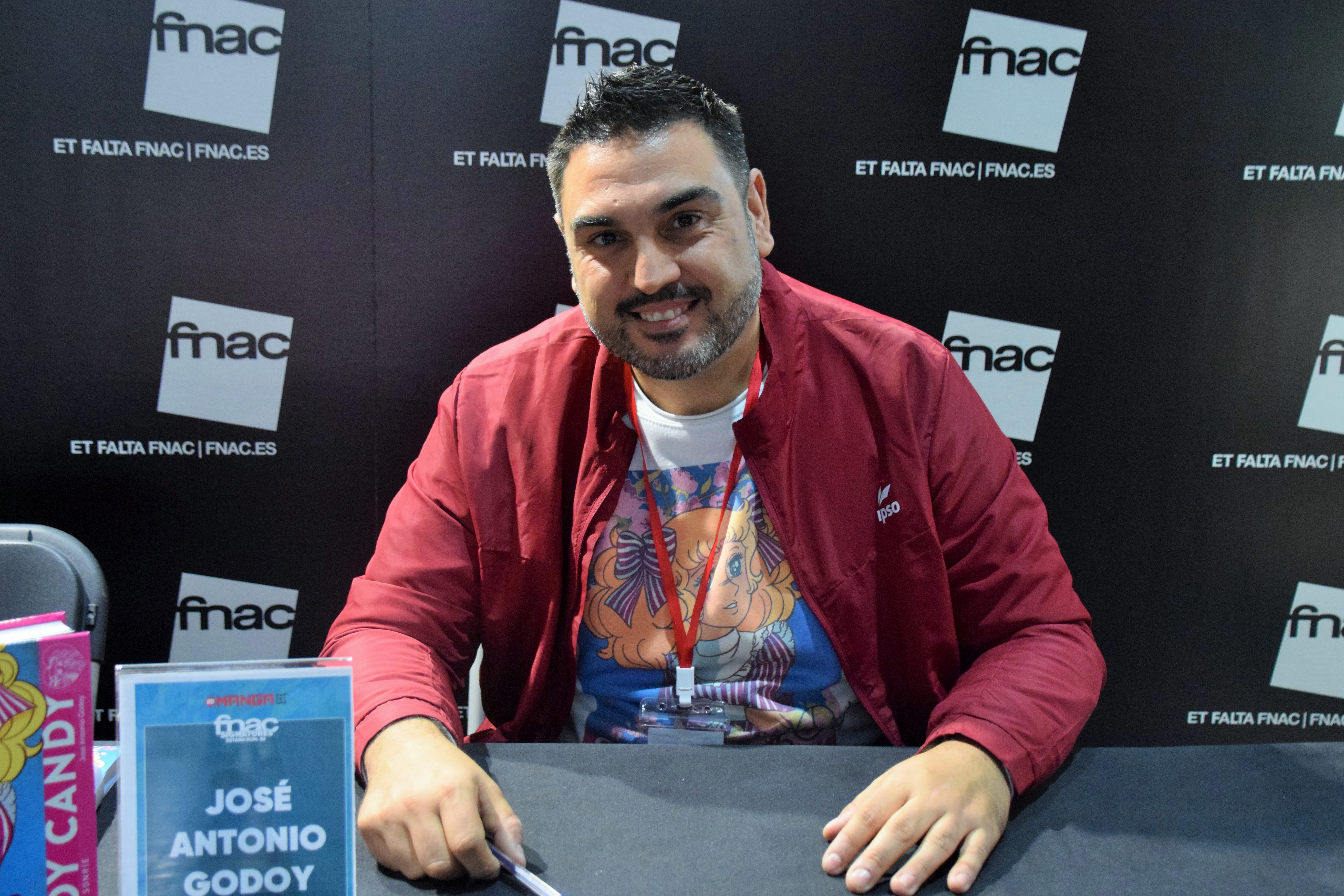
L'autor José A. Godoy.
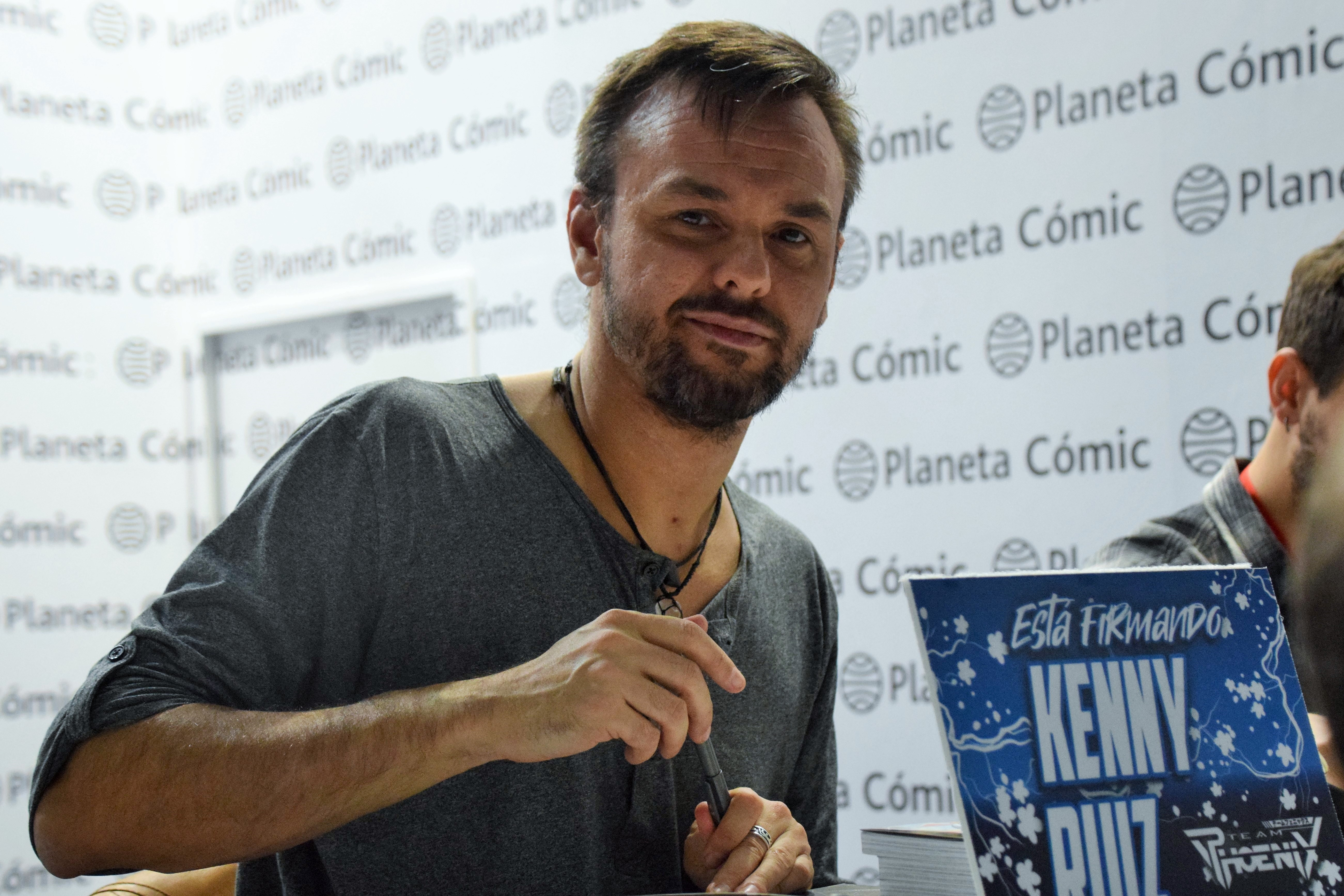
El dibuixant Kenny Ruiz.
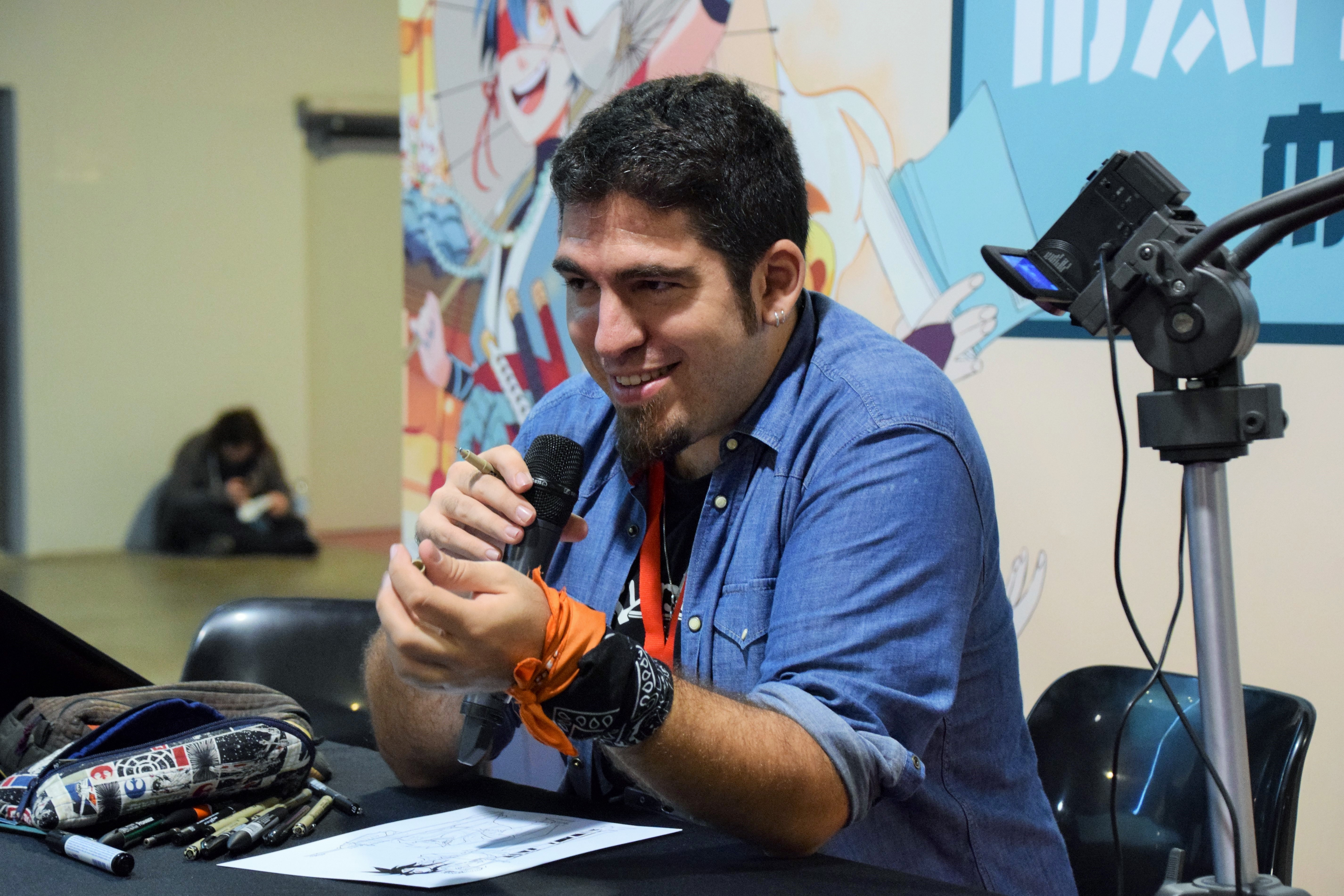
L'autor Luis Montes.
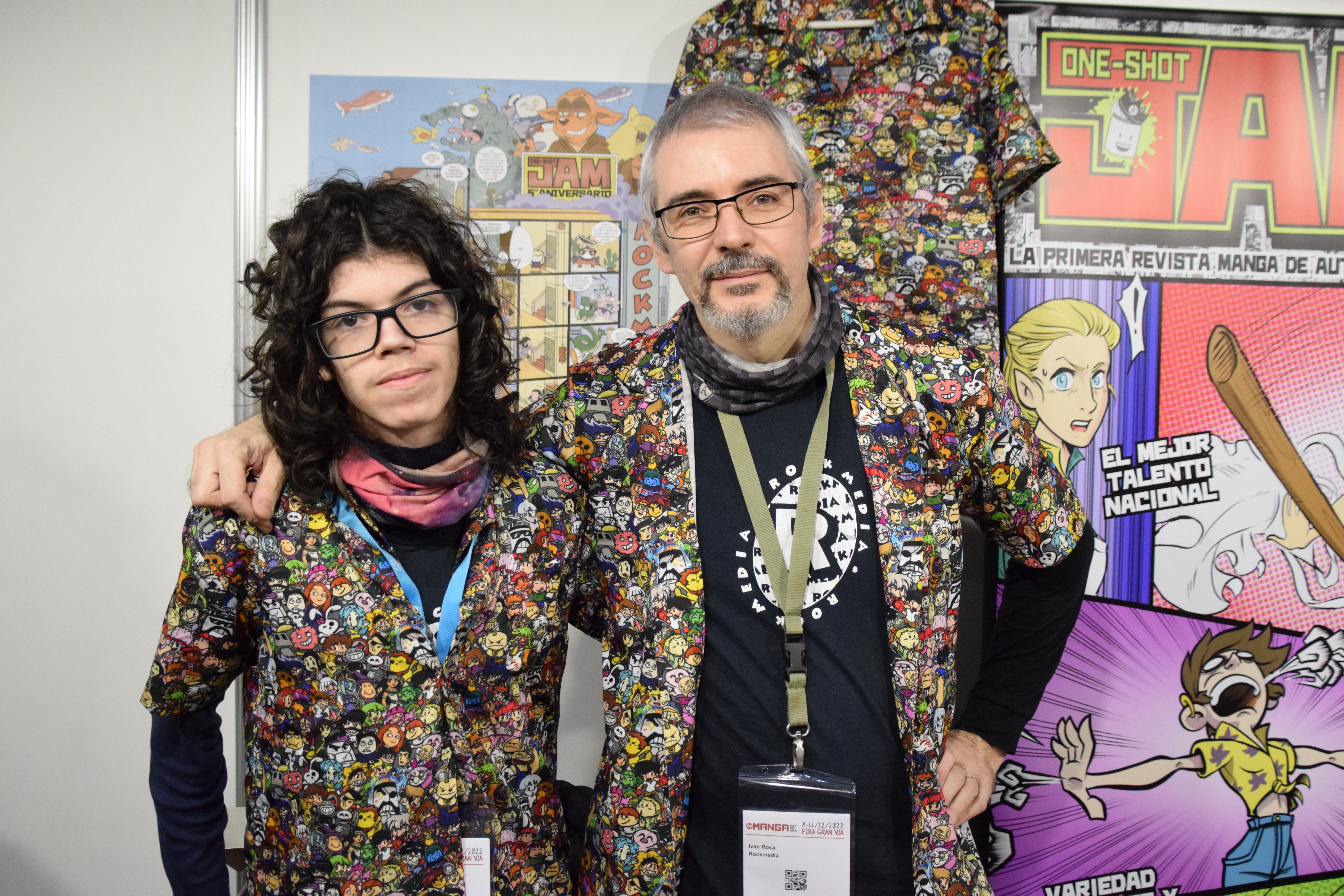
Denis i Ivan Roca, de One-shot JAM.

Cosplayers

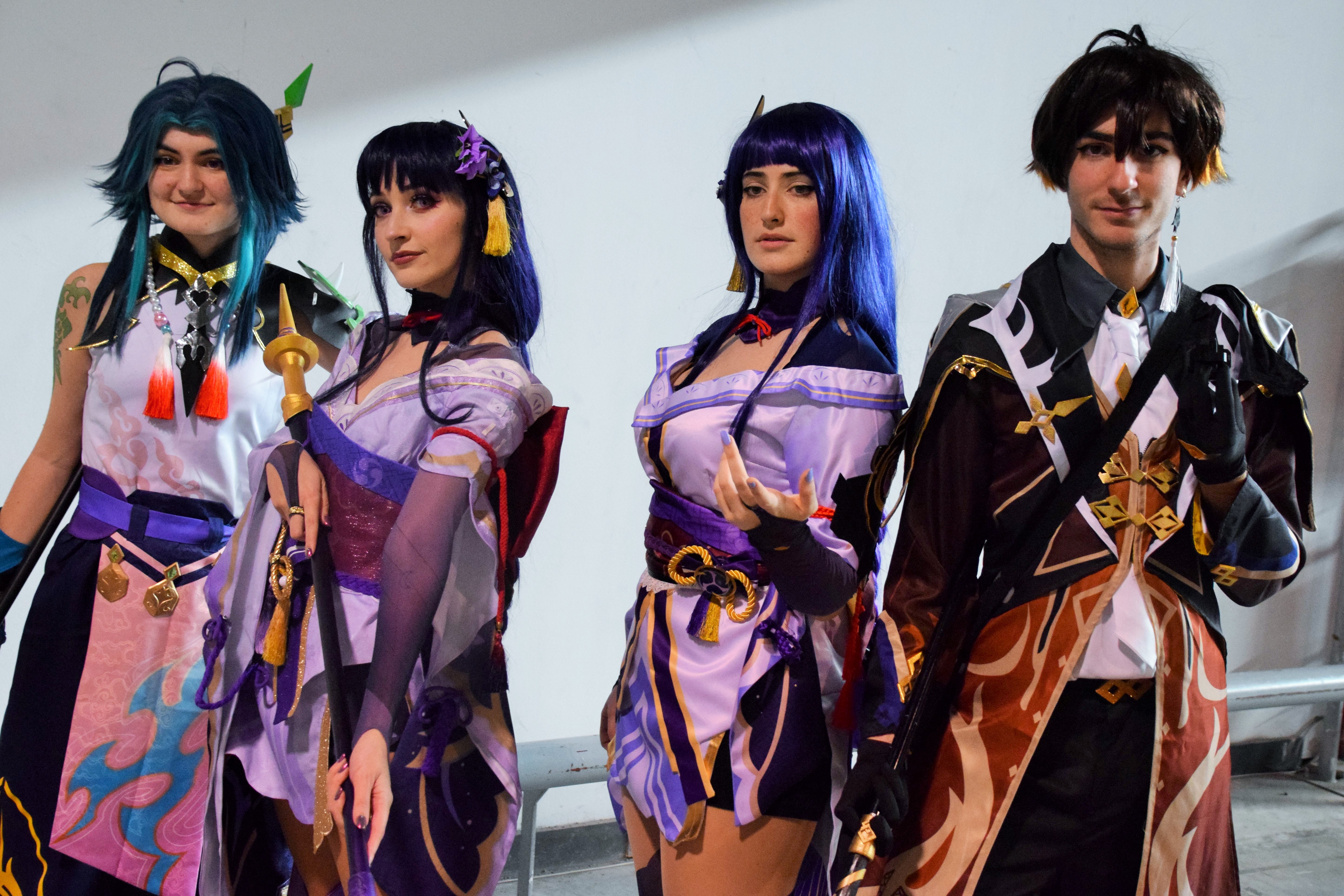
Grup de cosplayers samurais.
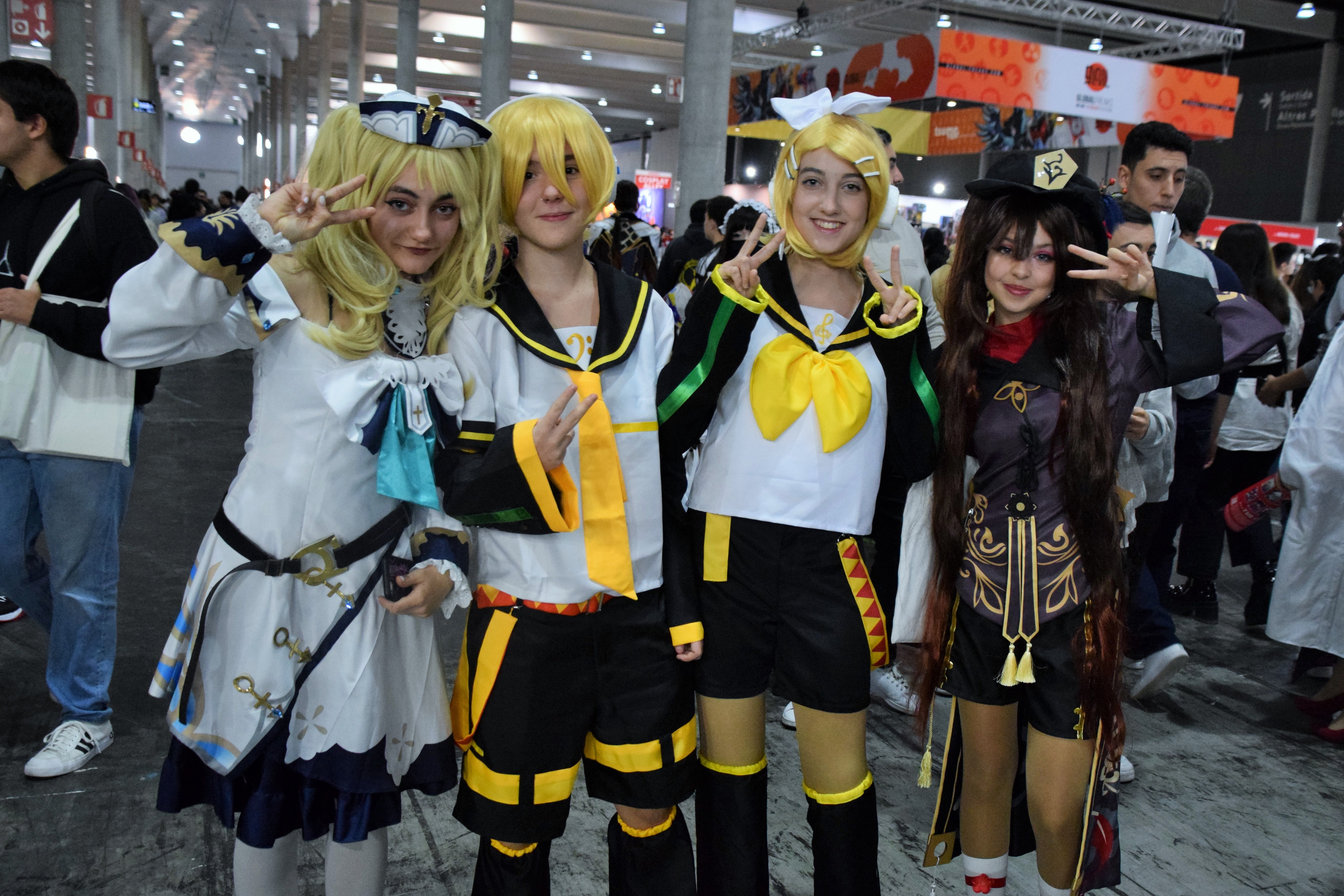
Grup de joves cosplayers.
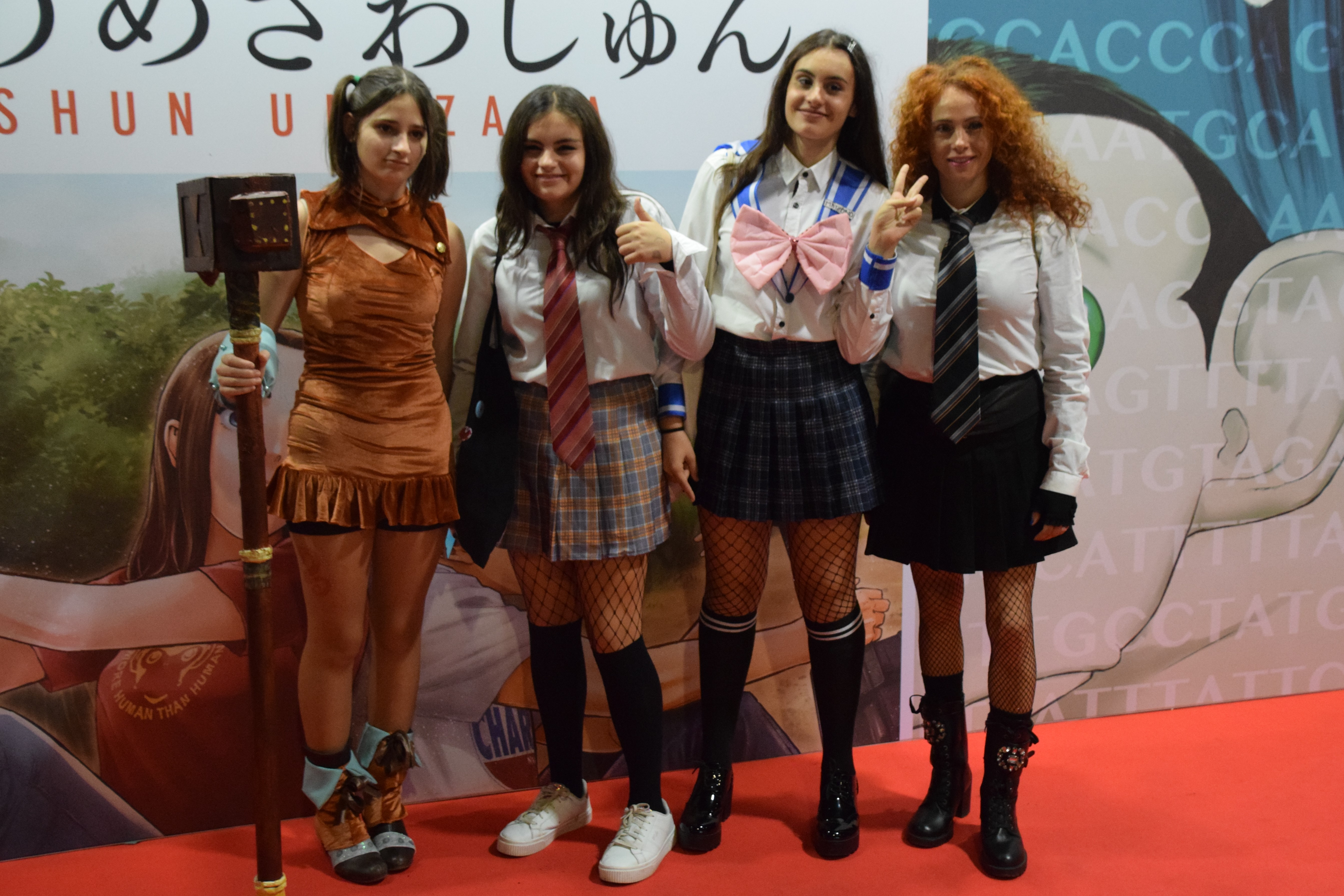
Grup femení de cosplayers.
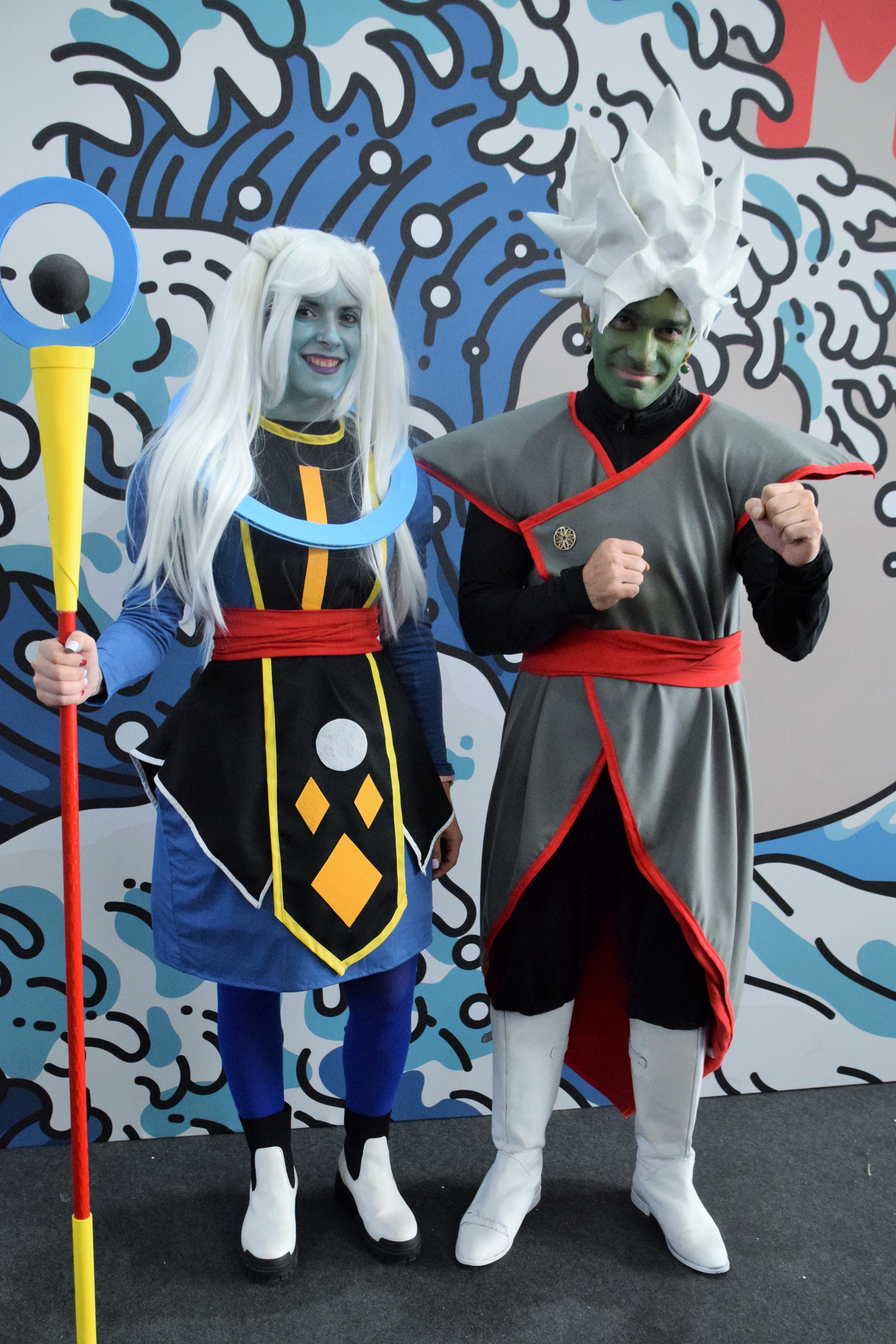
Duo de cosplayers.
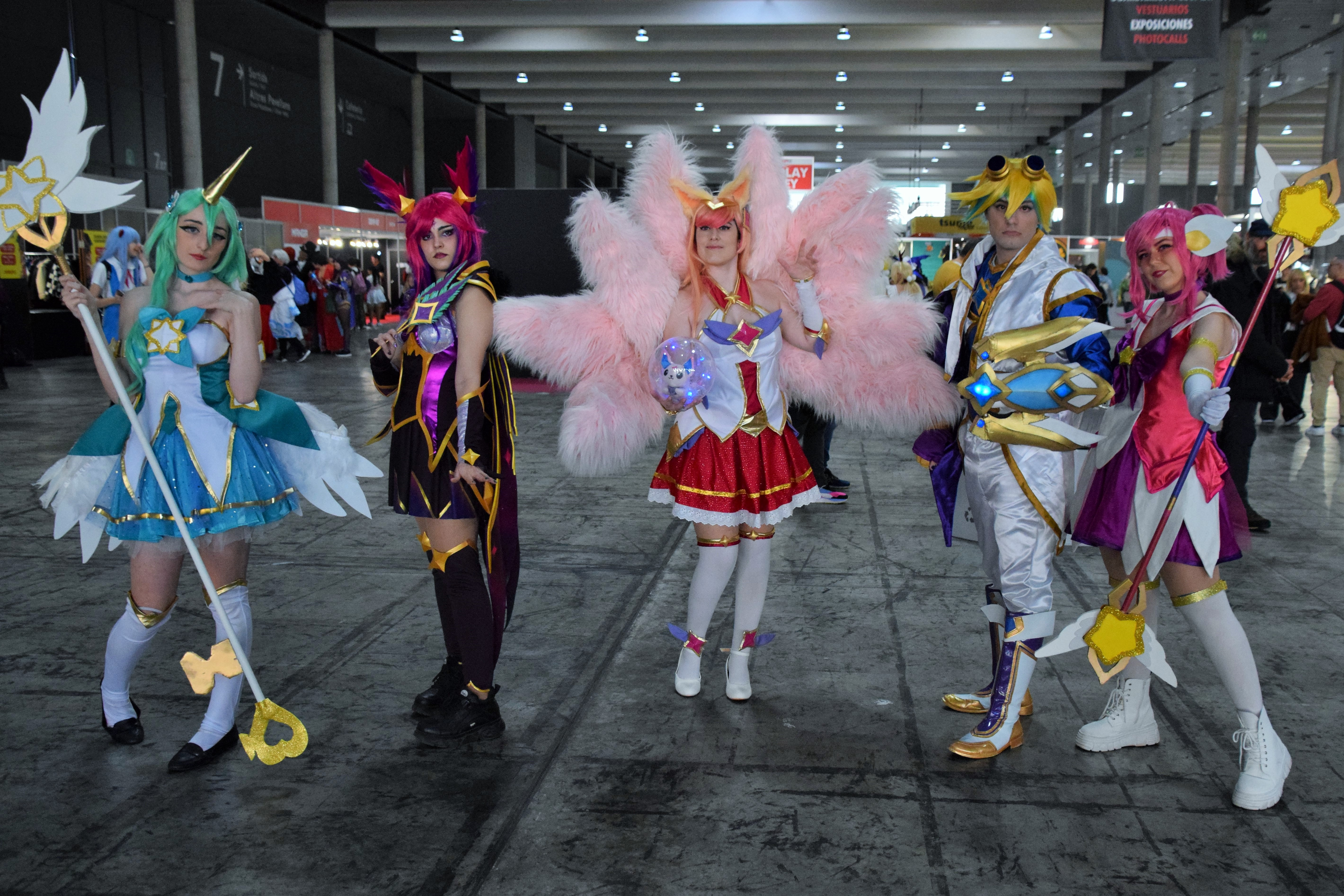
Grup de cosplayers de temàtica fantasy.
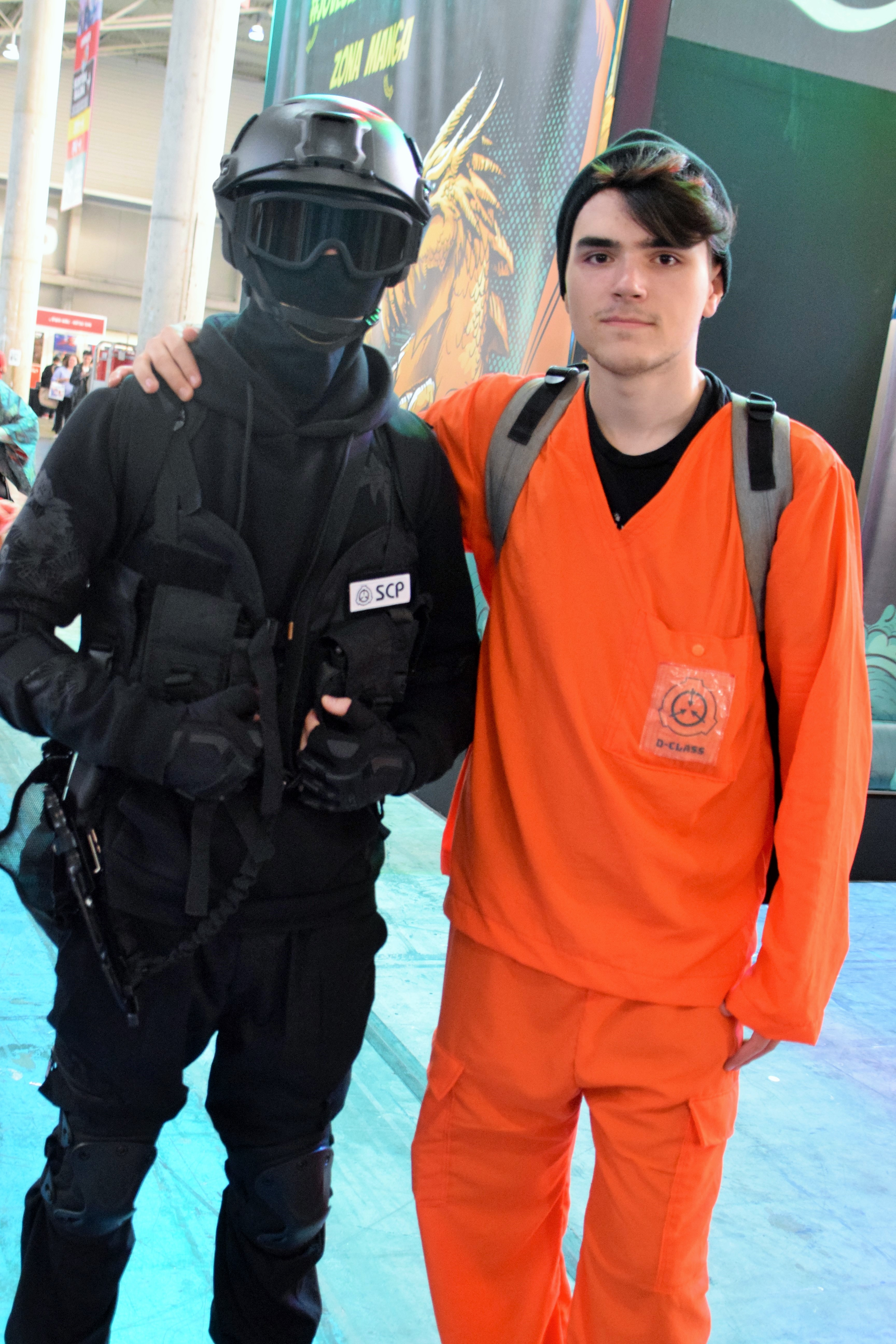
Parella de cosplayers.
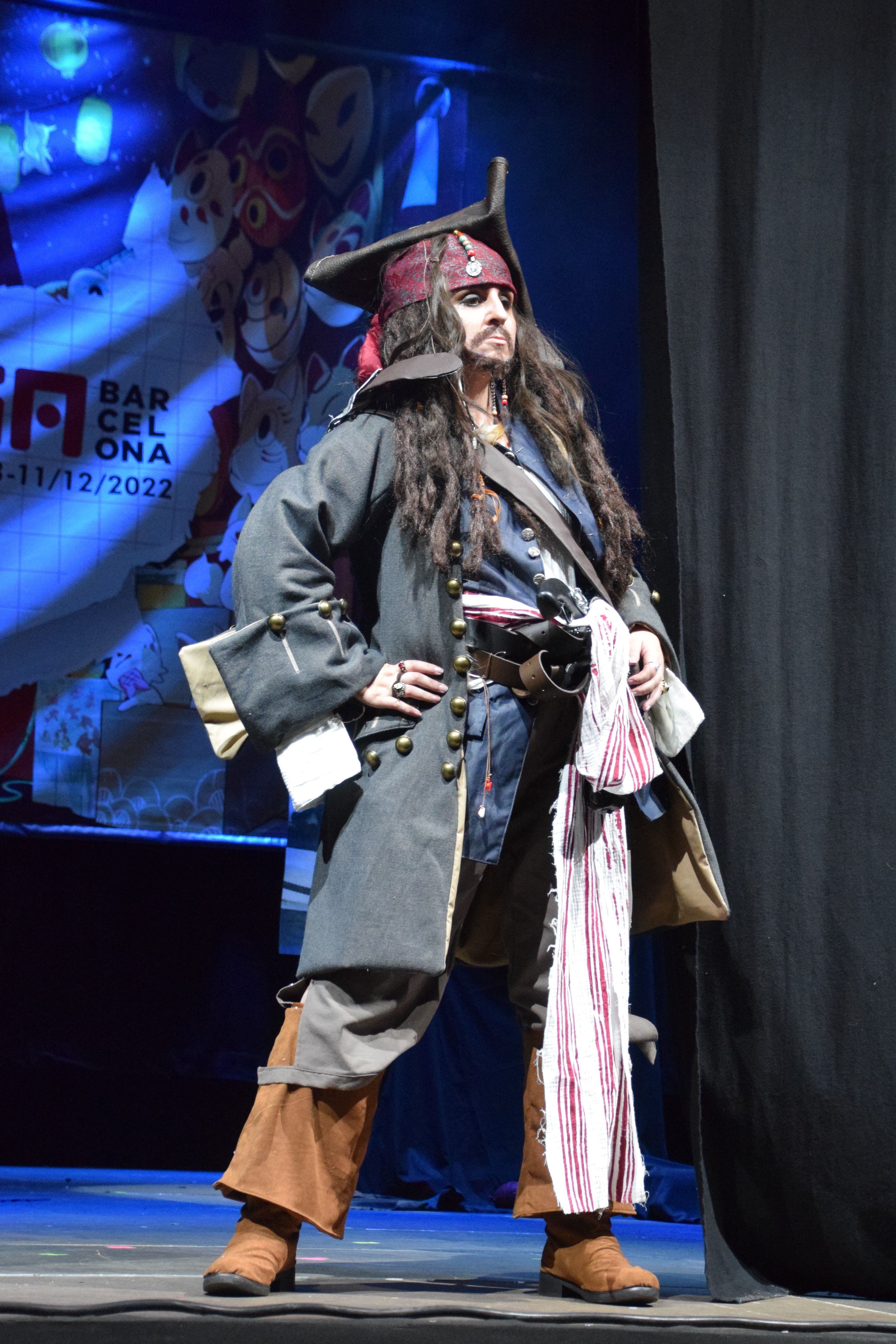
Cosplayer estil Jack Sparrow.
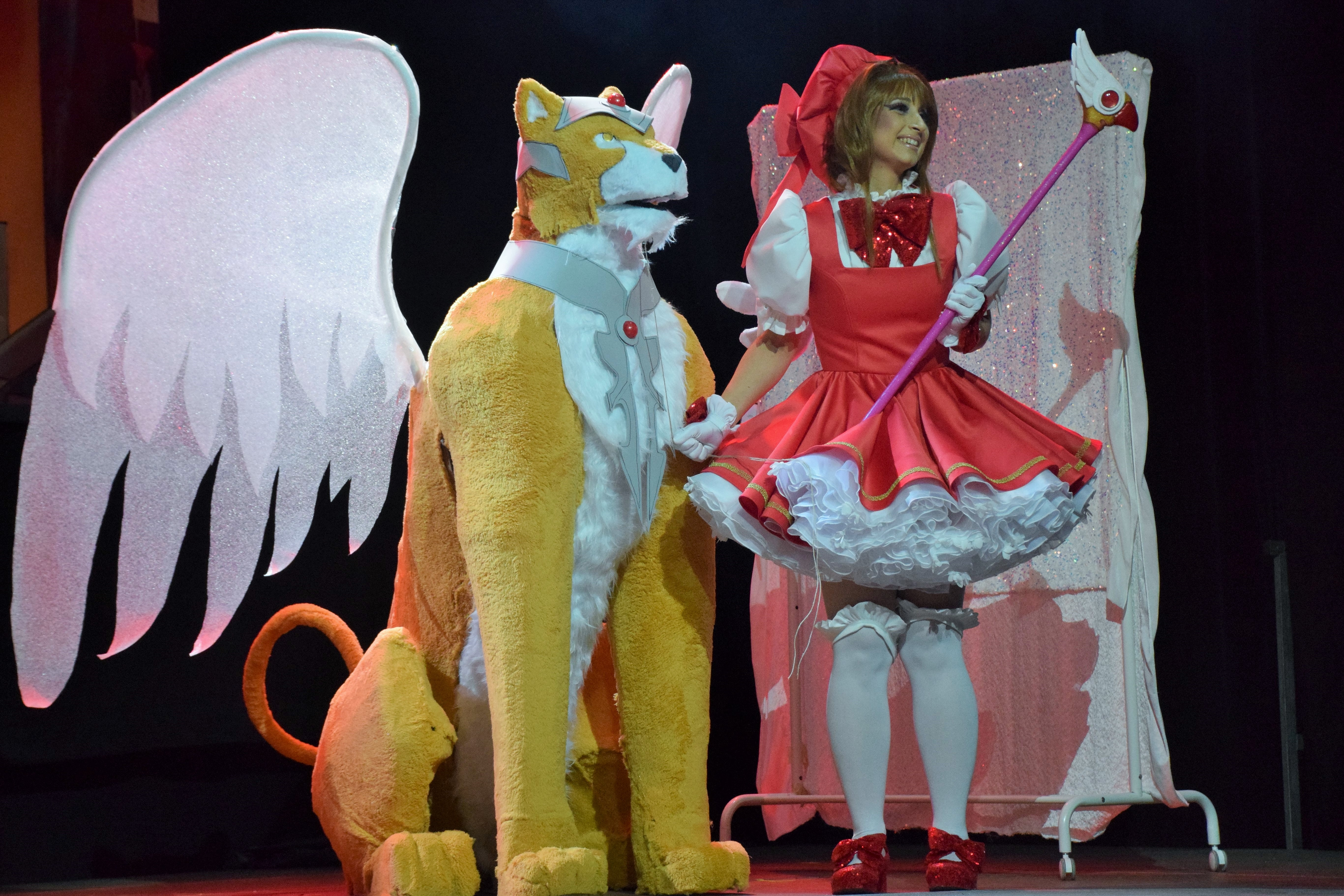
Concursant de l'Extreme Cosplay Gathering.
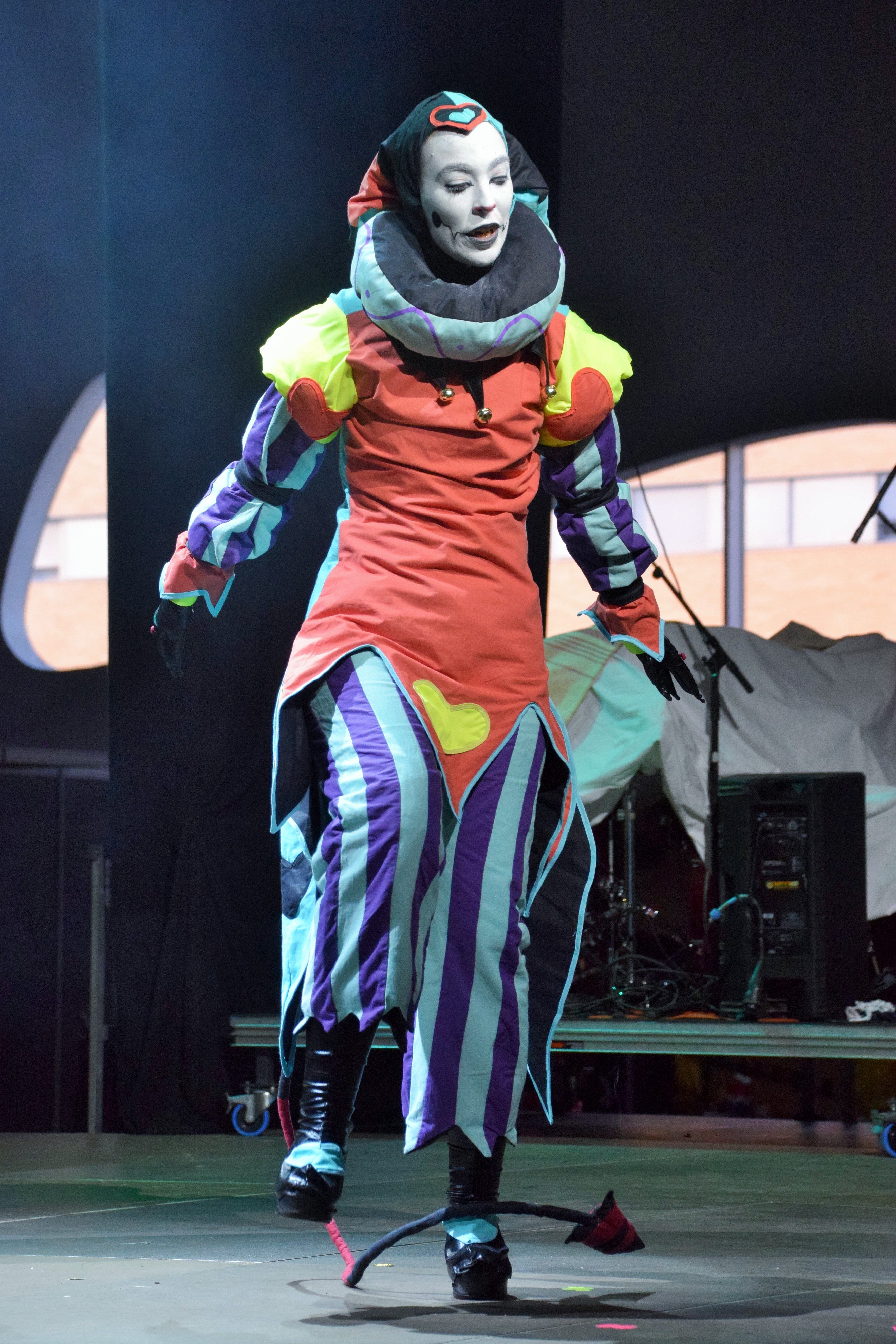
Concursant de l'Extreme Cosplay Gathering.
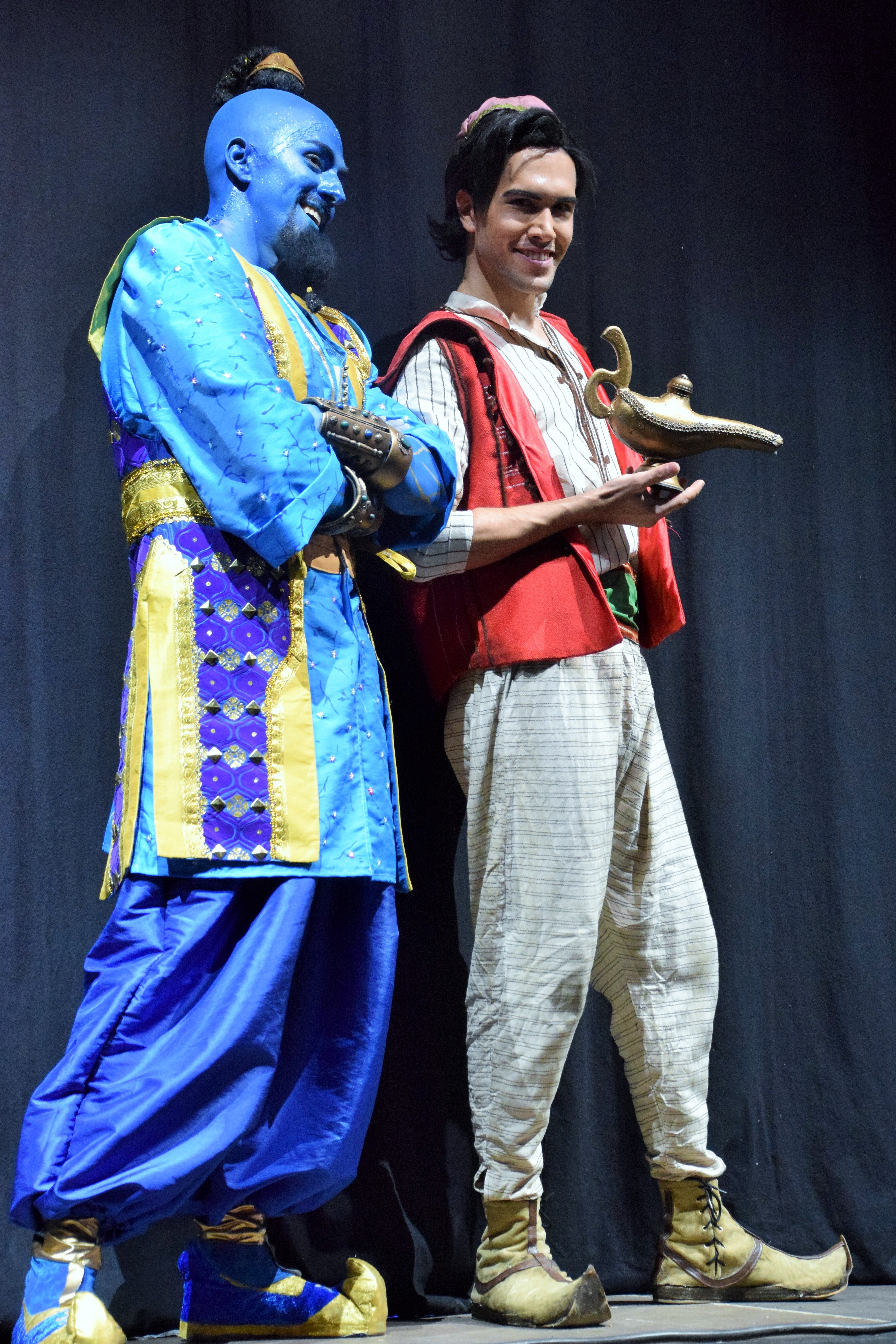
Concursants de l'Extreme Cosplay Gathering.

Cerimònia d'entrega dels premis

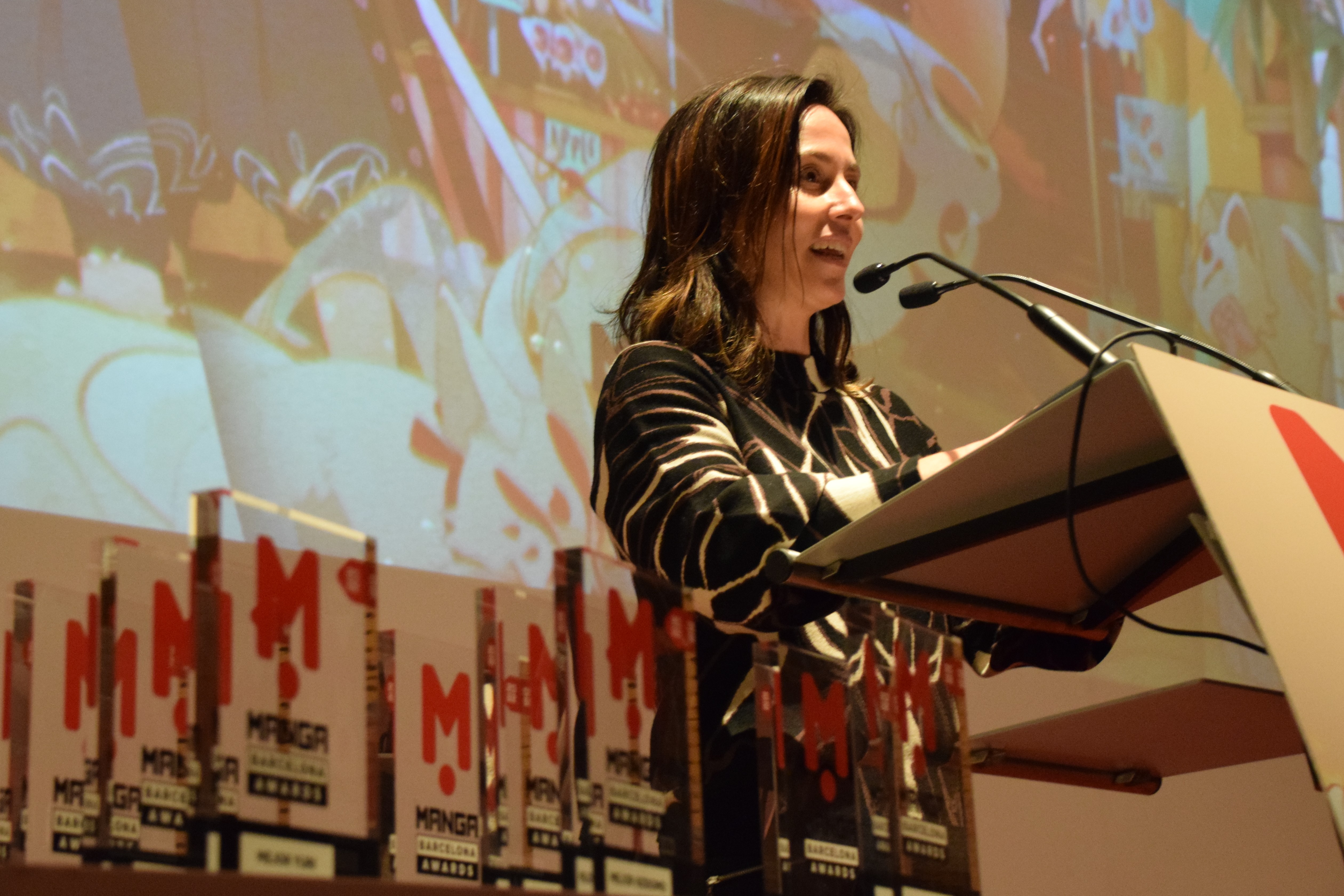
La directora Meritxell Puig.
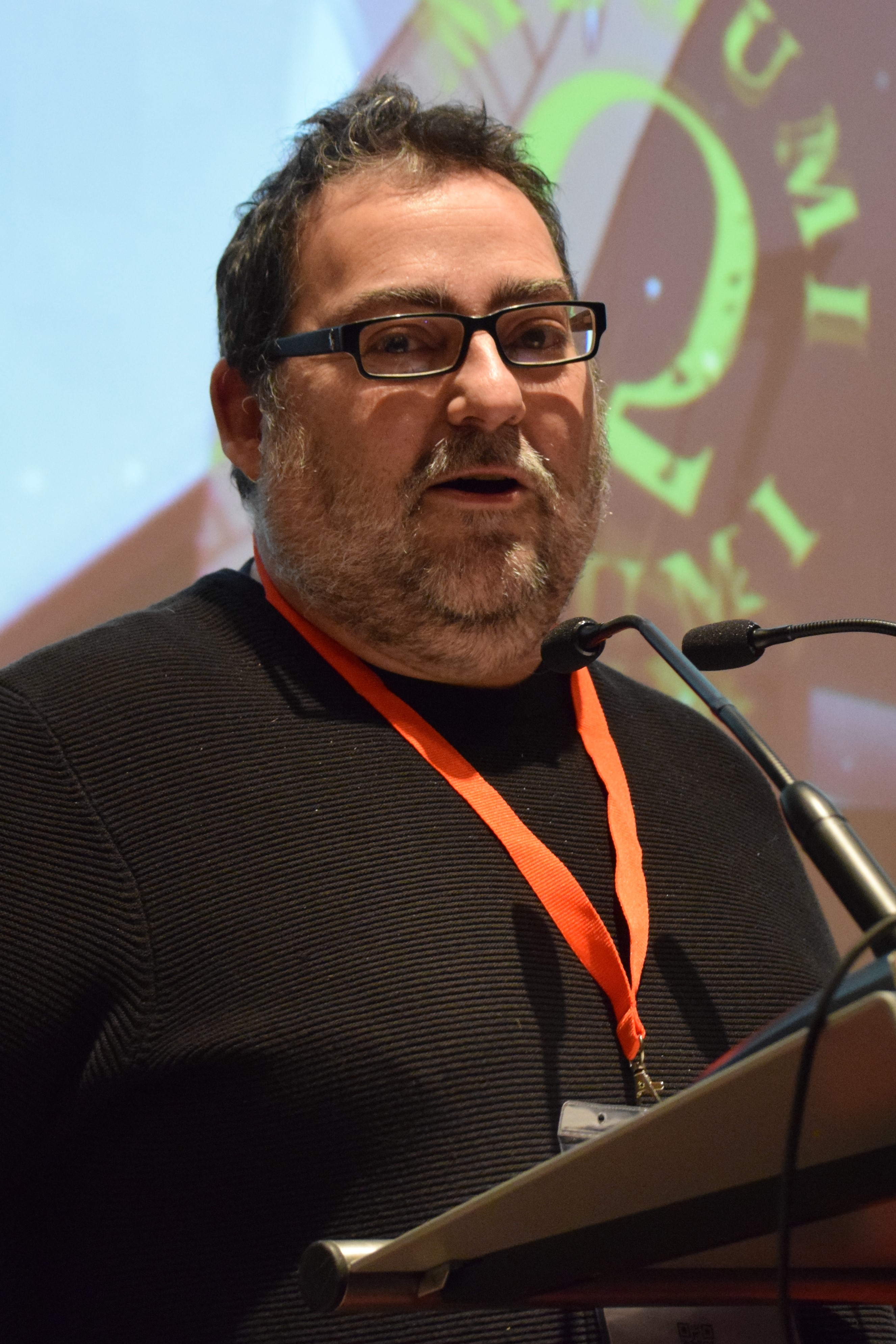
L'editor Carles Miralles.
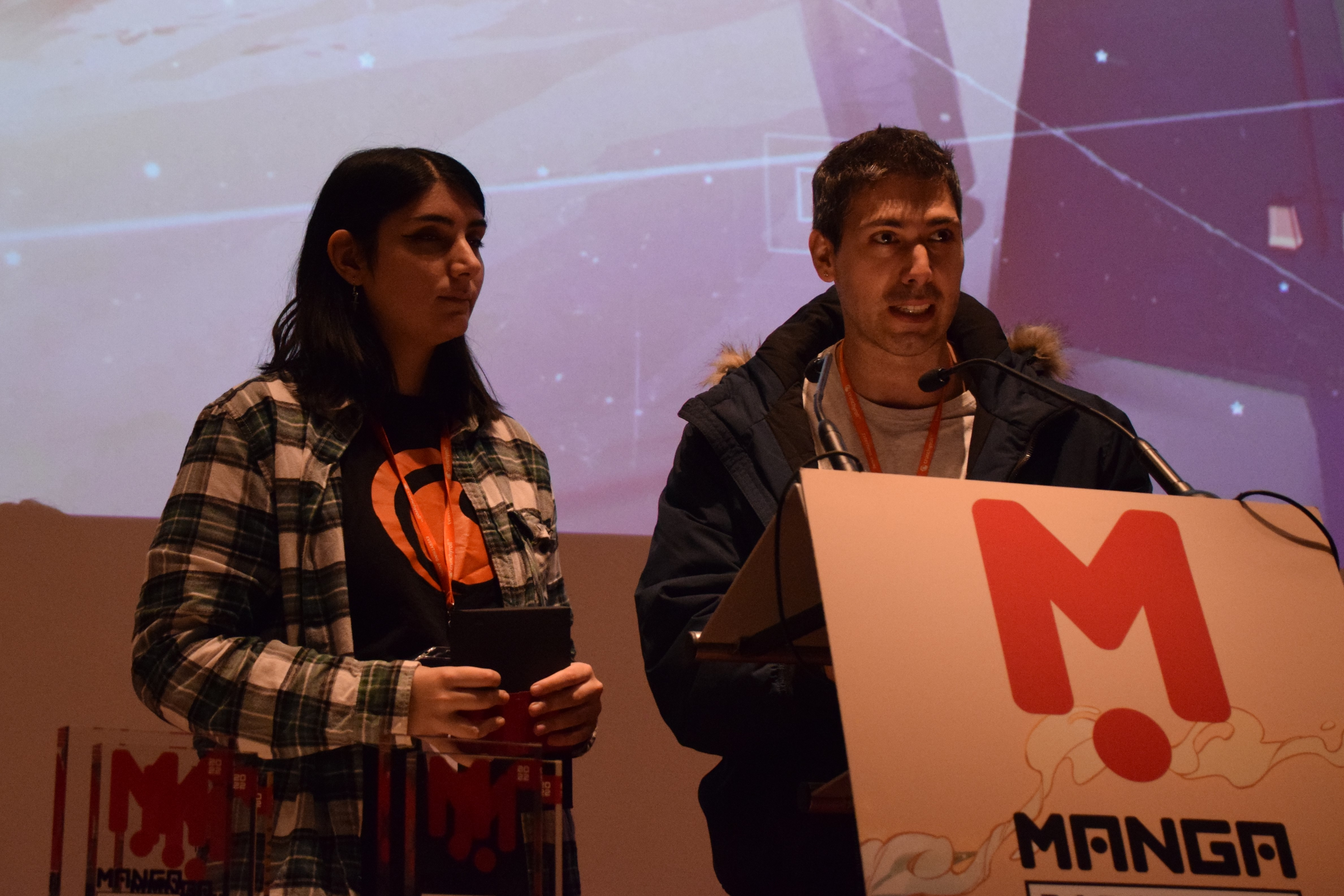
Diego Martínez i Sheila Simal, de Crunchyroll.
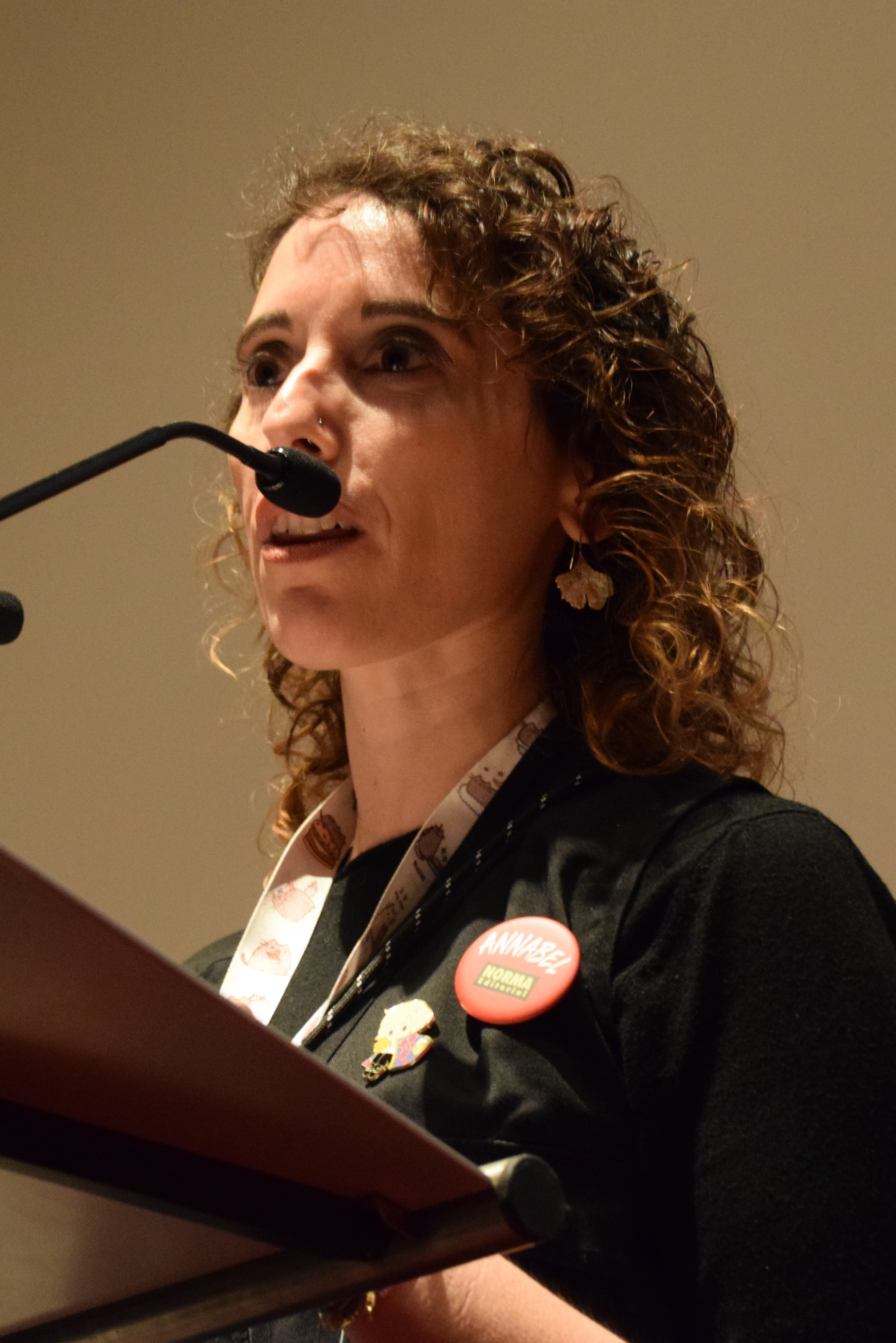
Annabel Espada, de Norma.
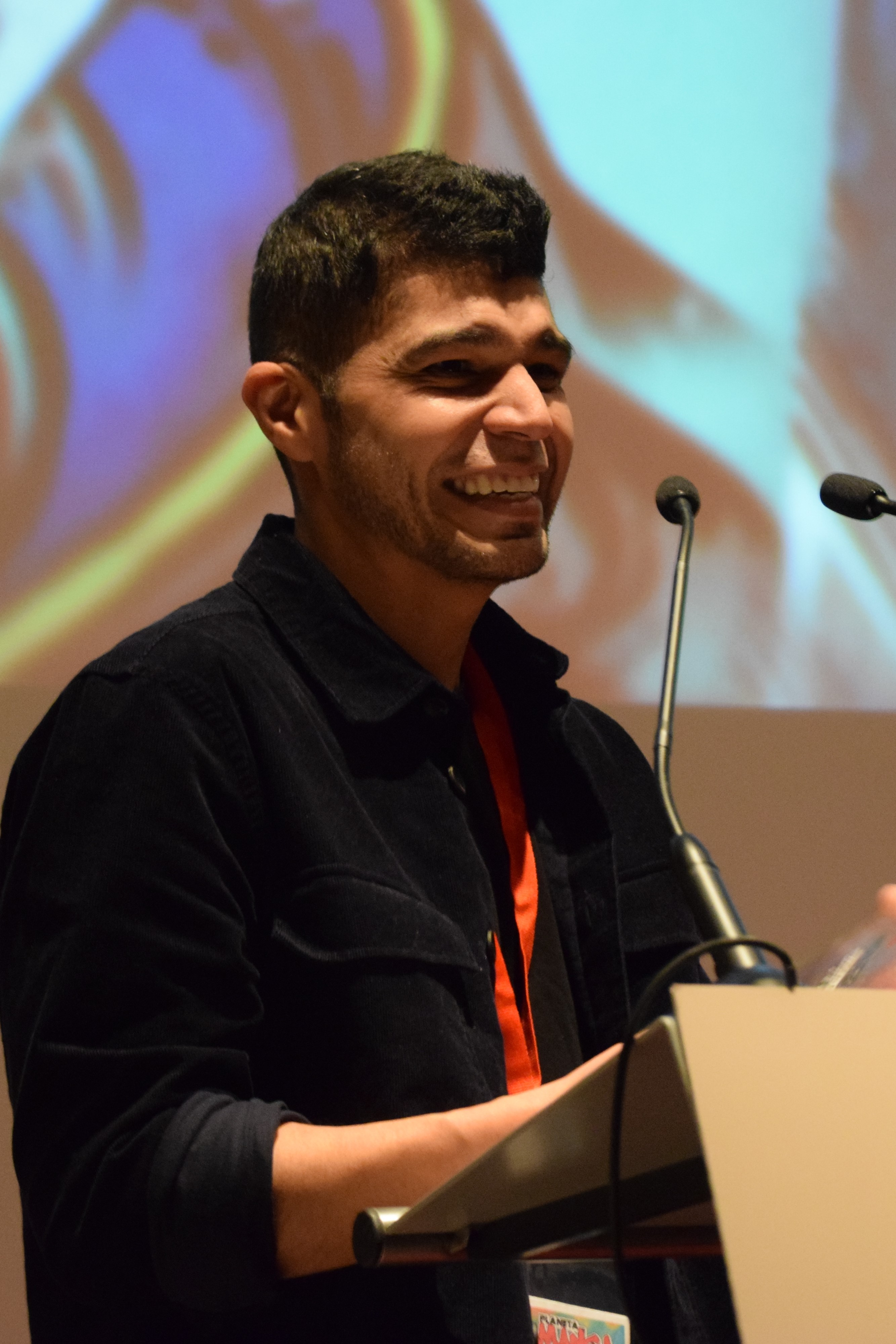
Carlos Subero, de Milky Way.
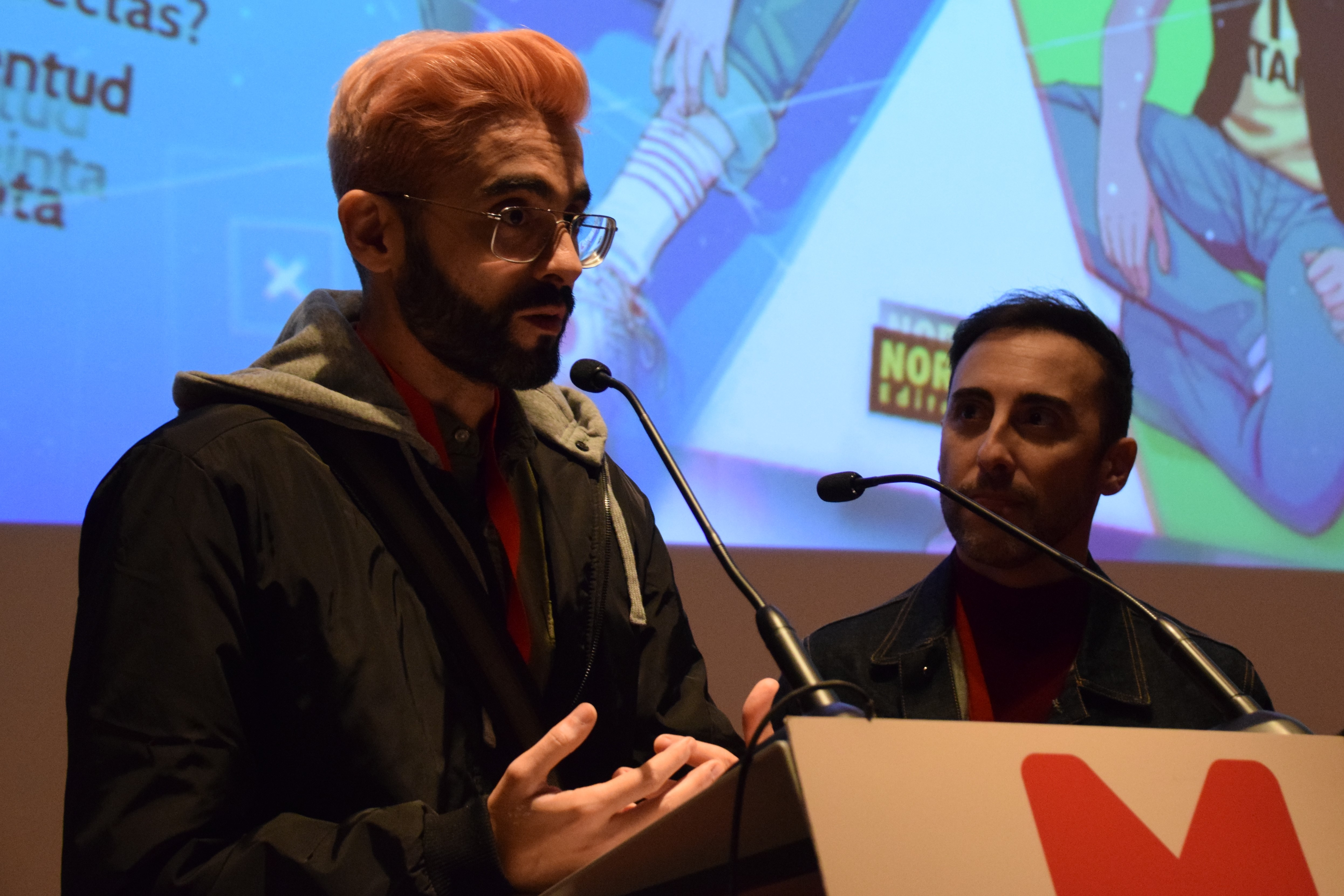
Els autors Dani Bermúdez i Fidel del Tovar.
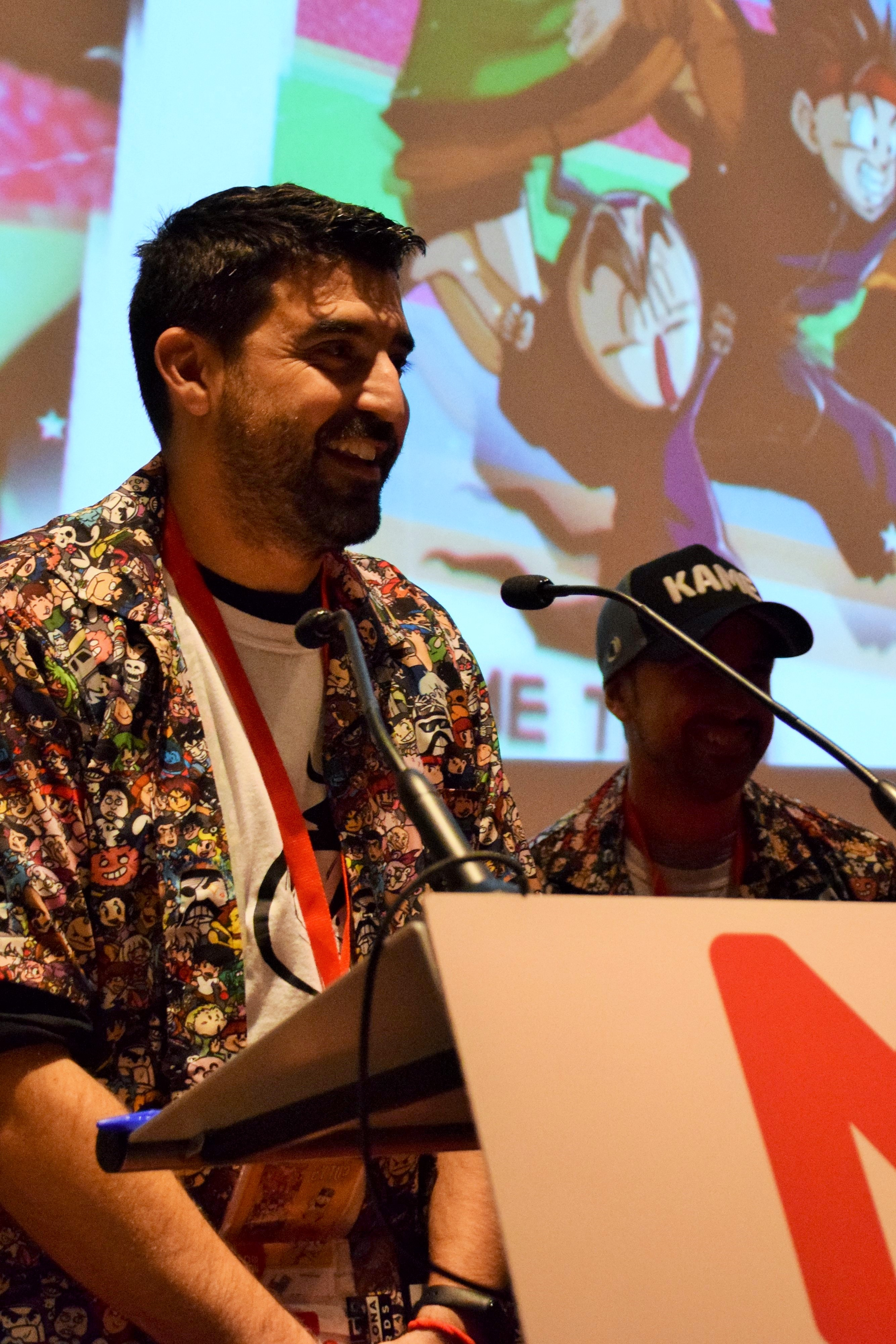
Edu Gómez, de The KameTeam.
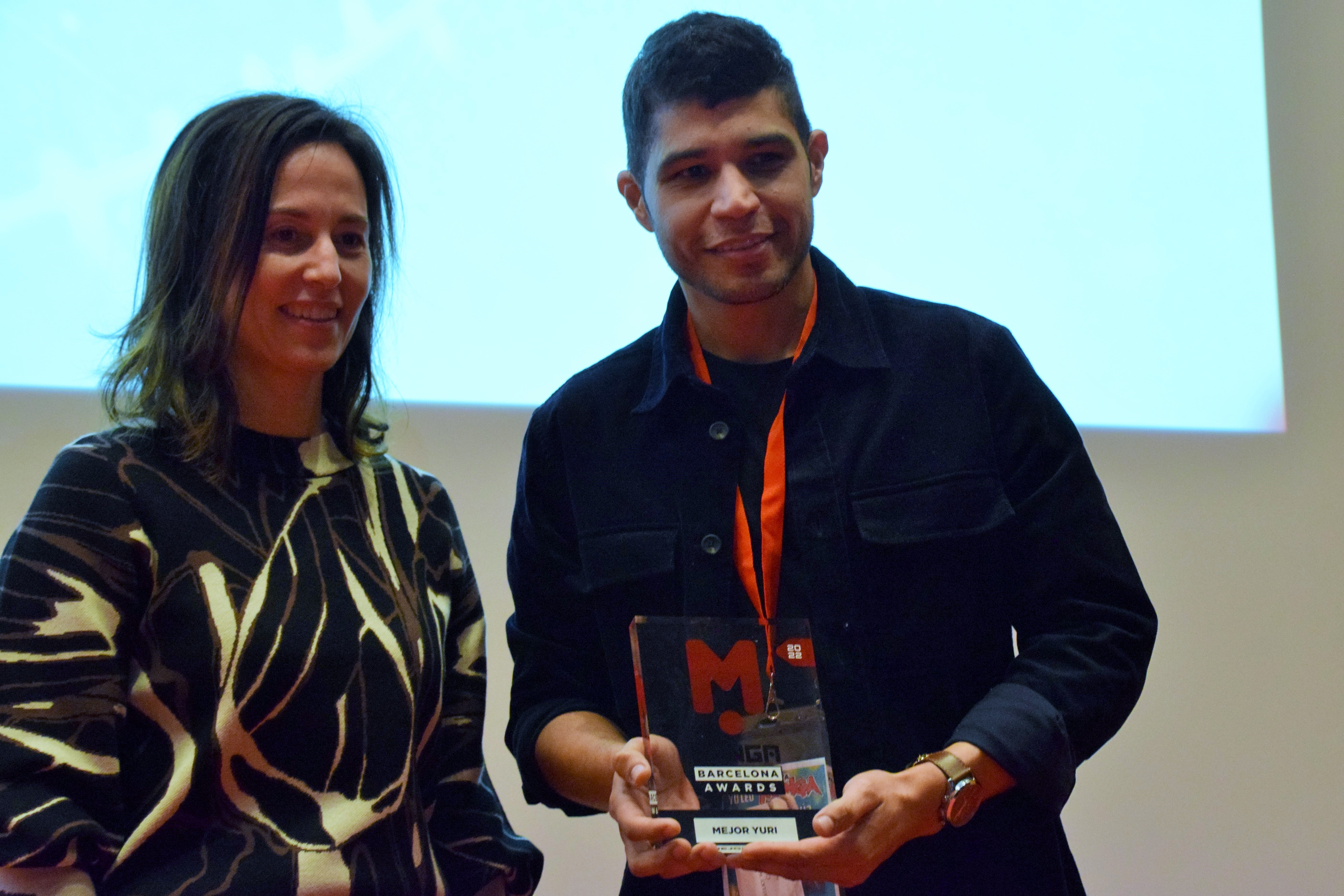
M. Puig amb Carlos Subero.
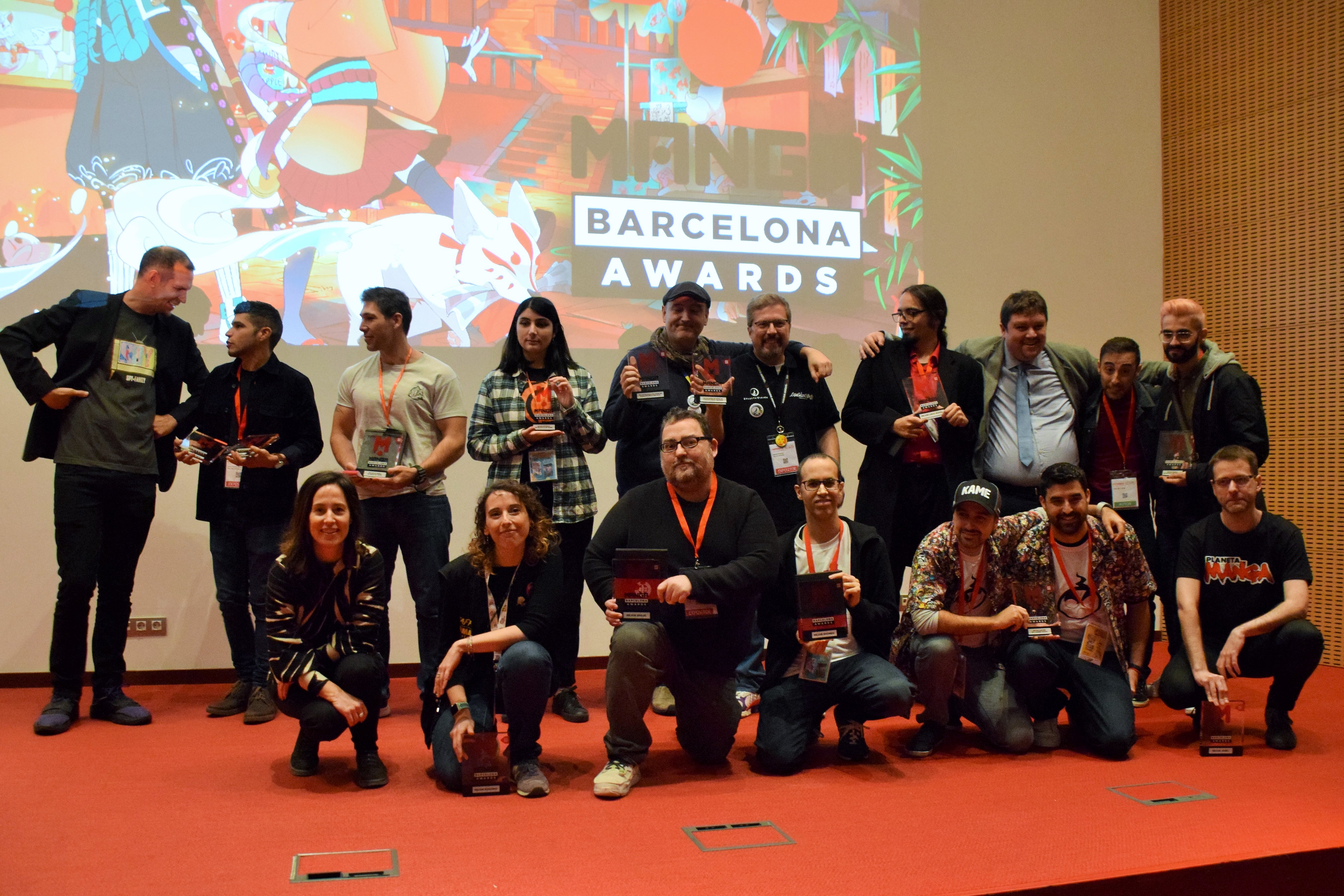
Foto de grup dels guanyadors.

Gran escenari i activitats

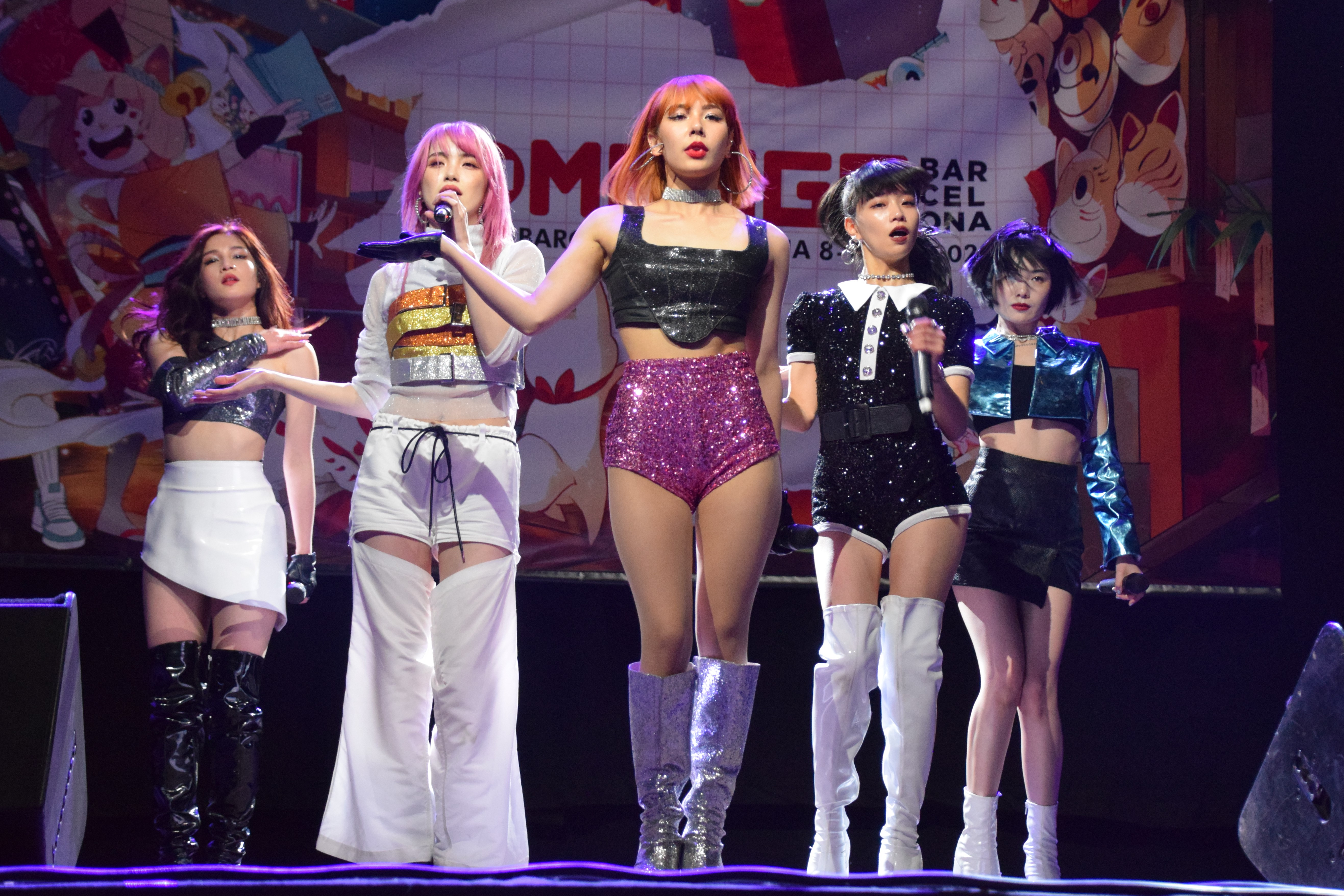
Concert del grup Faky.
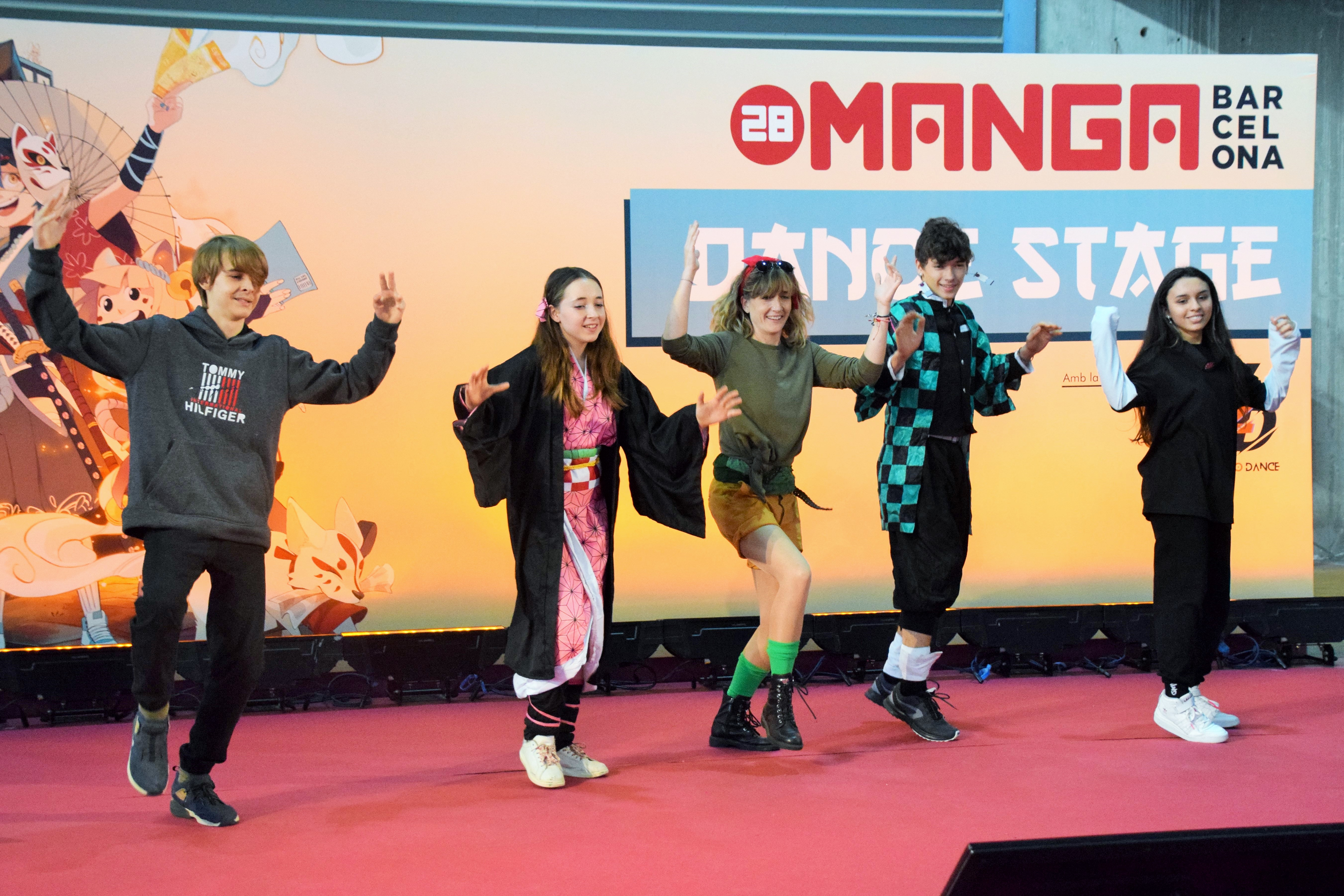
Grup de K-pop. Escenari "Dance stage".
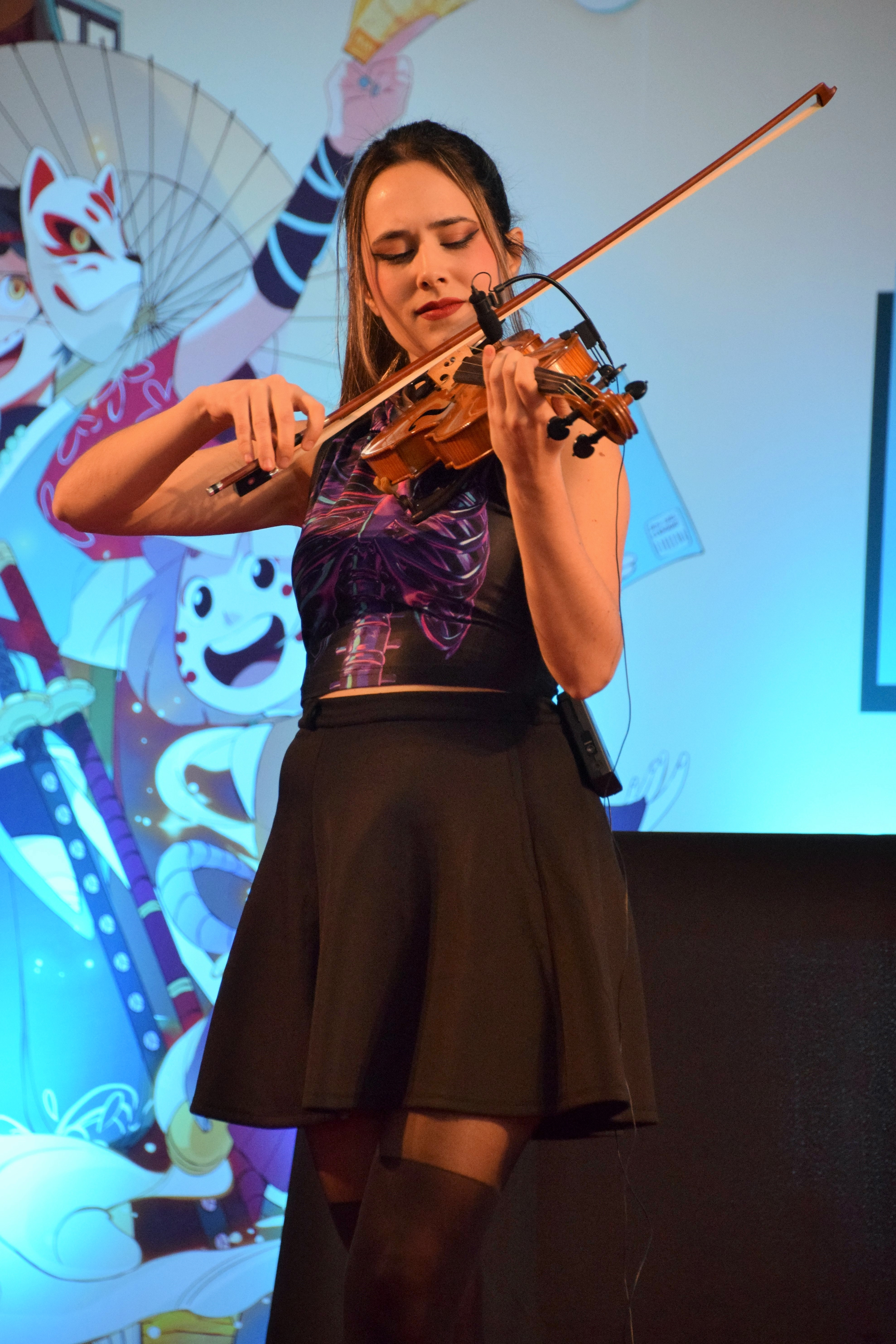
Concert de violí d'IriaCovers.
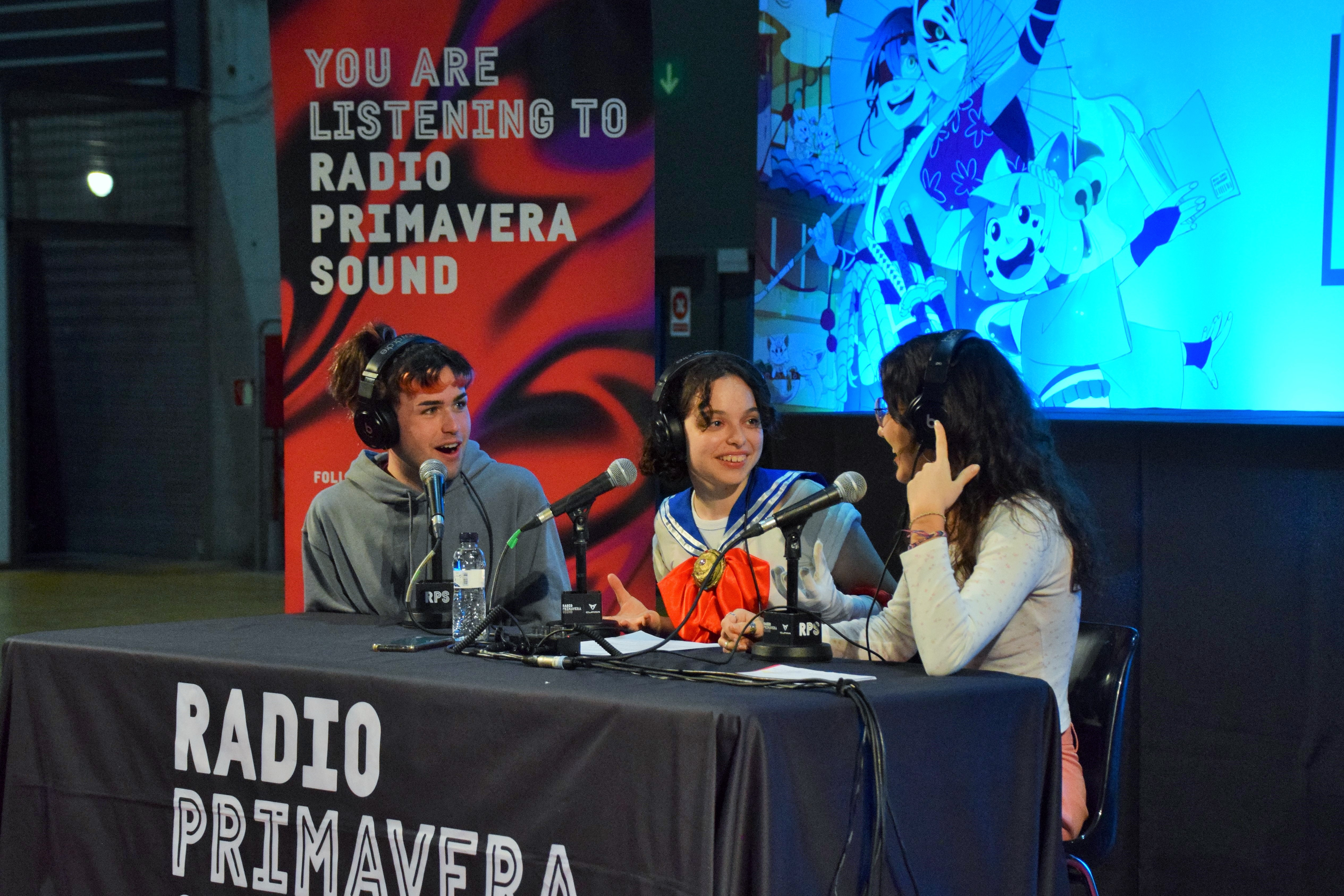
La Trinae, de Ràdio Primavera Sound, en directe.
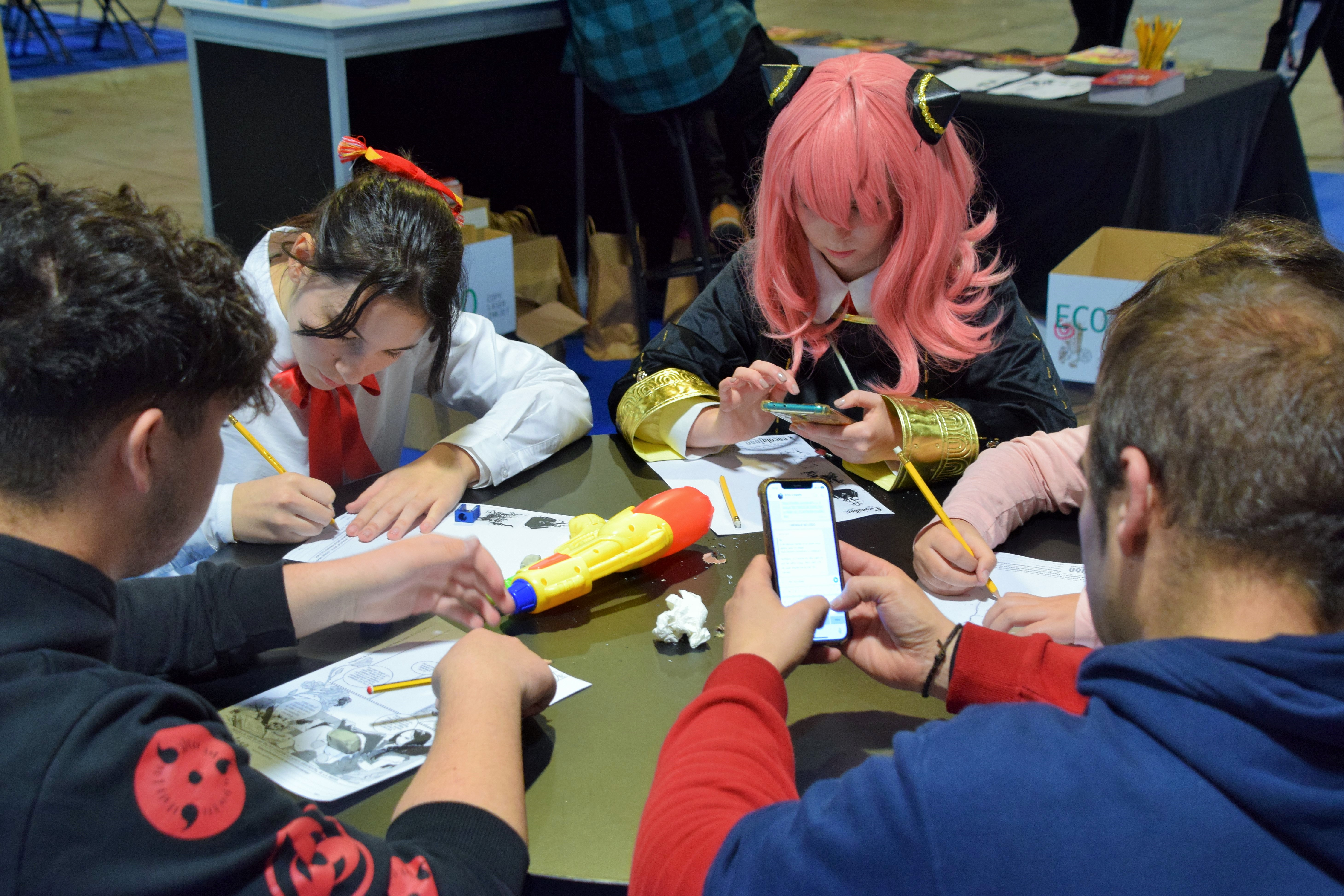
Un grup infantil en un taller de manga. Manga experience.
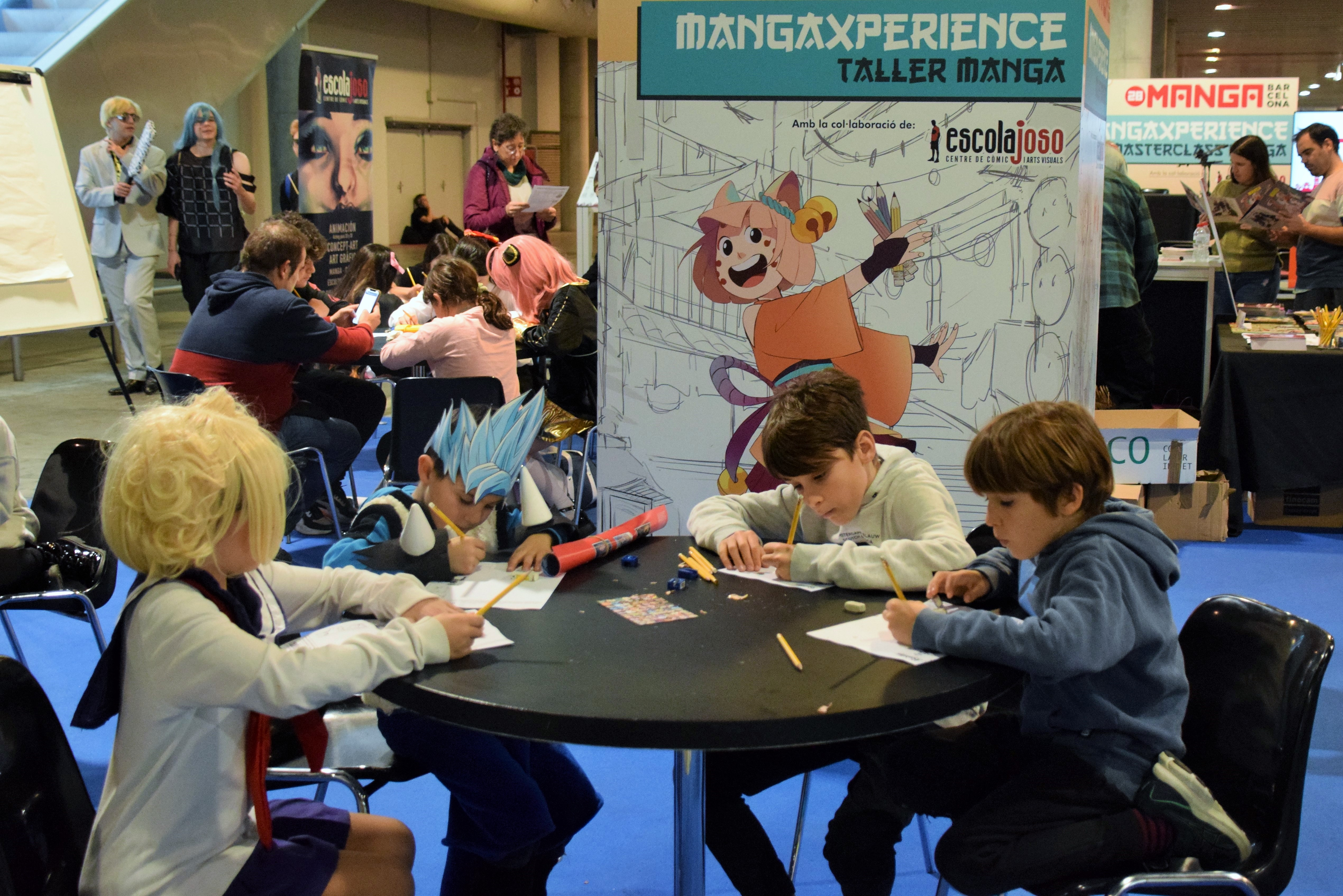
Un grup infantil dibuixant. Manga experience.
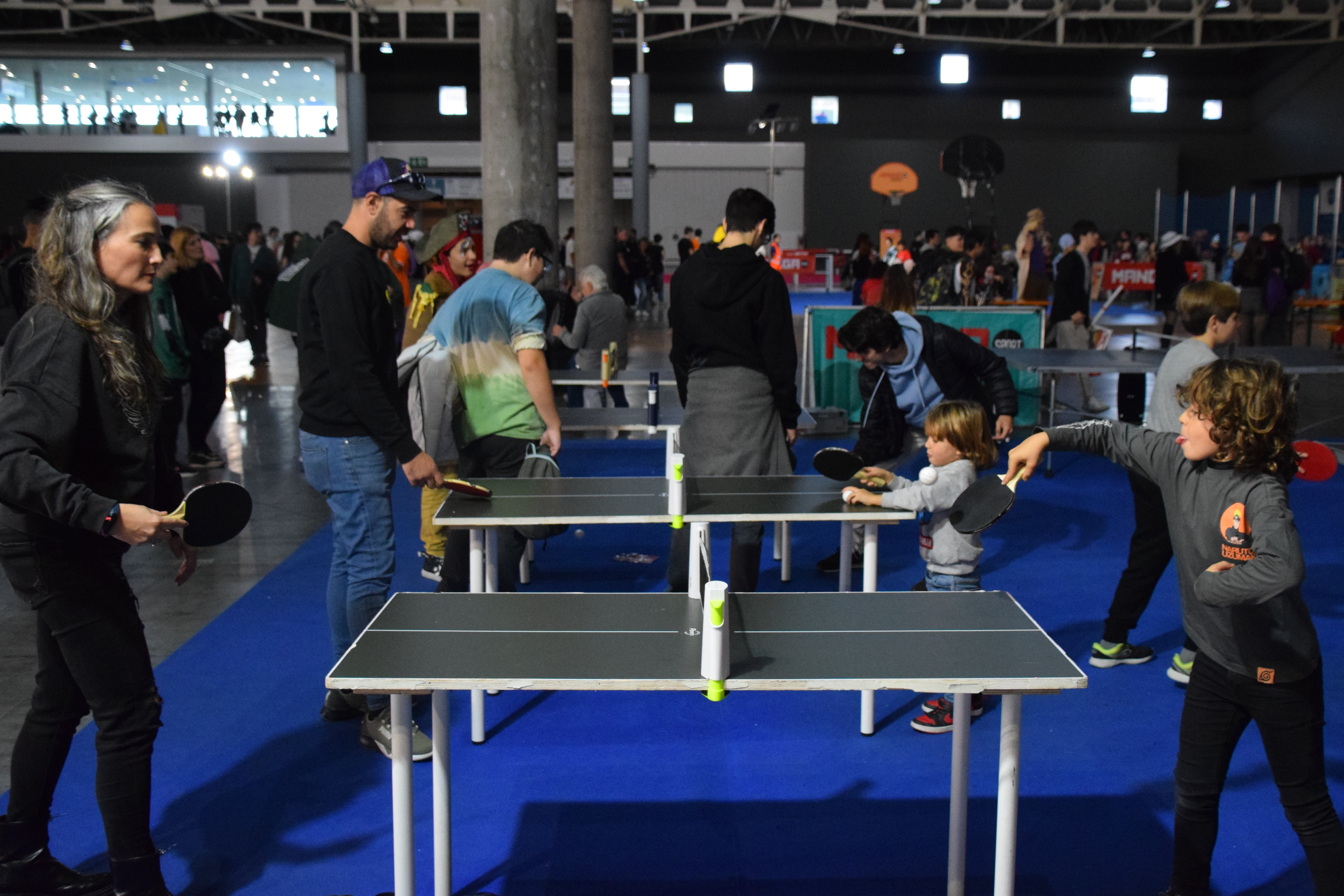
Partits de tennis de taula, secció Manga Sport.
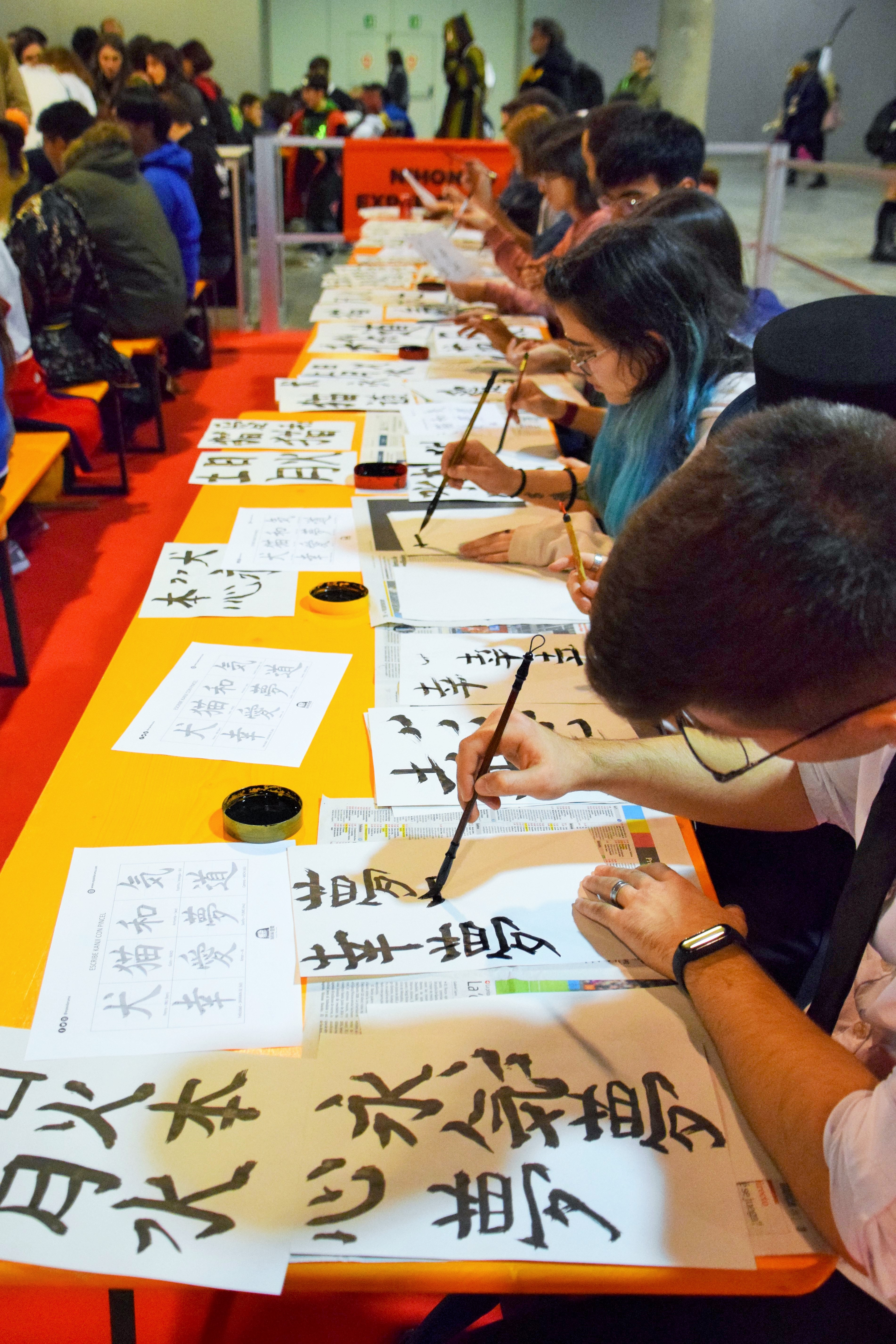
Un taller de kanji.
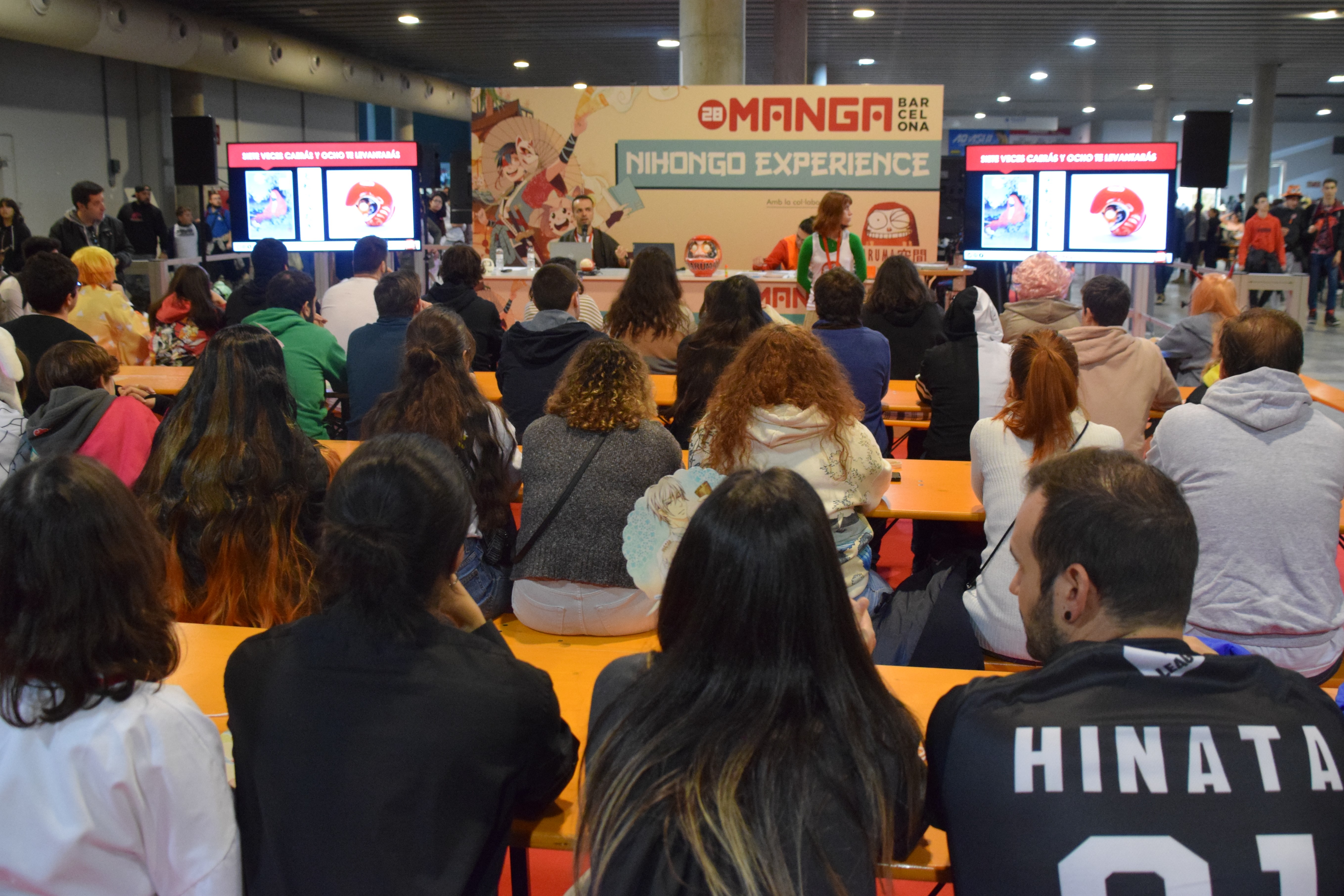
Un taller de la secció "Nihongo Experience".
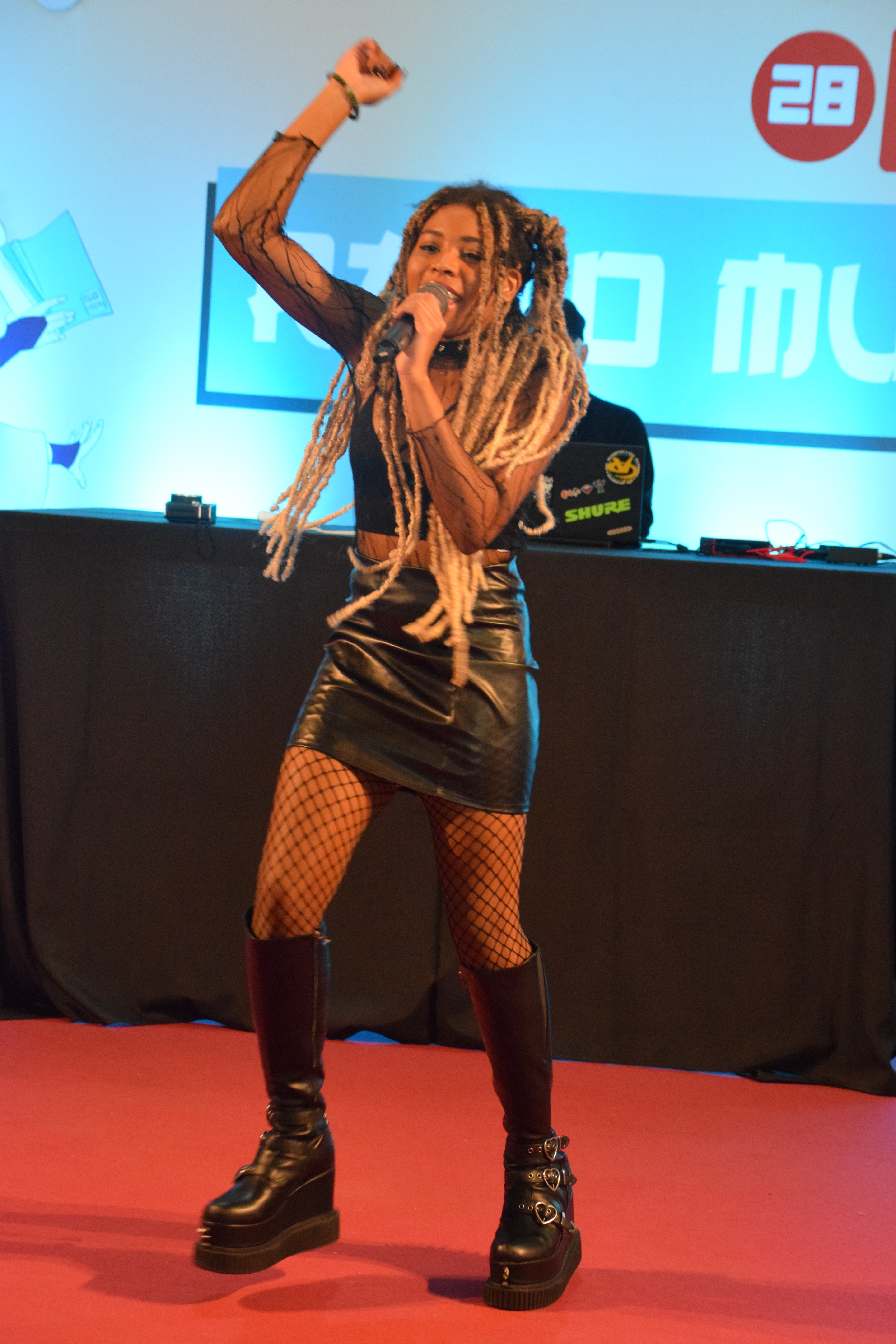
Actuació de l'artista StryGo.
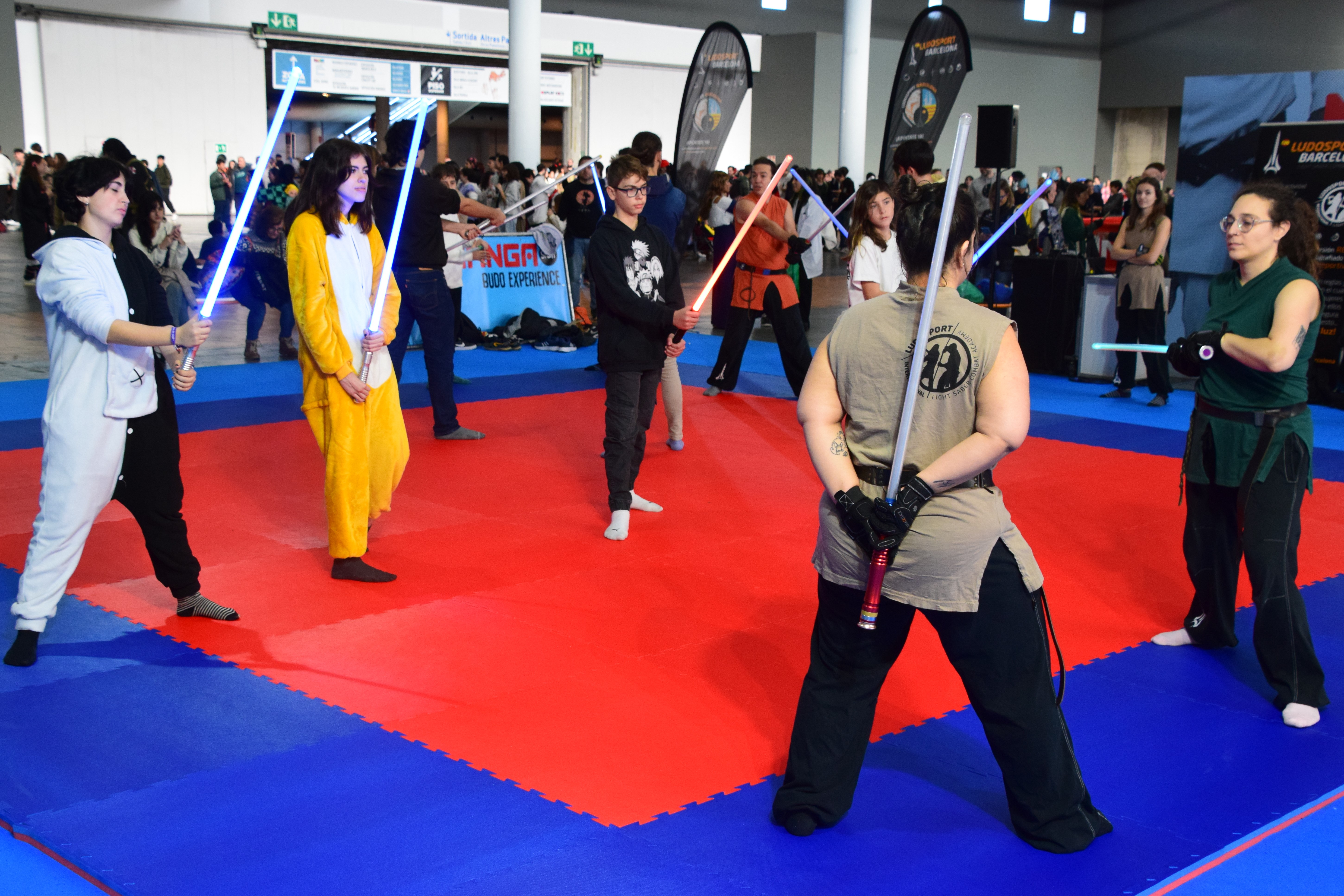
Un taller de katana.
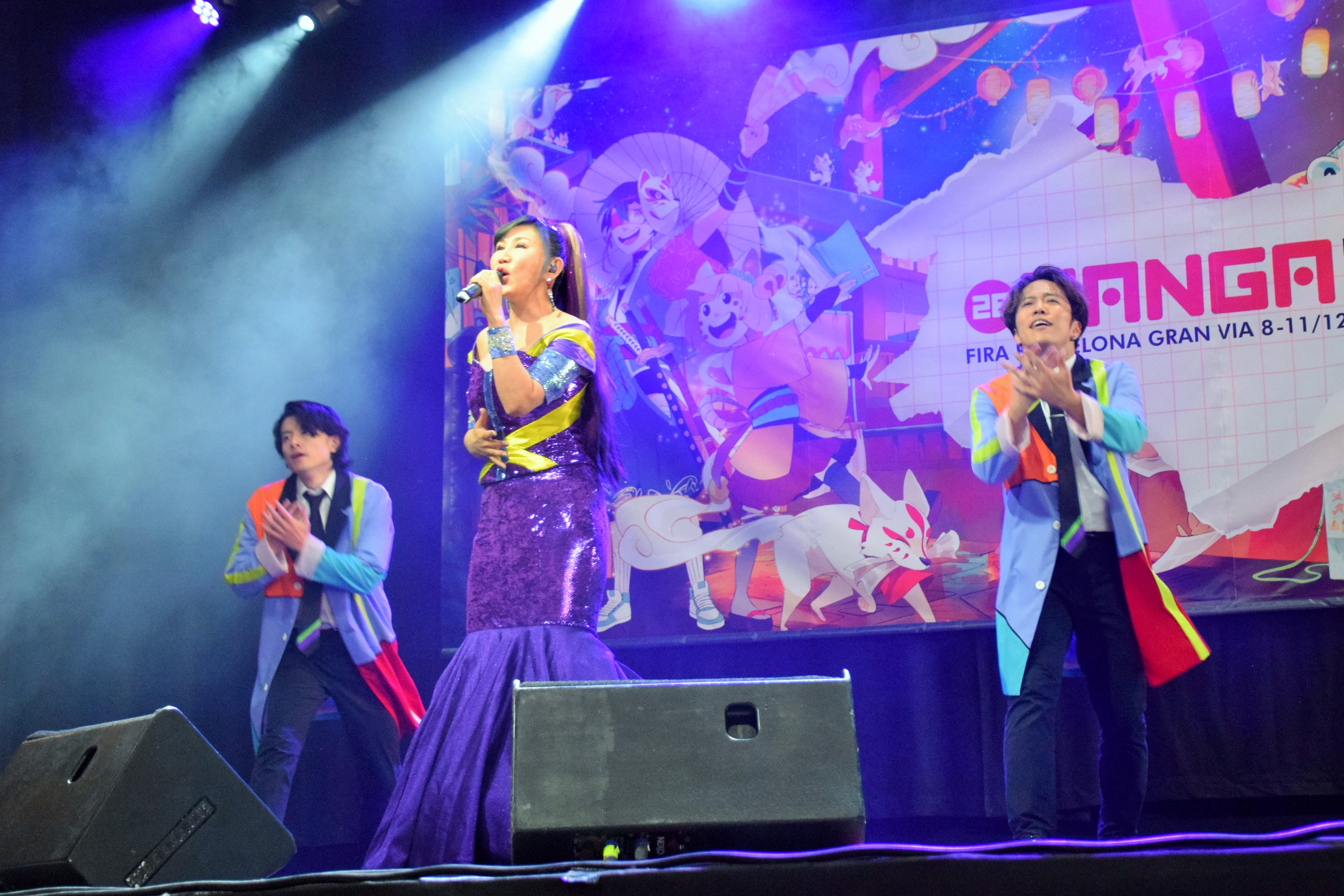
La cantant japonesa Yōko Takahashi